# Tijdlijn van de kredietcrisis

Dow Jones-beursindex van januari 2006-november 2008

De kredietcrisis die van de zomer van 2007 tot circa medio 2011 op de financiële markten woedde had een grote invloed op de economie.
In de onderstaande tijdlijn van de kredietcrisis wordt een overzicht gegeven van de voornaamste gebeurtenissen.
NB: een overzicht van gebeurtenissen die verband houden met de Europese staatsschuldencrisis is opgenomen in
- Tijdlijn van de Europese staatsschuldencrisis (2010)
- Tijdlijn van de Europese staatsschuldencrisis (2011)
- Tijdlijn van de Europese staatsschuldencrisis (2012)
- Tijdlijn van de Europese staatsschuldencrisis (2013)
- Tijdlijn van de Europese staatsschuldencrisis (2014)

## In 2007

### Augustus 2007
- In de week van 13 augustus 2007 daalden aandelenkoersen fors. De koersen van staatsobligaties van overheden met een hoge rating stegen. Diverse hedge funds en andere fondsen moesten (soms aanmerkelijke) verliezen melden. De Nederlandse bank NIBC meldde verliezen van € 137 miljoen op haar portefeuille mortgage backed securities. Reeds eerder bleek de Duitse bank IKB aanmerkelijke verliezen op dergelijke beleggingen geleden te hebben, en was een (door de Deutsche Bundesbank begeleide) reddingsactie door een aantal andere Duitse banken noodzakelijk.
- In de week van 20 augustus bleken diverse beleggers, dochterondernemingen van grote financiële instellingen, in "asset backed commercial paper" (kortlopende leningen met onderpand) die deze beleggingen met kortlopende leningen gefinancierd hadden, problemen te ondervinden bij het verkrijgen van herfinancieringen, terwijl hun beleggingen niet op korte termijn te verkopen waren. In een aantal gevallen was een lening van de moeder noodzakelijk. Ormond Quay, een dochter van de Duitse bank Sachsen LB te Leipzig, eigendom van de deelstaat Sachsen, bleek in moeilijkheden te verkeren wegens beleggingen in Amerikaanse hypotheken. Sachsen LB moest een beroep doen op een overbruggingskrediet van € 17,3 miljard.[1] Diverse Amerikaanse hypotheekbanken meldden verliezen of kondigden aan hun activiteiten geheel of gedeeltelijk te staken. Op 23 augustus werd bekend dat Bank of America een belang nam van $ 2 miljard in hypotheekverstrekker Countrywide. Countrywide is (was) de grootste hypotheekverstrekker van de Verenigde Staten en verkeerde in ernstige problemen. De financiële markten kwamen, vermoedelijk mede door dit bericht, weer enigszins tot rust.[2]
- In de week van 27 augustus meldden diverse financiële instellingen bij hun dochterondernemingen aanmerkelijke verliezen te hebben of te verwachten, direct of indirect voortvloeiend uit beleggingen in subprime-hypotheken en asset backed commercial paper, al dan niet in combinatie met stijgende financieringskosten. Sachsen LB werd overgenomen door Landesbank Baden-Württemberg; de CEO van Sachsen LB legde zijn functie neer. Cijfers omtrent de Amerikaanse huizenmarkt lieten een voortgaande daling van de huizenprijzen zien,[3] dan wel een gelijkblijven.[4] De Amerikaanse bank Goldman Sachs berichtte voor (geheel) 2007 en 2008 een daling van de gemiddelde huizenprijzen met 7% per jaar te verwachten. De ECB voorzag de markten wederom van een aanmerkelijk bedrag aan liquiditeiten: op een driemaands-repo werd voor € 120 miljard ingeschreven en voor € 50 miljard toegewezen.[5] Het vertrouwen van de Amerikaanse consumenten, gemeten door de Conference Board, daalde enigszins. BNP Paribas heropende de handel in de drie fondsen waarvan men in juli geen marktwaarde meer had kunnen berekenen, met slechts beperkte waardedalingen. De Amerikaanse regering kondigde wetgeving aan om in nood verkerende huiseigenaren te behoeden voor een gedwongen verkoop, waarbij onder meer het werkterrein van de Federal Housing Administration zou worden uitgebreid.[6][7]

### September 2007
- In de week van 3 september werden de door de Amerikaanse regering ontvouwde plannen geconcretiseerd, onder de naam FHASecure.[8] Blijkens de eerste berichten stelde de FHA een aantal eisen voor het garanderen van een herfinanciering, waaronder de afwezigheid van betalingsachterstanden, een overwaarde van ten minste 3%, en een voldoende inkomen om de nieuwe lening te kunnen betalen. Op grond hiervan verwachtten commentatoren dat het effect van deze plannen beperkt zal zijn.[9] Het House Financial Services Committee van het Amerikaanse Huis van Afgevaardigden kondigde aan de rol van rating agencies te gaan onderzoeken; de President's Working Group on Financial Markets ging onderzoeken hoe het proces van securitisatie de hypothekenbranche heeft veranderd.[10] De Federal Reserve riep, samen met andere toezichthouders, op 4 september hypotheekbanken op om bij dreigende executieverkopen samen met huiseigenaren te zoeken naar oplossingen waarbij die gedwongen verkoop wordt voorkomen.[11] De gespannen situatie op de geldmarkt hield aan: de ECB wees € 256 miljard toe op een eenweeks-refi waarop voor € 426 miljard was ingeschreven. Op woensdag 5 september liet de ECB, nadat de tarieven op de geldmarkt plotseling scherp stijgen, weten gereed te staan om een bijdrage te leveren aan een ordelijke markt. De Bank of England kondigde eveneens een verruiming van de leenfaciliteiten aan.[12] Op donderdag 6 september wees de ECB voor één dag € 42 miljard toe.[13] De ECB hield op 6 september de refi-rente ongewijzigd op 4,00%, terwijl enkele weken daarvoor nog vrij algemeen een verhoging met 0,25% verwacht werd.[14] Het percentage Amerikaanse huiseigenaren met een subprime-hypotheek dat achterstallig is met betalen bleek in het tweede kwartaal van 2007 te zijn toegenomen van 13,77% tot 14,82%. In het tweede kwartaal werd bij 0,65% van alle Amerikaanse hypotheken een gedwongen verkoop ("foreclosure") opgestart, hetgeen een record vormde.[15] De Nederlandsche Bank schreef dat de financiële stabiliteit in Nederland "minder gunstig is dan een half jaar geleden".[16]

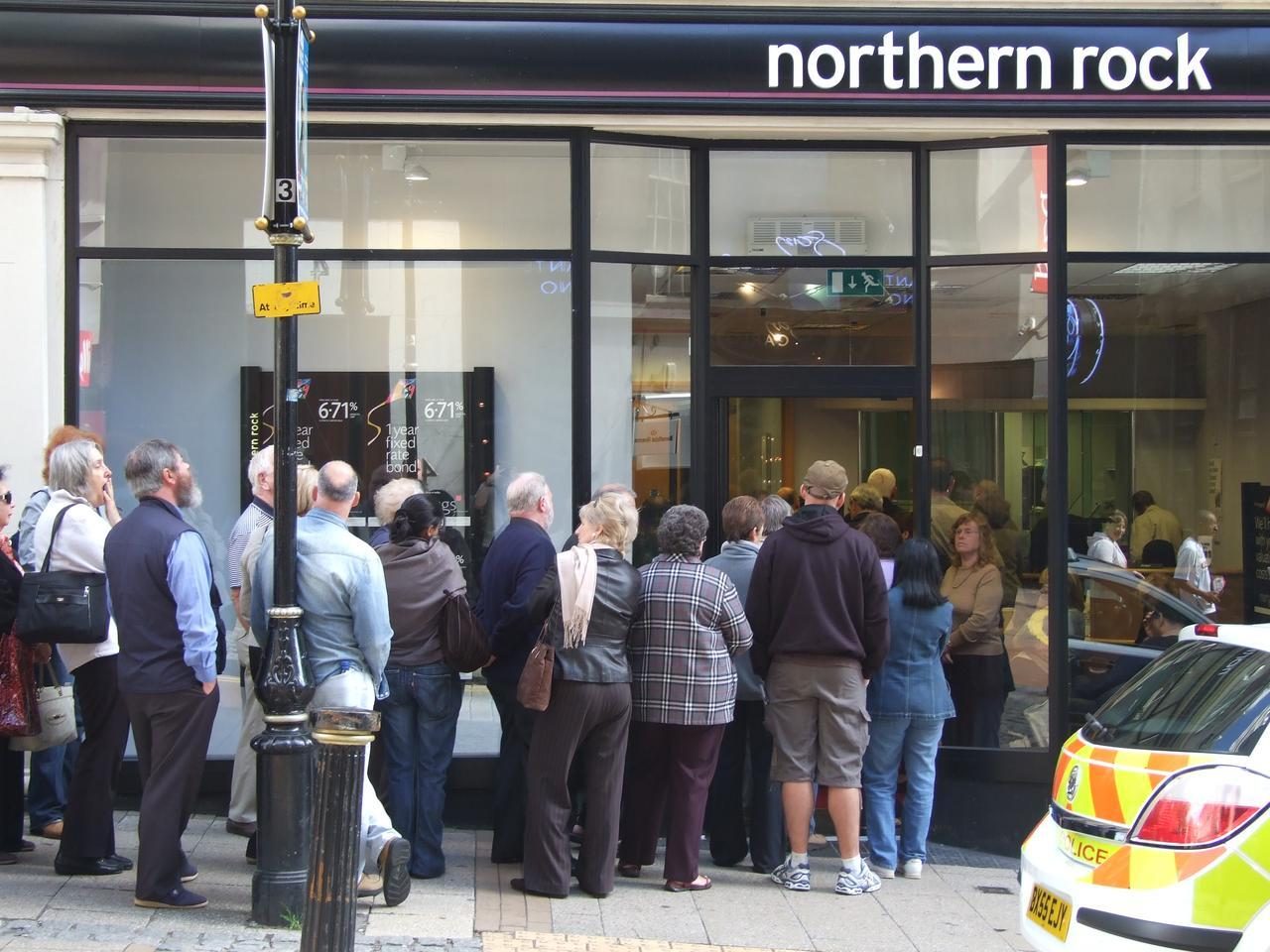
Wachtende rekeninghouders bij het filiaal van Northern Rock te Birmingham

- Wachtende rekeninghouders bij het filiaal van Northern Rock te BirminghamIn de week van 10 september 2007 verstrekte de ECB wederom aanmerkelijke bedragen aan liquiditeiten: op 12 september € 269 miljard voor één week en op 13 september € 75 miljard voor drie maanden. Per 13 september was daarmee voor € 534 miljard aan liquiditeiten verstrekt, hetgeen circa € 100 miljard hoger is dan voor het begin van de crisis het geval placht te zijn. De dollar daalde tot een niveau van 1,39 per euro, hetgeen een historisch dieptepunt vormde;[17] ten opzichte van een "mandje" van de valuta van de zes belangrijkste handelspartners daalde de dollar tot het laagste niveau in 15 jaar. De Amerikaanse bank Goldman Sachs maakte bekend dat haar Global Alpha hedge fund in augustus een verlies van 22% had geleden.[18] De Britse building society Northern Rock bleek met dreigende liquiditeitstekorten te kampen; de Bank of England zegde financiële steun toe.[19][20] Rekeninghouders namen, ondanks deze steun, massaal tegoeden op, tot een bedrag dat (tot en met zaterdag 15 september 2007) geschat werd op £ 2 miljard.[21][22]
- In de week van 17 september gingen klanten van Northern Rock door met op grote schaal geld opnemen, ook nadat de Britse overheid op maandagavond de bestaande depositogarantieregeling aanmerkelijk verruimde; pas vanaf woensdag nam dit af.[23][24][25] Deze uitbreiding bleek echter geen betrekking te hebben op nieuw geopende spaarrekeningen.[26] Het aantal foreclosure notices in de VS bleek in augustus met 36% gestegen te zijn ten opzichte van juli, tot 243.947.[27] (Dit cijfer omvat diverse stadia van het uitwinningsproces, dus niet alleen de feitelijke executoriale verkopen.) De ECB verving een aflopende faciliteit ten bedrage van € 269 miljard door een faciliteit van € 155 miljard. De Federal Reserve verlaagde de federal funds rate met 0,50% tot 4,75%.[28] Het Huis van Afgevaardigden nam een wetsvoorstel aan dat de werkingssfeer van de Federal Housing Administration beoogt uit te breiden, met name door een verhoging van de maximaal te garanderen hypotheek van $ 414.000 tot $ 729.750.[29] De Bank of England kondigde een driemaands-faciliteit aan teneinde spanningen op de geldmarkt te beteugelen. De Amerikaanse dollar daalde verder ten opzichte van de euro, tot circa 1,41.
- In de week van 24 september publiceerde het IMF het halfjaarlijkse Global Financial Stability Report. Omtrent de crisis werd opgemerkt dat het nog geruime tijd zou kunnen duren voordat de schade hersteld is ("the adjustment process is likely to be protracted").[30] De Amerikaanse huizenprijzen, als weergegeven door de S&P/Case Shiller-index, bleken in juli gedaald te zijn met 3,9% op jaarbasis.[31] Op een driemaands-faciliteit van de Bank of England (tegen een tamelijk hoge rente) werd niet ingeschreven door Britse banken,[32] hetgeen uitgelegd werd als een indicatie dat normale verhoudingen (tot op zekere hoogte) terugkeerden in de Britse geldmarkt. In de euro-geldmarkt bleef echter sprake van duidelijke spanningen. Op 26 september leende de ECB € 3,9 miljard tegen een (hoge) rente van 5% (de "marginal lending facility"), waaruit afgeleid kon worden dat ten minste één Europese bank nog problemen ondervond bij haar dagelijkse financiering.[33] Op een eenweeks-faciliteit werd € 190 miljard toegewezen. Northern Rock bleek inmiddels 8 miljard pond geleend te hebben van de Bank of England.[34] De dollar daalde verder ten opzichte van de euro tot 1,42.

### Oktober 2007
- In de week van 1 oktober berichtten een aantal banken omtrent de schade die men opgelopen had als gevolg van de crisis. (Een aantal marktpartijen meende dat de enkele omstandigheid dat de omvang van de schade inmiddels vast te stellen was reeds positief geduid kon worden: "The numbers are finally on the table," aldus een van hen.[35]) Deutsche Bank meldde over het derde kwartaal verliezen van € 2,2 miljard te hebben geleden op diverse typen door de crisis getroffen beleggingen.[36][37] De Zwitserse bank UBS meldde een verlies van CHF 4 miljard (€ 2,4 miljard) te hebben geleden op haar vastrentende portefeuille, voornamelijk wegens verliezen op Amerikaanse subprime-hypotheken.[38][39] Diverse andere grote banken en effectenhuizen kondigen slechte cijfers over het derde kwartaal aan (zonder al exacte cijfers te noemen), waaronder Citibank[40] en Merrill Lynch.[41] De ECB wees op een faciliteit voor één week € 163 miljard toe, ter vervanging van een vervallende faciliteit van € 190 miljard. Britse banken zouden op grote schaal inschrijven op de faciliteiten van de ECB.[42] De Spaanse projectontwikkelaar Llanera vroeg surseance aan nadat de financiering van onverkochte woningen niet langer mogelijk bleek.[43]
- In de week van 8 oktober verklaarde Rodrigo Rato, managing director van het IMF, dat de crisis op de financiële markten nog enkele maanden zou aanhouden voordat liquiditeit, beschikbaarheid van krediet en credit spreads zouden zijn teruggekeerd tot normale niveaus.[44] De dollar steeg weer iets, tot circa 1,40 per euro,[45] doch daalde verderop in de week weer tot circa 1,42. William Poole, president van de Federal Reserve bank of St. Louis, verklaarde dat een herstel van de huizenmarkt nog meerdere kwartalen op zich zou laten wachten, doch dat het effect daarvan op de algehele conjunctuur nog onzeker was.[46] Janet Yellen, president van de Federal Reserve Bank of San Francisco, liet zich in vergelijkbare doch iets stelliger termen uit.[47] De ECB voorzag de geldmarkt van € 218 miljard voor één week, hetgeen als een ruime toewijzing werd beschouwd, teneinde de volatiliteit van de prijzen van kortlopende interbancaire leningen verder te beperken. De Amerikaanse Treasury Secretary Paulson kondigde op 10 oktober de oprichting aan van een samenwerkingsverband van hypotheekbanken, mortgage servicers en beleggers, onder de naam HOPE NOW, dat tot doel had het aantal gedwongen verkopen te beperken door activiteiten beter op elkaar af te stemmen.[48]
- In de week van 15 oktober kondigden de Amerikaanse banken Citibank, JP Morgan Chase en Bank of America de oprichting aan van een fonds geheten Master Liquidity Enhancement Conduit, dat de ordelijke verkoop van beleggingen in de portefeuilles van Structured Investment vehicles zou moeten bevorderen. Het fonds zou daartoe over een aanmerkelijk vermogen (tussen $ 75 miljard en $ 100 miljard) moeten beschikken.[49] In de daarop volgende perioden gingen deze banken op zoek naar participanten. Er werden twijfels vernomen over de prijsvorming bij de beoogde verkopen.
- In de week van 22 oktober rapporteerde de Amerikaanse effectenbank Merrill Lynch dat met afwaarderingen van hypotheken en daaraan gerelateerde beleggingen in de portefeuille over het derde kwartaal een bedrag van $ 7,9 miljard gemoeid zou zijn, en kondigde ontslagen aan.[50][51] Standard & Poor's verlaagde hierop de rating van Merrill Lynch tot A+.[50] Hypotheekbank Countrywide kondigde een programma aan voor het modificeren van circa $ 16 miljard aan hypotheken teneinde een gedwongen verkoop te voorkomen.[52]
- In de week van 29 oktober rapporteerde de Zwitserse bank UBS over het derde kwartaal een verlies van CHF 830 miljoen wegens afschrijvingen op leningen.[53] De S&P/Case Shiller Home Price Index liet over augustus 2007 een daling van 4,4% op jaarbasis zien.[54] De Zwitserse bank Credit Suisse rapporteerde een afschrijving van CHF 1,1 miljard op aan hypotheken gerelateerde leningen en CHF 1,1 miljard op leveraged loans.[55][56] De Federal Reserve verlaagde de federal funds rate van 4,75% tot 4,50%. In het persbericht werd gewag gemaakt van "the intensification of the housing correction".[57] Koersen van met name bankenaandelen daalden aanmerkelijk naar aanleiding van een analistenrapport dat Citigroup genoodzaakt zou kunnen zijn om nog meer leningen af te waarderen.[58][59] De Federal Reserve injecteerde $ 41 miljard in het systeem.[60] Het aantal "foreclosure notices" in de VS bleek in het tweede kwartaal met 30% te zijn gestegen tot 635.159.[61] De topman van Citigroup, Charles "Chuck" Prince III, zag zich als gevolg van de kredietcrisis in november gedwongen af te treden.

### November 2007
- In de week van 5 november kondigde Citibank aan tussen $ 8 miljard en $ 11 miljard te moeten afschrijven op leningen, bovenop eerdere afschrijvingen.[62] Northern Rock bleek inmiddels bijna £ 23 miljard geleend te hebben van de Bank of England, hetgeen vermoedelijk nog zou stijgen.[63] De Amerikaanse effectenbank Morgan Stanley maakte bekend $ 3,7 miljard af te schrijven op subprime-leningen.[64] Citigroup verstrekte emergency funding ten bedrage van $ 7,6 miljard aan door hen beheerde SIV's; de totale omvang van hetgeen men uit hoofde van bestaande contractuele verplichtingen gehouden zou zijn te verstrekken zou $ 10 miljard bedragen.[65] Een nieuwe boekhoudregel die per 15 november 2007 in werking trad (FASB 157) zou volgens deskundigen tot grote verdere afwaarderingen kunnen noodzaken.[66] De daling van de dollar ging verder: ten opzichte van de euro werd een niveau van circa 1,47 dollar per euro bereikt.[67] De Amerikaanse bank Wachovia kondigde aan over het vierde kwartaal tussen $ 500 miljoen en $ 600 miljoen aan voorzieningen te moeten treffen.[68]
- In de week van 12 november werd in beginsel overeenstemming bereikt over de vormgeving van het fonds (het Master Liquidity Enhancement Conduit) voor het opkopen van leningen in de portefeuilles van SIV's.[69] Analisten van Deutsche bank rapporteerden dat de totale schade van de subprime mortgage crisis $ 300 miljard tot $ 400 miljard zou kunnen bedragen.[70] De Zwitserse bank UBS maakte bekend de bonussen van haar medewerkers te maximaliseren op $ 750.000.[71] Bank of America maakte bekend over het vierde kwartaal circa $ 3 miljard te moeten afschrijven op CDO's.[72] De Britse bank HSBC berichtte dat bij creditcards en autoleningen ook sprake was van toenemende achterstanden, en schreef over het derde kwartaal $ 3,4 miljard af; goede resultaten in "emerging markets" zorgden echter voor bevredigende totale resultaten.[73] Het aantal foreclosure filings in de VS bleek in het derde kwartaal van 2007 met 30% gestegen te zijn.[74] Ten opzichte van het derde kwartaal van 2006 was er bijna een verdubbeling.[75][76] Bear Stearns maakte bekend over het vierde kwartaal $ 1,2 miljard af te schrijven op subprime-leningen.[77] Barclays schreef £ 1,3 miljard af.[78] De Belgische bank Dexia rapporteerde afwaarderingen van $ 191 miljoen bij een Amerikaanse dochteronderneming.[79] De nog steeds voortdurende onzekerheid omtrent de omvang van (mogelijke tot waarschijnlijke) afwaarderingen door financiële instellingen zorgde voor een sterke stijging van hun financieringskosten.[80]
- In de week van 19 november berichtte de Zwitserse herverzekeringsmaatschappij Swiss Re een verlies van CHF 1,2 miljard te hebben geleden op credit default swaps.[81] Analist Jan Hatzius van Goldman Sachs verwachtte dat de totale schade als gevolg van de crisis rond de subprime-leningen zou kunnen oplopen tot $ 400 miljard, en dat het Amerikaanse bankwezen, als gevolg van de verslechterde vermogensbehoudingen, genoodzaakt zou kunnen zijn om zijn leningenportefeuille met $ 2.000 miljard te reduceren.[82] "Freddie Mac" rapporteerde over het derde kwartaal een verlies van $ 2 miljard, onder meer door $ 3,6 miljard aan afwaarderingen.[83] Aandelenkoersen, met name van financiële instellingen, daalden scherp. De European Covered Bond Council schortte de "market making" tussen banken onderling voor de handel in covered bonds op tot 26 november 2007. De OECD verwachtte in het Financial Markets Trends-rapport dat de totale schade van de subprime-crisis $ 300 miljard zou kunnen bedragen.
- In de week van 26 november werd het enkele weken daarvoor aangekondigde fonds gelanceerd, dat moest assisteren bij het ordelijk liquideren van Structured Investment Vehicles.[84] De Britse bank HSBC nam $ 45 miljard aan beleggingen van twee SIV's over, waarmee een gedwongen verkoop van beleggingen door die SIV's voorkomen werd.[85] De Abu Dhabi Investment Authority nam een belang van $ 7,5 miljard in Citigroup, de moederonderneming van Citibank.[86][87] De S&P/Case Shiller index van Amerikaanse woningprijzen bleek in het derde kwartaal te zijn gedaald met 4,5% op jaarbasis, wat de grootste daling in de geschiedenis van deze index was.[88] De Duitse overheidsbank KfW moest een extra voorziening van € 2,3 miljard treffen voor afwaarderingen op subprime-leningen bij Rhineland Funding, een SIV van dochter IKB.[89] Zowel de Federal Reserve, de Bank of England als de ECB verstrekten het bankwezen faciliteiten tot na de jaarultimo, teneinde mogelijke spanningen op de interbancaire geldmarkt te voorkomen. JP Morgan Chase schatte dat de totale verliezen op CDO's $ 260 miljard zouden bedragen.[90] Tussen de Federal Reserve en geldverstrekkers zou een akkoord in de maak zijn dat voor nader te bepalen groepen huiseigenaren zou voorzien in een bevriezing van de rente op het lage "instapniveau" gedurende enkele jaren, zodat het niet tot gedwongen verkoop zou hoeven te komen.[91] De Local Government Investment Pool, een fonds beheerd door de staat Florida ten behoeve van lagere overheden en semi-overheden, staakte uitbetaling van ingelegde gelden nadat het beheerd vermogen was teruggelopen van $ 27 miljard tot $ 10 miljard.[92][93] Als gevolg hiervan moesten lagere overheden elders leningen afsluiten teneinde salarissen van hun personeel te kunnen betalen.

### December 2007
- In de week van 3 december verstrekten de Duitse banken WestLB en HSH Nordbank een noodfinanciering van $ 15 miljard aan SIV's Harrier Finance en Carrera Capital, waarmee een gedwongen verkoop van activa werd voorkomen.[94] Hypotheekbank Fannie Mae kondigde een dividendverlaging en een aandelenemissie aan, ter versterking van de balansverhoudingen.[95] De deelstaat Sachsen verstrekte een garantie van € 1 miljard ten behoeve van een op te richten rechtspersoon die de in problemen geraakte financieringsverhikels van de Landesbank Sachsen LB zou moeten overnemen.[96] Het reddingsfonds leek niet het gehoopte succes te worden.[97] De Britse bank Royal Bank of Scotland schreef £ 950 miljoen af op subprime-leningen.[98] De Bank of England verlaagde de base rate met 0,25% tot 5,50%.[99] Het aantal Amerikaanse huiseigenaren (van diverse gradaties kredietwaardigheid) dat meer dan 30 dagen achterstallig was met hypotheekbetalingen bleek in het derde kwartaal te zijn toegenomen tot 5,6%, het hoogste niveau in 20 jaar.[100] Het de week ervoor aangekondigde reddingsplan met de naam Hope Now Alliance werd officieel gepresenteerd. Het voorzag in een bevriezing van de rente gedurende vijf jaar, voor naar schatting 12% van de huiseigenaren. Hierbij zou, in enigerlei vorm, de medewerking van houders van obligaties met die hypotheken als onderpand vereist zijn. De reacties waren niet uitsluitend positief,[101][102][103][104] doch anderen beschouwden de gepresenteerde aanpak als het meest realistisch in de gegeven omstandigheden.[105] De Rabobank nam beleggingen ter waarde van € 5,2 miljard over van een door hem beheerde SIV met de naam Tango Finance, eveneens ter voorkoming van een gedwongen verkoop.[106] Het beleggingsfonds van de staat Florida werd na heropening geconfronteerd met opnames door deelnemers van $ 1,2 miljard.[107]
- Op 12 december 2007 namen de centrale banken van de Verenigde Staten, Canada, het Verenigd Koninkrijk, Zwitserland en de Europese Unie maatregelen om de liquiditeitspositie van de banken te verhogen. Deze mogen bij de centrale banken meer kortlopende kredieten opnemen.[108] Doel hiervan was het voorkomen van een herhaling van de extreme krapte op de geldmarkt zoals die zich in augustus 2007 voordeed.[109][110]
- In de week van 10 december 2007 schreef de Zwitserse bank UBS $ 10 miljard af op subprime-leningen; de Singapore Investment Corporation kocht voor CHF 11 miljard converteerbare obligaties in UBS.[111][112] De Franse bank Société Génerale nam van een door haar beheerde SIV geheten PACE beleggingen ter waarde van $ 4,3 miljard over.[113] De Amerikaanse hypotheekbank WashingtonMutual schreef $ 1,6 miljard af.[114] Volgens de Wall Street Journal had deze crisis inmiddels de omvang bereikt van de Savings & Loans-crisis in de VS in de jaren 80 van de vorige eeuw.[115] Freddie Mac berichtte een afwaardering van $ 10 miljard tot 12 miljard te verwachten.[116] Lehman Brothers rapporteerde afschrijvingen van $ 3,5 miljard op leningen, hetgeen echter voor $ 2 miljard werd gecompenseerd door hedges.[117] Citibank maakte bekend haar 7 SIV's met in totaal $ 49 miljard aan assets over te nemen, met $ 58 miljard aan schulden; hiermee leek het nut van het "Superfund" grotendeels achterhaald te zijn.[118] Moody's verlaagde de ratings van Citigroup.[119]
- In de week van 17 december berichtte Moody's dat de ratings van bond insurers Ambac en MBIA gehandhaafd bleven op AAA, hetgeen door de financiële markten als zeer positief werd ervaren.[120] De ECB kondigde op maandag een ongelimiteerde faciliteit aan tot 4 januari 2008 op 4,21%;[121] op dinsdag werd hierop voor € 348,6 miljard toegewezen.[122] Dit was de grootste liquiditeitssteun ooit.[123] De interbancaire geldmarkttarieven voor tweeweeks-leningen daalden scherp. De Federal Reserve kondigde een faciliteit van 28 dagen aan van $ 20 miljard.[124] De Britse overheid breidde de garantie voor schulden van Northern Rock uit tot buiten de kring van particuliere rekeninghouders.[125] Effectenbank Morgan Stanley rapporteerde een kwartaalverlies na afschrijvingen van $ 9,4 miljard op subprime-leningen; de China Investment Corporation nam een belang van $ 5 miljard in de onderneming.[126] Bear Stearns schreef $ 1,9 miljard af op subprime-leningen.[127] De Franse bank Credit Agricole rapporteerde afwaarderingen van € 2,5 miljard op CDO's van dochter Calyon.[128]
- In de week van 24 december 2007 maakten Bank of America, Citigroup en JP Morgan Chase bekend dat het beoogde Master Liquidity Enhancement Conduit (alias "Superfund") geen doorgang zou vinden.[129] Merrill Lynch trok voor $ 6,4 miljard nieuw kapitaal aan, waaronder voor $ 4,4 miljard van de Singaporese SWF Temasek Holdings.[130] De S&P/Case Shiller index bleek in oktober te zijn gedaald met 6,1% op jaarbasis: de grootste daling sinds deze index in 2001 werd gestart.[131]

## In 2008

### Januari 2008
- In de week van 31 december 2007 zette de Australische exploitant van winkelcentra Centro Properties (eigenaar van 700 winkelcentra in de VS) zichzelf te koop nadat twijfels waren gerezen omtrent de herfinanciering van A$ 3,9 miljard aan per medio februari 2008 vervallende schulden; het aandeel had in enkele dagen een koersdaling van ruim 80%.[132] De expiratie van de faciliteit van de ECB van € 348,6 miljard leidde niet tot problemen op de interbancaire geldmarkt. State Street nam een voorziening van $ 618 miljoen voor juridische kosten, samenhangend met de waardedaling van een aantal door hen beheerde beleggingsfondsen.[133]
- In de week van 7 januari 2008 berichtte ratingbureau Moody's dat de mogelijkheid om financieel risico op een zinvolle wijze te meten "vermoedelijk definitief" was afgenomen.[134] Bond insurer MBIA meldde over het vierde kwartaal van 2007 een verlies van $ 737 miljoen te zullen rapporteren, en nogmaals $ 1 miljard aan nieuw kapitaal te willen aantrekken, teneinde de bestaande rating te behouden.[135] Diverse media berichtten over geruchten dat een aantal Amerikaanse banken wederom in onderhandeling waren over het verschaffen van nieuw kapitaal door Sovereign Wealth Funds. Het Government Accountability Office, verbonden aan de Amerikaanse Senaat, kondigde aan een onderzoek in te stellen naar het optreden van sovereign wealth funds.[136] Bank of America nam Countrywide over voor circa $ 4 miljard, te betalen in aandelen Bank of America.[137]
- In de week van 14 januari berichtte Citigroup over het vierde kwartaal van 2007 $ 18 miljard aan afschrijvingen te doen, hetgeen leidde tot een nettoverlies van $ 9,83 miljard over het vierde kwartaal. Men zou voor $ 14,5 miljard aan nieuw kapitaal aantrekken, onder meer van de Kuwait Investment Authority en de Saudische prins Alaweed bin Talal.[138] De Government of Singapore Investment Authority nam voor $ 6,88 miljard deel.[139] Merrill Lynch maakte bekend $ 6,6 miljard aan nieuw kapitaal aan te trekken, verstrekt door diverse partijen, waaronder de Kuwait Investment Authority[140]. De Canadian Imperial Bank of Commerce kondigde afschrijvingen van circa (US) $ 3,4 miljard op subprime-leningen aan.[141] JP Morgan Chase rapporteerde over het vierde kwartaal afwaarderingen op subprime van $ 1,3 miljard.[142] De Duitse bank Hypo Real Estate berichtte een afwaardering van € 380 miljoen op Amerikaanse subprime-leningen.[143] Wells Fargo rapporteerde $ 1,4 miljard aan afwaarderingen. Merrill Lynch rapporteerde een kwartaalverlies van $ 9,8 miljard, veroorzaakt door $ 15 miljard aan afwaarderingen.[144] Het Britse vastgoedfonds Scottish Equitable, eigendom van Aegon UK, zag zich genoodzaakt terugbetalingen aan aandeelhouders te staken nadat eerdere opnames de liquide middelen hadden uitgeput[145]. De Amerikaanse regering kondigde een pakket stimuleringsmaatregelen aan ten bedrage van $ 140 tot $ 160 miljard; onderdeel hiervan zou een belastingteruggave zijn van $ 800 per persoon ($ 1600 voor een gezin).[146] Ratingbureau Fitch verlaagde de rating van bond insurer Ambac van AAA tot AA, hetgeen dienovereenkomstige gevolgen had voor de ratings van de door Ambac gegarandeerde obligaties.[147]

- In de week van 21 januari berichtte op maandag de Duitse bank WestLB een verlies van ruim € 1 miljard op subprime-hypotheken; tevens moesten een aantal in moeilijkheden verkerende dochterondernemingen worden geconsolideerd, wat tot een kapitaalsbehoefte van circa € 2 miljard leidde.[148] DNB-president Wellink verklaarde te verwachten dat de problemen in de VS ook Nederland zouden raken.[149] Aandelenkoersen daalden op vrijwel alle beurzen onder invloed van de snel toenemende vrees voor een recessie, niet slechts in de VS maar ook elders. Bank of America rapporteerde afschrijvingen van ten minste $ 5,28 miljard.[150] Op 21 januari daalden de beurzen weer fors. De AEX sloot zo'n 6,1% in de min op 423 punten: het laagste punt in anderhalf jaar.[151] In drie dagen daalde de waarde van de in de AEX opgenomen aandelen met maar liefst 28 miljard euro.[152] De Aziatische beurzen sloten op de 22e (naar Nederlandse tijd: in de nacht van 21 op 22 januari) flink lager, zo'n 6 tot 7% in de min.[153] De dag erna daalden de koersen aanvankelijk wederom fors, de AEX bereikte een nieuw dieptepunt van 401,45 punten. Op 22 januari verlaagde de Federal Reserve de federal funds rate alsmede de discount rate (onverwacht) met 0,75%, hetgeen de grootste verlaging (in één keer) in 26 jaar was.[154] De AEX herstelde zich hierop in de loop van de dag, en sloot uiteindelijk met 2,6% winst. De Franse bank Société Générale meldde een verlies van € 2 miljard op subprime-leningen, en een verlies van € 4,9 miljard op frauduleuze transacties van een handelaar in aandelenindexfutures.[155][156] In de VS werd overeenstemming bereikt over de hoofdlijnen van een pakket maatregelen die de economie beoogden te stimuleren, bestaande uit belastingteruggaven aan werknemers, fiscale faciliteiten voor ondernemers en een verhoging van de limiet van door Fannie Mae en Freddie Mac over te nemen hypotheken.[157]
- In de week van 28 januari meldde Fortis een afwaardering van circa € 1 miljard te verwachten als gevolg van de kredietcrisis.[158] Société Générale erkende dat de interne controle op gesloten transacties had gefaald.[159] Het IMF riep op tot fiscale stimulansen teneinde een recessie te voorkomen.[160] Countrywide rapporteerde over het vierde kwartaal een nettoverlies van $ 422 miljoen.[161] De S&P/Case Shiller-index van Amerikaanse huizenprijzen vertoonde over november 2007 een recorddaling van 7,7% op jaarbasis.[162] UBS rapporteerde over het vierde kwartaal een afwaardering van $ 14 miljard op subprime leningen, wat tot een recordverlies leidde.[163] BNP Paribas rapporteerde een verlies van € 589 miljoen.[164] De in augustus 2007 aangekondigde overname van de Nederlandse bank NIBC door de IJslandse bank Kaupthing ging niet door, daar Kaupthing het hiermee gemoeide bedrag wenste aan te wenden voor de versterking van het eigen vermogen.[165] Het IMF constateerde in de update van het Global Financial Stability Report dat de situatie op de financiële markten sedert september 2007 verslechterd was.[166] Op 30 januari verlaagde de Federal Reserve de federal funds rate en de discount rate met 0,50%.[167] Ratingbureau S&P rapporteerde dat de verliezen op Amerikaanse subprime-leningen tot meer dan $ 265 miljard zouden kunnen oplopen.[168]

### Februari 2008
- In de week van 4 februari rapporteerde GMAC een verlies op hypotheken over het vierde kwartaal van $ 724 miljoen, waarmee het verlies voor geheel 2007 uitkwam op $ 2,3 miljard.[169] De Amerikaanse Senaat nam een stimuleringsplan aan ter grootte van $ 170 miljard.[170] De Bank of England verlaagde de base rate van 5,50% tot 5,25%, doch de ECB liet de refi-rente ongewijzigd op 4,25%.
- In de week van 11 februari berichtte de G7 te verwachten dat de totale afschrijvingen als gevolg van subprime-leningen op $ 400 miljard zou kunnen uitkomen.[171] De Duitse bank IKB bleek (na twee eerdere injecties) nogmaals een kapitaalinjectie te behoeven, ditmaal van € 1,75 miljard.[172] Société Générale kondigde een aandelenemissie van € 5,5 miljard aan, met een forse korting ten opzichte van de laatste beurskoers, teneinde de door de fraude aangetaste kapitaalverhoudingen te herstellen.[173] Verzekeraar AIG rapporteerde verliezen op credit default swaps van circa $ 5 miljard.[174] Credit Suisse rapporteerde verliezen van CHF 1,3 miljard op leveraged loans.[175] Een aantal Amerikaanse banken presenteerde een plan dat beoogde de nog steeds toenemende stroom gedwongen verkopen in te perken, onder de naam Project Lifeline.[176] De Zwitserse bank UBS rapporteerde over het vierde kwartaal van 2007 een verlies van CHF 12,5 miljard, na omvangrijke afschrijvingen.[177] De Duitse bank Commerzbank schreef over 2007 in totaal € 583 miljoen af.[178] RealtyTrac maakte bekend dat in 2007 ruim 2,2 miljoen foreclosure notices werden verzonden; een stijging van bijna 80% ten opzichte van 2006. De meeste foreclosures vonden plaats in de regio's Detroit (MI) en Stockton (CA), waarbij bijna 5% van de huishoudens betrokken waren.[179] De aankondiging van een aantal banken dat men niet langer biedingen zou uitbrengen op niet-geveilde auction-rate securities[180] leidde op 13 februari 2008 tot een instorten van deze markt.[181] De Franse bank Natixis rapporteerde additionele afschrijvingen op subprime leningen van € 817 miljoen en op bond insurers van € 380 miljoen.[182]
- In de week van 18 februari besloot de Britse regering tot nationalisatie van Northern Rock, nadat een bod van Virgin Group onvoldoende was bevonden.[183] Credit Suisse schreef $ 2,85 miljard af.[184] SWF Qatar Investment Authority maakte bekend een (onbekend) belang in Credit Suisse te nemen.[185] Een aantal handelaren van Credit Suisse werd geschorst omdat zij de waarde van beleggingen te hoog zouden hebben gerapporteerd.[186] ING rapporteerde een relatief zeer bescheiden bedrag aan afschrijvingen op subprime van € 194 miljoen over 2007.[187] BNP Paribas rapporteerde afschrijvingen van € 589 miljoen.[188] Dresdner Bank verstrekte aan een SIV geheten K2 zodanige kredietfaciliteiten dat deze alle verplichtingen, in totaal $ 18,2 miljard, zou kunnen nakomen.[189]
- In de week van 25 februari bleek het aantal door de bank opgeëiste woningen in de VS te zijn gestegen tot 45.327 stuks, bijna 90% meer dan een jaar ervoor.[190] De S&P/Case Shiller index liet in december 2007 een daling zien van 9,1% op jaarbasis, wat een record was.[191] De Britse bank HBOS schreef £ 227 miljoen af op subprime-leningen en verlaagde de waardering van andere beleggingen met £ 509 miljoen.[192] ABN AMRO maakte bekend over 2007 € 1,56 miljard af te schrijven op subprime-leningen.[193] De GDP-groei in de VS bleek (volgens de tweede raming) in het vierde kwartaal van 2007 te zijn uitgekomen op 0,6% "annualized", zijnde 0,15% over dat kwartaal.[194] Royal Bank of Scotland rapporteerde aanvullende afschrijvingen van £ 456 miljoen in verband met de verslechterende kredietwaardigheid van bond insurers.[195] Analisten van UBS verwachtten dat de totale schade ten minste $ 600 miljard zal bedragen.[196] Verzekeraar AIG schreef over het vierde kwartaal van 2007 $ 11,1 miljard af op de waarde van afgesloten garanties op Credit Default Swaps.[197]

### Maart 2008

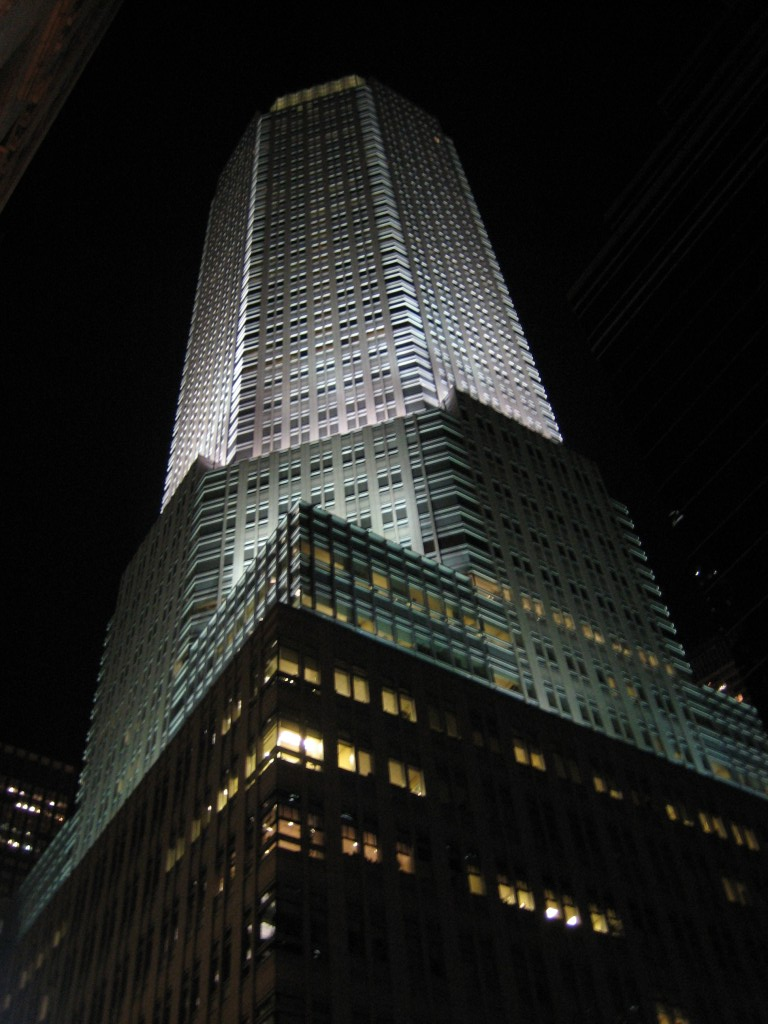
383 Madison Avenue, het 230 meter hoge gebouw dat in 2002 als hoofdkwartier van Bear Stearns gebouwd werd. Bij de roemloze ondergang van Bear Stearns in 2008 werd het eigendom van JP Morgan

- In de week van 3 maart werd bekend dat de totale verliezen inmiddels $ 181 miljard bedroegen.[198] HSBC rapporteerde afschrijvingen van $ 17,2 miljard.[199] De Franse bank Credit Agricole rapporteerde over het vierde kwartaal € 3,3 miljard aan afschrijvingen en voorzieningen.[200] De Rabobank rapporteerde over 2007 afschrijvingen van € 568 miljoen op aan subprime gerelateerde beleggingen.[201] Men noemde 2007 een "turbulent jaar". Fortis rapporteerde afschrijvingen van € 1,5 miljard op aan subprime gerelateerde beleggingen.[202] In de loop van de week namen alle "spreads" (rendementsverschillen tussen diverse typen leningen) sterk toe. Het in Amsterdam genoteerde hedge fund Carlyle Capital Corporation (CCC), onderdeel van The Carlyle Group, raakte in moeilijkheden nadat men niet aan "margin calls" van financiers kon voldoen.[203] De financiers zouden de leningenportefeuille gaan uitwinnen.[204] De Federal Reserve kondigde op 7 maart aan de omvang van twee bestaande Term Auction Facilities met $ 20 miljard ieder te verhogen in verband met een toegenomen krapte op de geldmarkt, en zei reeds toe de omvang verder te vergroten indien de omstandigheden daar aanleiding toe zouden geven.[205]
- In de week van 10 maart 2008 bereikte de dollar een koers van 1,5495 tegenover de euro.[206] De Federal Reserve kondigde een extra leenfaciliteit van $ 200 miljard aan (boven op een de week ervoor aangekondigde faciliteit van hetzelfde bedrag), waarbij ook mortgage-backed securities (mits voorzien van een AAA/Aaa-rating) van andere partijen dan "agencies" als onderpand werden geaccepteerd.[207] De Federal Reserve werd hierbij gesteund door de ECB en de Canadese en Zwitserse centrale banken. Carlyle Capital Corporation bereikte geen overeenstemming met zijn schuldeisers, waarop deze de verstrekte leningen opeisten.[208] De Amerikaanse hypotheekverstrekker GMAC Rescap staakte zijn activiteiten op de Nederlandse mark nadat de financieringsbronnen bleken te zijn opgedroogd.[209] De Amerikaanse minister van financiën Paulson riep banken op hun balansen te versterken, zowel door het aantrekken van nieuw kapitaal als door het verlagen van dividend, en kondigde diverse maatregelen aan om een herhaling van deze crisis te voorkomen.[210] De zakenbank Bear Stearns bleek in zodanige liquiditeitsproblemen te verkeren dat JP Morgan en de Federal Reserve Bank of New York financiële steun moesten verlenen. De rating werd drie treden verlaagd tot BBB; het aandeel Bear Stearns sloot 47% lager.[211]
- Op 16 maart verlaagde de Federal reserve de discount rate met 0,25% tot 3,25% en kondigde een nieuwe leningsfaciliteit aan ("Primary Dealer Credit Facility").[212] Bear Stearns werd overgenomen door JP Morgan Chase voor een prijs van 2 dollar per aandeel. Dit was ongeveer 28 dollar lager dan het slot van de vrijdag ervoor. JPMorgan kreeg hierbij een lening van $ 30 miljard van de Federal Reserve[213]. In de week van 17 maart daalde de dollar tot rond de 1,58 per euro. Effectenbank Goldman Sachs rapporteerde over de periode december 2007-februari 2008 (meevallende) afschrijvingen van $ 1 miljard.[214] Effectenbank Lehman Brothers rapporteerde afwaarderingen van $ 1,8 miljard over het eerste kwartaal van 2008.[215] De Federal Reserve verlaagde zowel de federal funds rate als de discount rate met 0,75%, tot 2,25% respectievelijk 2,50%.[216] Effectenbank Morgan Stanley rapporteerde over de periode december 2007-februari 2008 afschrijvingen op beleggingen van $ 2,3 miljard.[217] Hypotheekbanken Freddie Mac en Fannie Mae kregen extra mogelijkheden om hypotheken te verstrekken, tot een bedrag dat geraamd werd op $ 200 miljard.[218]

- In de week van 24 maart verhoogde JP Morgan Chase het bod op de aandelen Bear Stearns tot $ 10 per aandeel. De S&P/Case Shiller-index van Amerikaanse woningprijzen liet over januari een daling van 10,7% op jaarbasis zien.[219] De (dreigende) krapte op de geldmarkt noopte de ECB tot een eenweeks-faciliteit van € 216 miljard. Analisten van Goldman Sachs raamden de totale uiteindelijke schade op $ 1200 miljard.[220]
- In de week van 31 maart rapporteerde Northern Rock over 2007 een verlies (voor belastingen) van £ 167 miljoen en nam voorzieningen van £ 480 miljoen.[221] UBS rapporteerde over het eerste kwartaal $ 19 miljard aan afschrijvingen.[222] Deutsche Bank meldde afschrijvingen van € 2,5 miljard.[223] Het Financial Stability Forum[224] publiceerde aanbevelingen om een herstel van het vertrouwen binnen de financiële markten te bevorderen, waaronder het tijdelijk versoepelen van kapitaalseisen, het tijdelijk loslaten van de eis van "fair value" bij het waarderen van beleggingen, en het door overheden opkopen van illiquide beleggingen.[225] De totale tot dusver gerealiseerde schade werd door Bloomberg geraamd op $ 232 miljard.[226] De Duitse Landesbank WestLB rapporteerde over 2007 een verlies van € 1,6 miljard, veroorzaakt door € 2 miljard aan afschrijvingen.[227] Bernanke verklaarde tegenover een commissie van het Congres dat indien de reddingsoperatie van Bear Stearns niet had plaatsgevonden, de bank "de volgende dag" zijn faillissement had moeten aanvragen.[228] De Duitse Landesbank BayernLB rapporteerde verliezen van € 4,3 miljard.[229]

### April 2008
- In de week van 7 april riep het IMF op tot wereldwijde samenwerking om de gevolgen van de kredietcrisis te beteugelen. Indien bankbalansen met privaat kapitaal niet voldoende versterkt zouden kunnen worden, zou publiek geld moeten worden gebruikt.[230] Het IMF raamde in het Global Financial Stability Report de totale schade van de kredietcrisis op $ 945 miljard.[231] De Nederlandse zakenbank NIBC bleek voor haar liquiditeit in hoge mate afhankelijk te zijn van faciliteiten van de ECB.[232] De Japanse bank Mizuho rapporteerde $ 5,5 miljard aan afschrijvingen op subprime-leningen.[233]
- In het weekend van 12 en 13 april riep de G7 het bankwezen op in hun cijfers per medio 2008 volledige openheid te geven over hun risico's en de omvang van de verwachte afschrijvingen. Complexe financiële producten dienden daarbij tegen marktwaarde te worden gewaardeerd.[234] In de week van 14 april 2008 rapporteerde de Amerikaanse bank Wachovia over het eerste kwartaal een verlies als gevolg van afschrijvingen op subprime-leningen van $ 2,8 miljard.[235] Het aantal foreclosures in de VS bleek in maart 2008 met 57% te zijn gestegen ten opzichte van maart 2007.[236] Merrill Lynch rapporteerde $ 6,5 miljard aan afschrijvingen en kondigde 3.000 ontslagen aan.[237] JP Morgan Chase rapporteerde afschrijvingen en voorzieningen van $ 5,1 miljard.[238] Citigroup rapporteerde over het eerste kwartaal $ 15 miljard aan afschrijvingen, leidende tot een kwartaalverlies van $ 5,1 miljard.[239]
- In de week van 21 april maakte de Bank of England bekend bereid te zijn om £ 50 miljard aan mortgage bonds van banken te kopen in ruil voor staatsleningen, voor een periode van 1 jaar, eventueel te verhogen en te verlengen.[240] Bank of America rapporteerde over het eerste kwartaal $ 6 miljard aan verliezen, afwaarderingen en voorzieningen.[241] Royal Bank of Scotland kondigde een aandelenemissie aan van £ 12 miljard ter versterking van het geslonken eigen vermogen.[242] Bond insurer Ambac rapporteerde een kwartaalverlies van $ 1,66 miljard, veroorzaakt door afschrijvingen op subprime-leningen van $ 3,1 miljard.[243] Credit Suisse rapporteerde een kwartaalverlies van CHF 2,15 miljard, veroorzaakt door afschrijvingen van CHF 5,3 miljard.[244]
- In de week van 28 april raamde Bloomberg het totaal aan tot dan toe geleden verliezen als gevolg van de kredietcrisis op $ 310 miljard.[245] Deutsche bank rapporteerde over het eerste kwartaal afschrijvingen van € 2,7 miljard op asset-backed securities.[246] De S&P/Case Shiller-index van Amerikaanse woningprijzen liet in februari een daling zien van 12,7% op jaarbasis.[247] Hypotheekbank Countrywide rapporteerde over het eerste kwartaal een verlies van $ 893 miljoen.[248] Financieringsmaatschappij GMAC rapporteerde over het eerste kwartaal een verlies van $ 589 miljoen.[249] Op 30 april verlaagde de Federal Reserve de federal funds rate van 2,25% tot 2,00%, wat de zevende verlaging sedert het begin van de crisis betekende; ook de discount rate werd verlaagd.[250] De Amerikaanse economie bleek volgens de eerste raming in het eerste kwartaal met 0,15% gegroeid te zijn (gelijk te stellen met 0,6% over een geheel jaar).[251]

### Mei 2008
- In de week van 5 mei 2008 rapporteerde de Zwitserse bank UBS over het eerste kwartaal van 2008 afschrijvingen van CHF 19 miljard op Amerikaanse hypotheken, wat tot een verlies van CHF 11,5 miljard leidde.[252] De Amerikaanse hypotheekverstrekker Fannie Mae rapporteerde een kwartaalverlies van $ 2,19 miljard, voortvloeiend uit afschrijvingen van $ 8,9 miljard.[253] De Amerikaanse Verzekeraar AIG rapporteerde over het eerste kwartaal een verlies van $ 7,8 miljard, veroorzaakt door afschrijvingen van meer dan $ 15 miljard.[254]
- In de week van 12 mei rapporteerde obligatieverzekeraar MBIA over het eerste kwartaal een verlies van $ 2,4 miljard wegens afschrijvingen op credit default swaps van $ 3,6 miljard.[255] In Californië werden in april per werkdag meer dan 1.000 woningen gedwongen verkocht.[256] De Franse bank Crédit Agricole rapporteerde over het eerste kwartaal afschrijvingen van € 1,2 miljard bij dochter Calyon.[257] Freddie Mac leed over het eerste kwartaal een verlies van $ 151 miljoen.[258] Volgens een rapport van ratingbureau Fitch hadden banken inmiddels 80% van hun verliezen op subprime-leningen en daarop gebaseerde beleggingen genomen.[259] Barclays rapporteerde over het eerste kwartaal £ 1,7 miljard aan afschrijvingen op subprime-leningen, monoline insurers en andere beleggingen.[260]
- In de week van 19 mei meldde Bloomberg dat de totale verliezen waren opgelopen tot $ 344 miljard, en dat dit cijfer vermoedelijk nog geflatteerd was.[261] De TED-spread,[262] algemeen beschouwd als een indicatie van gespannen verhoudingen op de interbancaire geldmarkt, daalde tot beneden het niveau aan het begin van de crisis (78 basispunten).[263] De Britse hypotheekbank Nationwide rapporteerde afschrijvingen van £ 102 miljoen op SIV's, alsmede een sterk teruggelopen volume aan nieuw verstrekte hypotheken.[264] Bear Stearns kondigde 7600 ontslagen aan, ruim de helft van het personeel.[265] De Amerikaanse huizenprijzen (volgens OFHEO) daalden in het eerste kwartaal van 2008 met 1,7%.[266]
- In de week van 26 mei verklaarde voormalig Fed-voorzitter Greenspan een recessie in de VS nog steeds "meer waarschijnlijk dan het tegendeel" te achten, hoewel de kans erop wel afgenomen was.[267] Het Institute of International Finance publiceerde een voorstel voor het versoepelen van de regel van het "fair value"-accounting: illiquide activa zouden op de historische kostprijs gewaardeerd moeten kunnen worden in plaats van op de actuele (aanmerkelijk lagere) marktwaarde.[268] Het voorstel ontmoette kritiek van onder meer Goldman Sachs. De S&P/Case Shiller-index van Amerikaanse woningprijzen liet in maart een recorddaling zien van 14,7% op jaarbasis.[269]

### Juni 2008
- In de week van 2 juni verlaagde S&P de ratings van de effectenbanken Morgan Stanley, Merrill Lynch en Lehman Brothers met één trede, waarbij verwezen werd naar het vooruitzicht van mogelijke verdere afschrijvingen op debiteuren.[270] Het totaal aan afschrijvingen als gevolg van de kredietcrisis bleek te zijn opgelopen tot $ 387 miljard[270]. Lehman Brothers bleek $ 500 tot $ 700 miljoen op hedging positions verloren te hebben.[271] S&P verlaagde de ratings van MBIA en Ambac van AAA tot AA;[272] Moody's beraadde zich nog.
- In de week van 9 juni 2008 meldde de effectenbank Lehman Brothers dat over het tweede kwartaal een verlies van $ 2,8 miljard geleden zou worden als gevolg van $ 3,7 miljard aan afschrijvingen.[273] De ECB berichtte in de Financial Stability Review dat de risico's van het financiële systeem in juni 2008 groter waren dan een half jaar ervoor, door toegenomen fundingkosten, afnemende vraag naar krediet en lagere inkomsten uit securitisatie.[274] JP Morgan publiceerde een rapport waarin de verwachting werd uitgesproken dat de Amerikaanse huizenprijzen uiteindelijk tot 2010 met 25% tot 30% zullen dalen, in verhouding tot het hoogste niveau uit 2006.[275] Het aantal foreclosures (gedwongen verkopen of aankondigingen daarvan) in de VS bleek in mei te zijn gestegen met 48%.[276]
- In de week van 16 juni rapporteerde Lehman Brothers een (voorlopig) verlies over het tweede kwartaal van $ 2,8 miljard.[277] Volgens een rapport van Goldman Sachs zouden banken nog $ 65 miljard aan nieuw kapitaal moeten aantrekken, en zou de kredietcrisis eerst in 2009 haar hoogtepunt bereiken.[278] De gemiddelde dekkingsgraad van Nederlandse pensioenfondsen bleek aan het eind van het eerste kwartaal te zijn gedaald tot 132%; medio 2007 was dit nog 152%.[279] Het totaal aan afschrijvingen bleek te zijn opgelopen tot $ 396 miljard.[280] Hedge fund-manager John Paulson verwachtte dat de totale schade zou kunnen oplopen tot $ 1.300 miljard.[281] De Britse hypotheekbank HBPS rapporteerde afschrijvingen van £ 200 miljoen.[282] Moody's verlaagde de ratings van bond insurers Ambac met drie treden tot Aa3 en MBIA met vijf treden tot A2.[283] MBIA werd hierdoor genoodzaakt tot het verschaffen van aanvullende zekerheden tot een bedrag van $ 7,4 miljard.[284]
- In de week van 23 juni kondigde Citigroup het ontslag aan van circa 6.500 personeelsleden in de investment banking-divisie[285] De S&P/Case Shiller-index van Amerikaanse huizenprijzen bleek in april 2008 met 15,3% op jaarbasis te zijn gedaald.[286] Fortis kondigde een aandelenemissie van € 8 miljard aan ter versterking van de balansverhoudingen, alsmede de verkoop van niet-essentiële activa.[287] Het totaal aan afschrijvingen als gevolg van de kredietcrisis werd door Bloomberg opgehoogd tot $ 400,1 miljard.[288]
- In de week van 30 juni kondigde de Britse huizenbouwer Taylor Wimpey massale ontslagen aan nadat het aantrekken van nieuw kapitaal mislukt was.[289] De ECB verhoogde de refi-rente van 4,00% tot 4,25%.

### Juli 2008
- In de week van 7 juli meldde de Zwitserse krant Sonntagszeitung dat hedge fund Bridgewater verwachtte dat de totale schade zou kunnen oplopen tot $ 1.600 miljard.[290] Fed-voorzitter Bernanke verklaarde bereid te zijn de diverse noodkredietfaciliteiten tot in 2009 beschikbaar te houden.[291] De Securities and Exchange Commission publiceerde een rapport waarin significante tekortkomingen in het werk van rating agencies sinds 2002 werden geconstateerd.[292] De Amerikaanse bank Wachovia kondigde over het tweede kwartaal afschrijvingen van $ 4,2 miljard aan. Het aantal foreclosures (gedwongen verkopen en aankondigingen daarvan) van Amerikaanse woningen bleek in juni te zijn gestegen met 53% ten opzichte van het jaar ervoor.[293] Er rezen twijfels over de solvabiliteit van de Amerikaanse hypotheekverstrekkende en -garanderende instellingen Freddie Mac en Fannie Mae.[294] De Amerikaanse overheid zou voornemens zijn om deze instellingen geheel over te nemen ("conservatorship") indien de problemen verder zouden toenemen.[295][296] Op 11 juli sloot de Californische hypotheekbank IndyMac haar deuren, nadat in de voorgaande dagen rekeninghouders op grote schaal hun tegoeden hadden opgevraagd, en werd de bedrijfsvoering overgenomen door toezichthouder FDIC.[297]
- In de week van 14 juli 2008 kondigde de Amerikaanse overheid omvangrijke steunmaatregelen aan voor Freddie Mac en Fannie Mae, teneinde een liquiditeitstekort te voorkomen.[298] Het pakket werd op zondag 13 juli bekendgemaakt teneinde voor de opening van de financiële markten op maandag 14 juli de markten tot rust te brengen. De Federal Reserve scherpte de regelgeving voor het verstrekken van hypotheken aan: voortaan diende het inkomen van de aanvrager geverifieerd te worden, en diende rekening gehouden te worden met de kosten van verzekeringen en plaatselijke belastingen.[299] De Amerikaanse beurstoezichthouder SEC verbood het "naked short selling"[300] van aandelen in een aantal grote banken.[301] De Spaanse projectontwikkelaar Martinsa-Fadesa, met een schuldenpast van € 5 miljard, vroeg surseance van betaling aan.[302] JP Morgan Chase rapporteerde over het tweede kwartaal afschrijvingen van $ 1,2 miljard.[303] Merrill Lynch rapporteerde afschrijvingen van $ 9,4 miljard over het tweede kwartaal.[304] Citigroup rapporteerde over het tweede kwartaal afschrijvingen van $ 7,2 miljard.[305]
- In de week van 21 juli waren geen bijzondere gebeurtenissen te melden.
- In de week van 28 juli kondigde Merrill Llynch afwaarderingen van $ 5,7 miljard aan, alsmede de verkoop van $ 30,6 miljard aan verliesgevende beleggingen tegen een vijfde van hun oorspronkelijke waarde; voorts werd een aandelenemissie van $ 8,5 miljard aangekondigd.[306] De S&P/Case Shiller-index van Amerikaanse huizenprijzen liet eind mei een daling van circa 15% op jaarbasis zien.[307]

### Augustus 2008
- In de week van 4 augustus waren geen bijzondere gebeurtenissen te melden.
- In de week van 11 augustus rapporteerde Bloomberg dat het totaal afschrijvingen als gevolg van de kredietcrisis was gestegen tot $ 500 miljard[288].
- In de week van 18 augustus 2008 waarschuwde Kenneth Rogoff, voormalig IMF chief economist, dat de kredietcrisis nog lang niet voorbij was en dat meerdere grotere tot grote Amerikaanse banken failliet zouden kunnen gaan.[308] Het aantal in de VS in aanbouw genomen huizen bleek in juli gedaald te zijn tot het laagste niveau in 17 jaar. De Duitse bank IKB, in juli 2007 een van de eerste instellingen die in problemen geraakten, werd verkocht aan Lone Star.[309][310] DNB-president Wellink uitte zijn bezorgdheid over de mate waarin de ECB Europese banken nog steeds ondersteunde, en riep hen op hun eigen vermogen te versterken.[311]

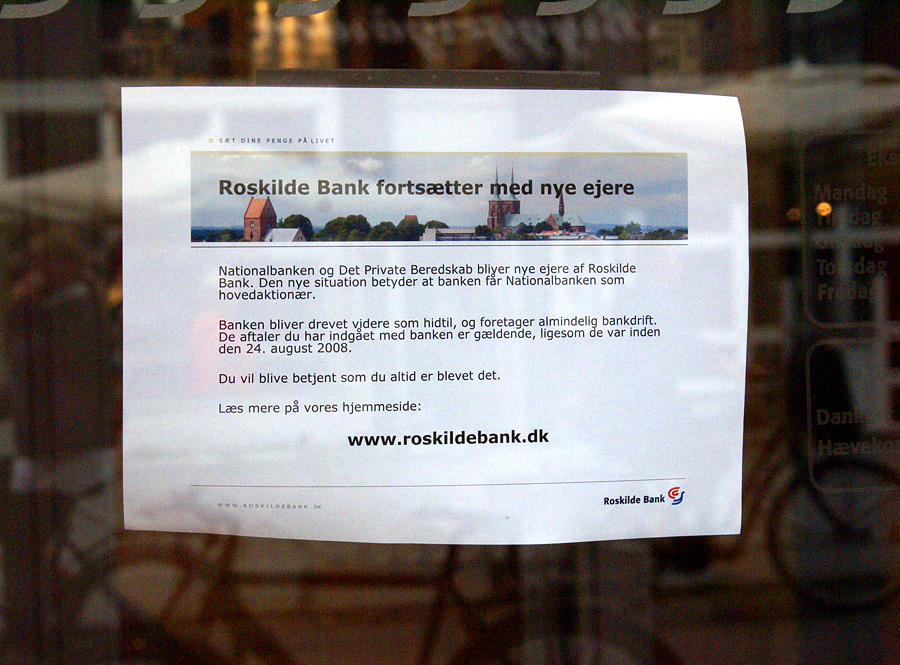
Aankondiging van nieuwe eigenaren bij Roskilde Bank

- Aankondiging van nieuwe eigenaren bij Roskilde Bank In de week van 25 augustus 2008 kondigde de ECB aan wijzigingen te zullen aanbrengen in het systeem van leenfaciliteiten, teneinde oneigenlijk gebruik ervan te bestrijden.[312] De Deense Roskilde Bank wordt overgenomen door voornamelijk de Deense centrale bank nadat men forse verliezen heeft geleden op onroerend goed.[313] De S&P/Case Shiller-index liet over juni 2008 een voortgaande daling zien, hoewel het tempo van de daling wel afnam.[314] Freddie Mac en Fannie Mae konden enkele miljarden dollars aan kortlopende schuld zonder grote problemen herfinancieren.[315] De Amerikaanse toezichthouder FDIC meldde dat het faillissement van IndyMac zou leiden tot kosten van depositogaranties ter grootte van $ 8,9 miljard; eerder werd dit geraamd op tussen $ 4 miljard en $ 8 miljard.[316] De Britse huizenprijzen bleken in juli 2008 de snelste daling te hebben vertoond sinds 1990.[317] De Franse bank Natixis rapporteerde over het tweede kwartaal afschrijvingen van € 1,5 miljard, resulterend in een verlies van € 1 miljard.[318]

### September 2008
- In de week van 1 september 2008 publiceerde ratingbureau Fitch een rapport waarin werd geraamd dat in de daarop volgende twee jaar $ 96 miljard aan "option adjustable rate mortgages" een renteherziening zouden krijgen, met gemiddeld een stijging van de maandlasten van 60%.[319] De Britse regering kondigde maatregelen aan om de vastgelopen huizenmarkt te bevorderen, waaronder een verhoging van de ondergrens voor de "stamp duty" (belasting bij aankoop van onroerend goed).[320] De ECB kondigde op 4 september een wijziging van de onderpandswaarde van in pand gegeven asset-backed securities aan per 1 februari 2009: deze kunnen dan beleend worden voor een bedrag van 88% van de marktwaarde ervan, in plaats van de tot dan toe geldende 98%.[321] Op zondag 7 september nam de Amerikaanse regering de zeggenschap over hypotheekbanken Freddie Mac en Fannie Mae over in de vorm van een "conservatorship", uit te oefenen door de Federal Housing Finance Agency. De Amerikaanse overheid nam een belang in de vorm van preferente aandelen, tot een zodanig bedrag als nodig zou zijn om een positief eigen vermogen in beide ondernemingen te behouden, zulks tot een maximum van $ 100 miljard in iedere onderneming. De CEO's van beide ondernemingen werden vervangen.[322][323]
- In de week van 8 september bleek dat de onmiddellijke aanleiding tot het ingrijpen een rapport van effectenbank Morgan Stanley aan de Amerikaanse overheid was geweest, waarin werd geconstateerd dat de financiële positie van beide instellingen, met name van Freddie Mac, slechter was dan door hen gerapporteerd: men had de toekomstige afschrijvingen te laag ingeschat, en had nog te gebruiken compensabele verliezen naar de mening van Morgan Stanley ten onrechte tot het vermogen gerekend. Indien het gerapporteerde eigen vermogen hiervoor werd gecorrigeerd, daalde dit tot beneden het door de toezichthouder voorgeschreven eigen vermogen ("regulatory capital"). De Amerikaanse overheid nam (per direct) voor $ 1 miljard aan "senior preferred shares" en kocht voor $ 5 miljard aan mortgage bonds van beide instellingen.[324] Op 10 september berichtte de Korean Development Bank dat besprekingen met Lehman Brothers over een deelname waren afgebroken.[325] Lehman Brothers rapporteerde op die datum (vervroegd) een verlies over het derde kwartaal van $ 3,9 miljard, veroorzaakt door afschrijvingen van netto $ 5,6 miljard.[326] Northern Rock rapporteerde over het eerste halfjaar een verlies van £ 585 miljoen.[327] Het aantal foreclosure notices in de VS bleek in augustus 2008 te zijn gestegen met 12% op maandbasis, en met 27% ten opzichte van augustus 2007.[328]
- In de week van 15 september vroeg Lehman Brothers op maandag 15 september surseance van betaling ("Chapter 11") aan nadat onderhandelingen gedurende het voorafgaande weekend niet tot overeenstemming omtrent een overname hadden geleid.[329] De aanvraag vermeldde dat Lehman $ 639 miljard aan bezittingen had, tegenover $ 619 miljard aan schulden. Op 16 september 2008 maakte Barclays bekend dat ze een "gestripte" versie van Lehman Brothers overnemen voor een bedrag van $ 1,75 miljard. Dit deel bevat onder andere het hoofdkantoor op Manhattan dat op zichzelf al $ 600 tot $ 900 miljoen waard is.[330][331] Merrill Lynch werd overgenomen door Bank of America.[332] Een groep van tien grote banken richtte een fonds van $ 70 miljard op dat de liquiditeit in slecht verhandelbare leningen moest bevorderen; de Federal Reserve verruimde de criteria voor in onderpand te geven leningen aanmerkelijk, tot iedere soort van "investment grade" leningen.[333][334] Verzekeraar AIG kreeg een lening van $ 85 miljard van de Federal Reserve; de Amerikaanse overheid kreeg 79,9% van de aandelen. De Federal Reserve motiveerde zijn besluit met de stelling dat een ondergang van AIG een aanmerkelijke kans op een systeemcrisis zou hebben betekend.[335][336][337] De lening had een looptijd van twee jaar en een rente van 850 basispunten boven driemaands-LIBOR. De Federal Reserve kondigde een uitbreiding (ten bedrage van $ 180 miljard) van bestaande afspraken met andere centrale banken aan voor gecoördineerde interventies; in totaal kon men over $ 427 miljard aan middelen beschikken, tot ultimo januari 2009 of zo lang als nodig mocht blijken te zijn.[338][339] Op vrijdag 19 september werd bericht dat de Amerikaanse overheid plannen zou ontwikkelen voor de oprichting van een omvangrijk fonds dat slechte leningen van banken zou gaan opkopen en verder beheren.[340][341]
- In het weekend van 20 en 21 september publiceerde de Amerikaanse minister van Financiën Paulson een wetsvoorstel dat voorzag in het tot een bedrag van $ 700 miljard opkopen van slechte leningen van Amerikaanse banken. Later werd de reikwijdte uitgebreid tot andere financiële instellingen, ook niet-Amerikaanse, indien deze aanmerkelijke activiteiten in de VS ontplooiden.[342][343] Slecht weer op komst boven Fortis en ABN AMRO

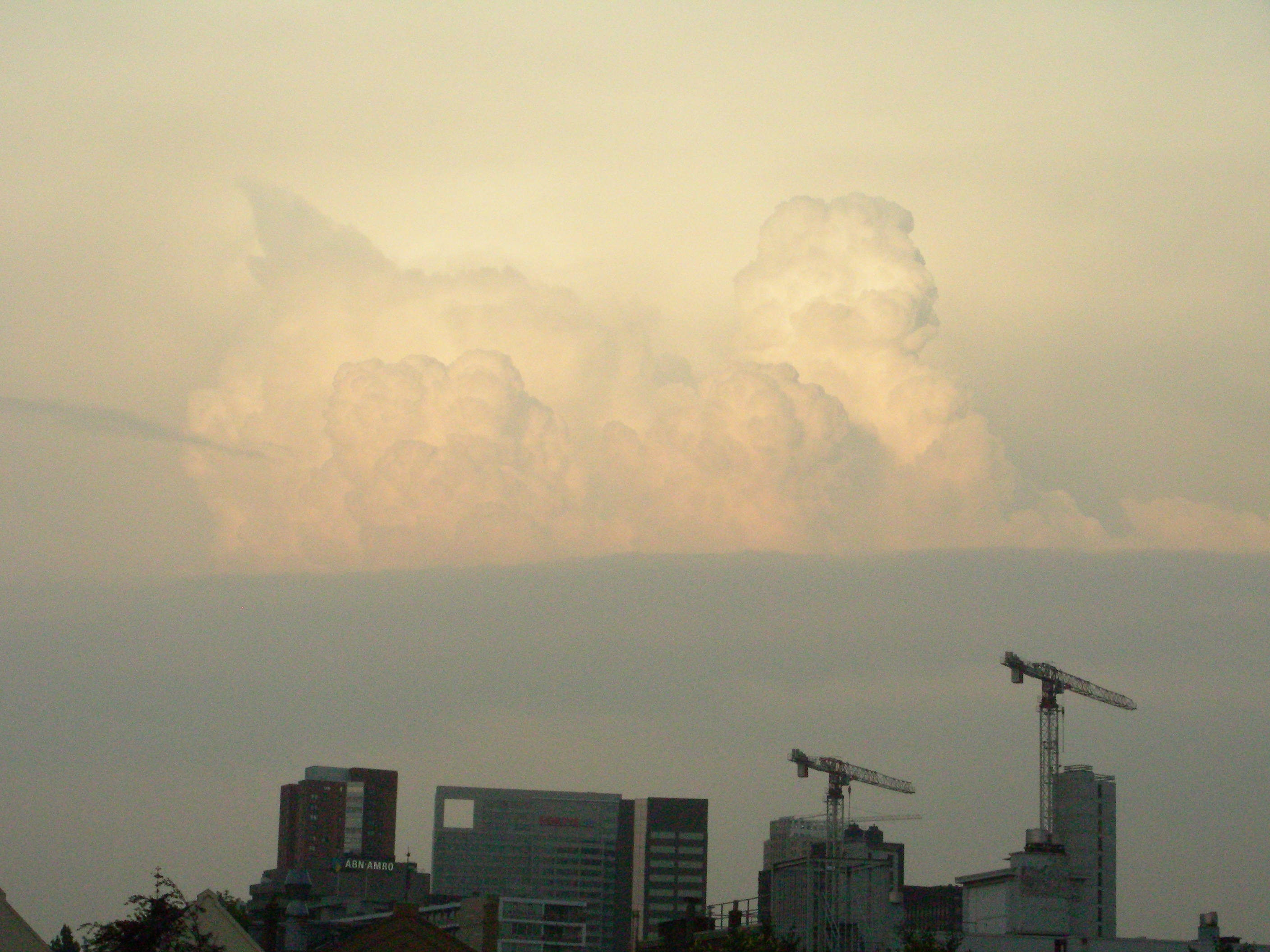
Slecht weer op komst boven Fortis en ABN AMRO

- In de week van 22 september ging hypotheekbank Washington Mutual ten onder: het bewind werd op donderdag 25 september overgenomen door toezichthouder Office of Thrift Supervision, die de bezittingen en de deposito's verkocht aan JP Morgan; de obligaties bleven in de insolvente boedel achter.[344][345] De Belgisch-Nederlandse bank-verzekeraar Fortis ondervond aanmerkelijke koersdalingen en weersprak geruchten als zou men een liquiditeitstekort hebben.[346][347] Gedurende de gehele week vonden onderhandelingen plaats over het voorgestelde reddingsplan voor de Amerikaanse economie.[348][349] Eerst op zondagavond 28 september werd overeenstemming bereikt over de hoofdlijnen.[350] Fortis bleek aan het eind van de week plotseling in nood te verkeren; op zondagavond 28 september werd bericht dat de regeringen van Nederland, België en Luxemburg voor in totaal € 11,2 miljard een belang van 49,9% in de bankenpoot namen; ABN AMRO werd te koop gezet.[351] De Britse regering kondigde de overname van hypotheekbank Bradford & Bingley aan.[352]

### Oktober 2008
- In de week van 29 september 2008 kreeg de Duitse hypotheekbank Hypo Real Estate een omvangrijke lening om een dreigend faillissement af te wenden.[353] Het 'ambitieuze' plan van de Amerikaanse overheid om de financiële sector te herstellen werd op 29 september echter afgewezen door het Amerikaanse huis van Afgevaardigden. De Belgisch-Franse bank Dexia, gespecialiseerd in leningen aan lagere overheden, ontving staatssteun van Frankrijk, Luxemburg en België ten bedrage van € 6,4 miljard.[354][355] De IJslandse bank Glitnir werd overgenomen door de IJslandse regering, die voor (de tegenwaarde van) € 600 miljoen een belang van 75% nam[356].  Op 1 oktober nam de Amerikaanse Senaat met grote meerderheid een iets gewijzigde versie van het reddingsplan aan.[357] Op vrijdag werd bekendgemaakt dat niet, zoals enkele dagen eerder was bericht, Citigroup maar Wells Fargo Wachovia over zou nemen.[358][359][360] De Nederlandse staat nam alle Nederlandse activiteiten van Fortis over, inclusief het gedeelte van ABN AMRO dat eigendom was van Fortis, voor een bedrag van € 16,8 miljard.[361] Het reddingsplan werd door het Huis van Afgevaardigden aangenomen, met een ruime meerderheid[362] en diezelfde dag tot wet verheven;[363] de wet staat bekend als de Emergency Economic Stabilization Act. Op 3 oktober bood Maurice Lippens "om persoonlijke redenen" zijn ontslag aan aan de Raad van Bestuur van Belgacom. Eerder die week, op 29 september, moest Lippens al ontslag nemen als voorzitter van de Raad van Bestuur bij Fortis.[364] Aan het eind van het weekend werd bekend dat BNP Paribas het grootste deel van de activiteiten van Fortis België en Fortis Luxemburg overnam.[365] De Duitse regering moest het reddingsplan voor Hypo Real Estate uitbreiden.[366] De Duitse overheid breidde de garantieregeling voor spaartegoeden uit[367]

- In de week van 6 oktober nam de betrokkenheid van overheden bij de bankensector verder toe. In Duitsland bleek de garantie van spaartegoeden door de Duitse regering echter minder definitief dan aanvankelijk aangenomen.[368] De IJslandse regering nam op maandag een noodwet aan waarmee de gehele bankensector onder toezicht kon worden gesteld.[369] Rusland leende IJsland € 4,5 miljard om de bancaire sector te versterken.[370] Landsbanki, de op een na grootste bank van IJsland, werd reeds op dinsdag overgenomen.[371] In Nederland en het VK was Landbanki actief als Icesave; Nederlandse en Britse spaarders bleken niet bij hun geld te kunnen. De Federal Reserve verdubbelde het bedrag van de Term Auction facility van $ 450 miljard tot $ 900 miljard.[372] De Federal Reserve kondigde de oprichting aan van een fonds dat kortlopend commercial paper (leningen door ondernemingen) zou opkopen; hiermee werd beoogd te voorkomen dat de liquiditeitsproblemen binnen het bankwezen naar de "reële economie" zouden overslaan.[373] De Britse regering kondigde een plan aan om voor £ 35 miljard tot £ 40 miljard rechtstreeks deel te nemen in het kapitaal van banken, teneinde de vermogensverhoudingen te versterken.[374] De Spaanse regering kondigde een fonds van 30 tot 50 miljard euro aan dat beleggingen van banken ging opkopen.[375] Op 8 oktober voerden zes centrale banken een verlaging van hun officiële tarieven door van 0,50%. Op donderdag werd Kaupthing Bank, de grootste IJslandse bank, overgenomen door de toezichthouder.[376] DNB riep de Nederlandse pensioenfondsen op geen overhaaste beslissingen te nemen.[377] De IJslandse beurs werd gesloten; de ratings van leningen van IJsland werden verlaagd van A- tot BBB-, aangezien de schulden van het bankwezen zo groot waren dat ook de IJslandse staat die niet zou kunnen betalen.[378] De Nederlandse regering stelde op 9 oktober € 20 miljard beschikbaar voor de versterking van het eigen vermogen van de financiële sector.[379] Paulson kondigde aan het bedrag van $ 700 miljard tevens te zullen gebruiken voor rechtstreekse deelname in het risicodragend kapitaal van banken.[380] De aandelenbeurzen beleefden een van de slechtste weken in de geschiedenis van de aandelenhandel;[381][382] de AEX sloot 25% lager dan het slot van de vrijdag ervoor.[383] Op 11 oktober bereikten IJsland en Nederland overeenstemming over de terugbetaling van tegoeden van Icesave: IJsland zou deze gedeeltelijk betalen, en Nederland zou IJsland daarvoor een lening verstrekken.[384] Op 12 oktober 2008 kwamen de Europese ministers van financiën een reddingsplan overeen dat uit drie onderdelen bestond: het versterken van het aandelenkapitaal van banken, het garanderen van interbancaire leningen, en het opkopen van illiquide activa.[385]
- In de week van 13 oktober 2008 stelde de Nederlandse overheid zich tot een bedrag van € 200 miljard garant voor interbancaire leningen.[386] Diverse lagere overheden in Nederland bleken financiële schade te ondervinden doordat zij geld op een spaarrekening hadden gezet bij Icesave, Lehmann Brothers en/of andere risicobanken.[387][388][389] De Amerikaanse overheid besloot voor $ 250 miljard deel te nemen in het kapitaal van banken, voor de helft verdeeld over 9 grote banken, en de andere helft voor kleinere regionale banken; voors werd de depositogarantieregeling uitgebreid.[390] Drie centrale banken boden de markt ongelimiteerde hoeveelheden dollars aan tegen een vaste prijs, voor één week, waarop voor $ 274 miljard wordt ingeschreven.[391] JP Morgan rapporteerde over het derde kwartaal afschrijvingen van $ 5,8 miljard.[392] De Zwitserse centrale bank nam een groot pakket illiquide leningen over van de Zwitserse bank UBS.[393] Merrill Lynch rapporteerde over het derde kwartaal een verlies van $ 5,1 miljard, veroorzaakt door afschrijvingen van $ 9,5 miljard,[394] terwijl Citigroup een kwartaalverlies van $ 2,8 miljard rapporteerde, veroorzaakt door $ 13,2 miljard aan afschrijvingen.[395]
- In de week van 20 oktober 2008 nam de Nederlandse overheid een belang in ING Groep in de vorm van kernkapitaaleffecten, voor een bedrag van € 10 miljard. De Zuid-Koreaanse overheid garandeerde interbancaire leningen tot een bedrag van $ 100 miljard. De Franse overheid stak € 10,5 miljard in de zes grootste Franse banken. De dekkingsgraden van een aantal grote Nederlandse pensioenfondsen bleken eind september gedaald te zijn tot beneden het door de toezichthouder voorgeschreven minimumniveau.[396] Wachovia rapporteerde over het derde kwartaal een verlies van $ 23,9 miljard, veroorzaakt door afschrijvingen op goodwill, betaald bij de overname van Golden West, en op debiteuren.[397] De IJslandse regering verzocht het IMF om een lening van $ 2 miljard, aan te vullen met leningen uit andere bronnen.[398]
- In de week van 27 oktober verkreeg Oekraïne van het IMF om een lening van $ 16,5 miljard, terwijl Hongarije het IMF om een "substantieel" bedrag vroeg.[399] De Belgische staat nam een belang van € 3,5 miljard in bank/verzekeraar KBC.[400] Aegon ontving een kapitaalinjectie van de Nederlandse overheid van ruim € 3 miljard.[401] De Bank of England sprak in het Financial Stability Report van de "biggest episode of instability since the start of World War I".[402] Hongarije bereikte overeenstemming met het IMF, de EU en de Wereldbank omtrent leningen van in totaal € 20 miljard.[403] Op 20 oktober 2008 verlaagde de Fed de federal funds rate van 1,50% tot 1,00%.[404] Barclays kondigde aan £ 7,3 miljard aan aandelen te plaatsen, onder meer bij beleggers in Qatar en Abu Dhabi.[405] Volgens onderzoeksbureau First American CoreLogic hadden aan het eind van het eerste kwartaal bijna 20% van de Amerikaanse woningbezitters een negatieve overwaarde.[406] De Oostenrijkse bank Erste Bank kreeg een kapitaalinjectie van de Oostenrijkse staat van € 2,7 miljard.[407]

### November 2008

Verlaging van de rente door de Bank of England: van 5,0 tot 0,5 % in enkele maanden

- In de week van 3 november 2008 meldden diverse Duitse banken zich voor staatssteun: na Hypo Real Estate ook BayernLB, HSH Nordbank en WestLB.[408] Een veiling van obligaties ten laste van de IJslandse banken Landsbanki, Glitnir en Kaupthing, ter bepaling van de door verkopers van Credit Default Swaps, leidde tot een koers van die obligaties van 1,25%, 3% en 5,625, als gevolg waarvan die verkopers omvangrijke bedragen aan de kopers dienden te betalen.[409][410] De geldmarkttarieven in dollars (LIBOR) daalden tot het laagste nivau in enkele maanden tot jaren (afhankelijk van de looptijd), hetgeen werd uitgelegd als een signaal dat de spanningen op de geldmarkt verminderden.[411] Het IMF verstrekte een lening van $ 16,4 miljard aan Oekraïne.[412] De Bank of England verlaagde op 6 november de "base rate" met 1,50% tot 3,00%; een verlaging van een dergelijke omvang had men nog nooit doorgevoerd.[413] De ECB verlaagde op dezelfde datum de refi-rente met 0,50% tot 3,25%.[414] De Britse huizenprijzen daalden volgens metingen van hypotheekbank HBOS in oktober met 14,9% op jaarbasis, wat de sterkste daling in 25 jaar was.[415] De Chinese overheid kondigde een pakket stimuleringsmaatregelen aan ten bedrage van 4.000 miljard yuan ($ 586 miljard).[416]
- In de week van 10 november werd het reddingspakket waarmee de Amerikaanse overheid verzekeraar AIG te hulp kwam uitgebreid tot circa $ 160 miljard, nadat AIG over het derde kwartaal van 2008 een verlies van $ 24,5 miljard had gerapporteerd.[417] Fannie Mae rapporteerde over het derde kwartaal een verlies van $ 29 miljard, voornamelijk veroorzaakt door het schrappen van deferred taks assets.[418] HSBC rapporteerde afschrijvingen van $ 4,3 miljard in het derde kwartaal.[419] Citigroup kondigde op 11 november aan voornemens te zijn circa 500.000 debiteuren te benaderen om te komen tot herziening van leningvoorwaarden, teneinde een foreclosure te voorkomen.[420] American Express kreeg (versneld) de bankstatus, hetgeen de financiering zou moeten bevorderen: de verkoop van pakketten asset-backed securities was geheel opgedroogd.[421] ING rapporteerde over het derde kwartaal een verlies van € 578 miljoen, onder meer door afschrijvingen van € 1,5 miljard.[422] De Federal Housing Finance Agency presenteerde een plan voor het modificeren van hypotheken. Circa 300 Amerikaanse ondernemingen verzochten het Congres gedurende het gehele jaar 2009 vrijgesteld te worden van het indienen van herstelplannen, aangezien uit dergelijke plannen een verplichting tot omvangrijke betalingen aan hun pensioenregelingen zou voortvloeien.[423] SNS Reaal maakte eveneens gebruik van het kapitaalverschaffingsprogramma van de Nederlandse overheid, tot een bedrag van € 750 miljoen.[424] Het aantal foreclosure notices in de VS steeg in oktober tot 279.561.[425] Het aantal feitelijke foreclosures bedroeg 84.868.[426] Dexia rapporteerde over het derde kwartaal een verlies van € 1,5 miljard, onder meer als gevolg van afschrijvingen op leningen aan Lehman Brothers, Washington Mutual en IJslandse banken.[427] De eurozone bleek na twee aansluitende kwartalen negatieve groei in een recessie te verkeren;[428] voor Duitsland[429] en Italië was dit ook het geval.[430] Freddie Mac rapporteerde over het derde kwartaal een verlies van $ 25,3 miljard, waardoor het eigen vermogen afnam tot $ −13,7 miljard; men vroeg de Amerikaanse overheid om een bedrag van $ 13,8 miljard.[431] Op 16 november besloot de G20 gecoördineerde maatregelen te nemen, onder meer bestaande uit strenger toezicht en fiscale stimulansen. Het onmiddellijke effect ervan werd door de financiële markten niet hoog ingeschat.[432]
- In de week van 17 november 2008 bleek dat Japan eveneens in een recessie verkeerde.[433] De drie grote Amerikaanse autofabrikanten verzochten de Senaat om een tweede lening ten bedrage van eveneens $ 25 miljard, doch ontmoetten tegenstand.[434] IJsland bereikte overeenstemming met het IMF over een noodlening van twee jaar ten bedrage van $ 4,6 miljard, waarvan $ 827 miljoen onmiddellijk beschikbaar kwam, en het restant in acht termijnen. Tevens leende men van het VK, Nederland en Duitsland $ 6,3 miljard om rekeninghouders van Icesave schadeloos te stellen.[435] De Schweizerische Nationalbank verlaagde haar "Leitzins" met 1,00% tot een bandbreedte van 0,50% - 1,50%.[436] Op zondag 23 november ontving Citigroup een financiële injectie van $ 20 miljard van de Amerikaanse overheid, alsmede een garantie van die overheid ten aanzien van $ 309 miljard aan dubieuze leningen.[437][438] Tevens werden restricties gesteld aan het dividend en aan de beloningen.
- In de week van 24 november kondigde de Amerikaanse overheid (op 25 november) een volgend plan aan, waarbij in totaal $ 800 miljard (afkomstig van de Federal Reserve) besteed zou worden aan het opkopen van mortgage-backed securities, consumer loans, auto loans en student loans.[439] Volgens de S&P/Case Shiller-index daalden de Amerikaanse huizenprijzen in september met 16,55% op jaarbasis, was een daling van 15,07%. De FDIC besloot tot het invoeren van een (reeds aangekondigde) uitbreiding van de afgegeven garanties voor schulden van Amerikaanse banken, waarmee naar schatting $ 1.400 miljard gedurende drie jaar werd gegarandeerd. De Chinese centrale bank verlaagde de eenjaars-rente met 1,08%, hetgeen de grootste daling in 11 jaar was; tevens verlaagde men de reserve ratio's.[440] Ook het Verenigd Koninkrijk bleek in een recessie te verkeren. De Europese Commissie presenteerde een stimuleringsplan van € 200 miljard.[441]

### December 2008
- In de week van 1 december berichtte de Britse bank RBS bij betalingsachterstanden op hypotheken eerst na zes maanden tot gedwongen verkoop over te zullen gaan.[442] De Reserve Bank of Australia verlaagde de "cash rate" met 1% tot 4,25%.[443] Volgens het National Bureau of Economic Rearch verkeerde de Amerikaanse economie reeds sinds begin 2008 in een recessie.[444] De Federal Reserve verlengde de looptijd van 3 faciliteiten: de Primary Dealer Credit Facility (PDCF), de Asset-Backed Commercial Paper Money Market Fund Liquidity Facility (AMLF) en de Term Securities Lending Facility (TSLF).[445] General Motors, Fors en Chryler vroegen de Amerikaanse overheid om $ 34 miljard steun.[446] Diverse centrale banken voerden omvangrijke renteverlagingen door: de Zweedse centrale bank Riksbank verlaagde de rente met 1,75% tot 2,00%;[447] de Reserve Bank of New Zealand met 1,50% tot 5,00%,[448] de Bank of England met 1,00% tot 2,00%[449] en de ECB met 075% tot 2,50%.[450] Credit Suisse berichtte over het vierde kwartaal van 2008 een verlies van circa CHF 2 miljard te verwachten, en kondigde omvangrijke ontslagen aan.[451] FED-president Bernanke riep op tot verdergaande maatregelen om de stroom foreclosures te stoppen.[452] Op 4 december 2008 berichtte Eurostat dat ook de Eurozone in een recessie verkeerde.[453] De Amerikaanse nonfarm payrolls lieten in november een ongekend hoge daling zien met een verlies van 533.000 banen; het grootste verlies in 34 jaar.[454]
- In de week van 8 december 2008 bleek dat de grootste Nederlandse pensioenfondsen een dekkingsgraad van (ruim) minder dan 105% hadden.[455] Het CPB berichtte voor Nederland in 2009 een krimp van 0,75% te verwachten.[456] Ook Japan bleek in een recessie te zijn geraakt.[457] De Britse pensioenfondsen bleken per eind november een vermogenstekort van £ 155 miljard te hebben.[458] De aanvraag van autofinancieringsmaatschappij GMAC voor een bankstatus werd afgewezen.[459] De Canadese en Zwitserse centrale banken verlaagden hun tarieven tot 1,50%[460] resp. 0,50%.[461] Het Amerikaanse Huis van Afgevaardigden nam een wetsvoorstel aan dat voorzag in $ 14 miljard aan noodleningen aan Amerikaanse autofabrikanten.[462] Enkele dagen later verwierp de Amerikaanse Senaat het plan echter.[463]
- In de week van 15 december verlaagde de Federal Reserve de federal funds rate tot een "target rate" van tussen 0,00% en 0,25%, en verlaagde tevens de discount rate tot 0,50%. In het persbericht kondigde men aan, alle beschikbare middelen te zullen inzetten om een hervatting van de economische groei te bewerkstelligen.[464] De effectenbanken Goldman Sachs en Morgan Stanley berichtten over het vierde kwartaal verliezen te verwachten van respectievelijk $ 2,1 miljard en $ 2,2 miljard. De Bank of Japan verlaagde de overnight lending rate van 0,3% tot 0,1%.[465] Op 19 december besloot de Amerikaanse regering General Motors en Chrysler leningen te verstrekken van respectievelijk $ 9,4 miljard en $ 4 miljard, tegen een rente van 5% dan wel, indien hoger, LIBOR plus 3 procentpunt.[466][467]
- In de week van 22 december 2008 kondigde de Ierse regering een reddingsplan van € 5,5 miljard aan ten behoeve van Anglo Irish Bank, Bank of Ireland en Allied Irish Banks.[468] De Ierse overheid was reeds overgegaan tot het garanderen van het merendeel van de schulden van de Ierse banken, en had een dergelijk plan reeds aangekondigd.[469] De voormalige Nederlandse minister van financiën Ruding verwachtte in een interview met het FD voor Nederland voor 2009 een krimp van 3%.[470] De Nederlandse koepel van bedrijfstakpensioenfondsen VB vroeg toezichthouder DNB om bij de in te dienen reddingsplannen uit te gaan van een langere herstelperiode, daar anders de reeds lopende pensioenen en gedane pensioentoezeggingen gekort zouden moeten worden. De People's Bank of China (de centrale bank van de volksrepubliek China) verlaagde de (maatgevende ) eenjaars-rente met 0,27% tot 5,31%; het was de vijfde renteverlaging in drie maanden.[471] De staat Californië kondigde het ontslag van 10% van zijn ambtenaren aan, en stuurde zijn ambtenaren met ingang van 1 februari 2009 twee dagen per maand met onbetaald verlof.[472]
- In de week van 29 december 2008 liet de S&P-Case Shiller-index van Amerikaanse woningprijzen over oktober een record-daling zien van 18,0% op jaarbasis.[473] GMAC ontving een staatssteun van $ 5 miljard (en $ 1 miljard via GM) om kredieten te verstrekken aan autokopers.[474]

## In 2009

### Januari 2009
- In de eerste week van 2009 kondigt de Spaanse premier Zapatero het 'Plan E' aan, dat in een totale investering van € 55 miljard voorziet in het door de crisis zwaar getroffen land, in een poging de economie weer op gang te krijgen.
- In de week van 5 januari 2009 kondigde de Federal Reserve Bank of New York aan, te beginnen met het kopen van in totaal $ 500 miljard aan MBS'en ten laste van Freddie Mac, Fannie Mae en Ginnie Mae; het project zou tot medio 2009 lopen.[475] De Bank of England verlaagde de base rate van 2,00% tot 1,50%; het laagste niveau in de geschiedenis van de Bank of England.[476] De Duitse overheid nam voor circa € 20 miljard deel in het kapitaal van Commerzbank.[477]
- In de week van 12 januari 2009 bleek een aandelenemissie van de nieuw gevormde Britse bank Lloyds/HBOS volkomen mislukt te zijn; de Britse overheid, die had toegezegd de niet elders geplaatste aandelen te zullen kopen, was gehouden ruim 99% van de emissie over te nemen.[478] De aankomende president Obama vroeg president Bush om het Congres om toestemming te vragen de tweede tranche van de TARP van $ 350 miljard te mogen uitgeven, aan welk verzoek Bush voldeed.[479] De Duitse regering presenteerde een tweede stimuleringsplan, ter waarde van € 50 miljard.[480] Deutsche Bank kondigde een verlies over het vierde kwartaal aan van € 4,8 miljard.[481] Standard & Poor's verlaagde de rating van Griekse staatsleningen van A tot A-. De ECB verlaagde de refi-rente van 2,50% tot 2,00%. In 2008 bleken er met betrekking tot 2.330.483 Amerikaanse woningen 3.157.806 foreclosure notices te zijn gedaan, wat een stijging van 81% ten opzichte van 2007 vormde; de staat met de meeste foreclosures was Nevada (1 op 14 huizen) en de "metropolitan area" met de meeste foreclosures was Stockton, CA (1 op 11 huizen).[482] De (aantredende) president Obama presenteerde het ontwerp van de American Recovery and Reinvestment Bill of 2009, die voorzag in circa $ 875 miljard aan maatregelen om de economie te stimuleren. Bank of America kreeg een tweede kapitaalsinjectie van de Amerikaanse overheid, ditmaal van $ 20 miljard, en garanties ten aanzien van $ 188 miljard aan beleggingen.[483] De Ierse regering besloot de Anglo Irish Bank te nationaliseren.[484][485] Citigroup rapporteerde over het vierde kwartaal van 2008 een verlies van $ 8,29 miljard.[486]
- In de week van 19 januari 2009 verlaagde S&P de rating van Spaanse staatsleningen van AAA tot AA+. De Britse regering kondigde een uitgebreid pakket van maatregelen aan, onder meer bestaande uit garanties op hypotheken en uit het van banken overnemen van illiquide leningen, teneinde banken te bewegen tot het weer gaan verstrekken van leningen.[487][488] De Belgische bank KBC kreeg een kapitaalsinjectie van de Vlaamse regering van € 2 miljard.[489] Fortis Bank (België), sind oktober 2008 eigendom van de Belgische staat, rapporteerde op 22 januari 2009 over de eerste drie kwartalen van 2008 een netto-verlies van € 14,1 miljard; voor het vierde kwartaal verwachtte men een verlies van € 4 tot € 5 miljard.[490] De IJslandse regering viel naar aanleiding van de kredietcrisis.[491]
- In de week van 26 januari 2009 droeg ING het risico van 80% van haar portefeuille Amerikaanse Alt-A hypotheken (€ 27,7 miljard) over aan de Nederlandse staat; bestuursvoorzitter Tilmant werd ontslagen.[492][493][494] Barclays kondigde £ 8 miljard aan afschrijvingen aan, hetgeen echter opgevangen zou zijn door record-inkomsten.[495] De S&P/Case Shiller index van Amerikaanse woningprijzen vertoonde over november 2008 een record-daling van 18,2% op jaarbasis (voor de 20 grootste metropolitan areas).[496] Het IMF verwachtte dat de afschrijvingen op kredieten in 2009 zouden oplopen tot $ 2.200 miljard, ongeveer een verdubbeling van hetgeen tot dan toe afgeschreven was; de groei van de mondiale economie zou afnemen tot 0,5%.[497] Het Amerikaanse Huis van Afgevaardigden nam een stimuleringsplan ter waarde van $ 819 miljard aan.[498] Amerikaanse coöperatieve spaarbanken (credit unions) kregen een kapitaalsinjectie van $ 1 miljard.[499] De Belgische bank Dexia kondigde over 2008 een verlies aan van circa € 3 miljard.[500] De Amerikaanse economie bleek sinds medio 2008 officieel in een recessie te verkeren, na een krimp van 0,5% en 3,8% (over een geheel jaar geëxtrapoleerd) in respectievelijk het derde en vierde kwartaal van 2008.[501]

### Februari 2009
- In de week van 2 februari kondigde de Australische regering een stimuleringplan aan van A$ 42 miljard.[502] De Federal Reserve verlengde de looptijd van een aantal leningsarrangementen, aflopend op 30 april 2009, tot 30 oktober 2009. De Bank of England verlaagde de base rate tot 1,00%. Volgens het IMF bevonden de ontwikkelde economieën zich reeds in een depressie, en zou de financiële crisis zich verder kunnen verdiepen als het bancaire stelsel niet op orde wordt gebracht.[503]
- In de week van 9 februari 2009 rapporteerde de Zwitserse bank UBS over 2008 een verlies van CHF 20 miljard; de aan het personeel uit te keren bonussen daalden met 80%.[504] De Federal Reserve breidde de omvang van de Term Asset-Backed Securities Loan Facility uit tot $ 1000 miljard, en breidde de werkingssfeer uit tot onder meer leningen voor commercieel vastgoed. De Amerikaanse regering kondigde een stabiliteitsplan aan, bestaande uit enerzijds een Public-Private Investment Fund, dat voor $ 500 miljard aan illiquide leningen van banken zou opkopen, en anderzijds een uitbreiding van bestaande garanties voor leningen aan consumenten en kleinere ondernemingen tot $ 1000 miljard.[505] Op 14 februari nam de Amerikaanse Senaat een stimuleringsplan aan ten bedrage van $ 787 miljard.[506] Het wetsvoorstel bevatte onder meer beperkingen aan de bonussen die aan topfunctionarissen van staatssteun ontvangende ondernemingen mochten worden betaald.
- In de week van 16 februari waarschuwde het IMF dat een volgende ronde steunoperaties door het IMF nodig zou kunnen zijn.[507] Het Nederlandse CPB presenteerde op 17 februari 2009 sterk verslechterde prognoses voor de economische groei en de werkloosheid voor de jaren 2009 en 2010.[508] De Commerzbank schrapte alle bonussen voor het jaar 2008.[509] De Duitse regering nam op 18 juni 2009 een wetsvoorstel aan die het mogelijk maakte banken te nationaliseren; als eerste kandidaat voor nationalisatie gold Hypo Real Estate.[510] Het de week ervoor aangenomen stimuleringsplan van $ 787 miljard werd tot wet verheven. De Amerikaanse regering presenteerde een plan van $ 75 miljard om huiseigenaren voor een foreclosure te behoeden, enerzijds door een herfinanciering via Fannie Mae of Freddie Mac, en anderzijds door een subsidie aan hypotheekverstrekkers indien deze op vrijwillige basis de hypotheekrente verlagen. Voor de aankoop van additionele preferente aandelen in Freddie Mac en Fannie Mae werd $ 200 miljard uitgetrokken.[511] Autofabrikant Saab vroeg surseance aan.[512]
- In de week van 23 februari riep de Amerikaanse Secretary of State Clinton China op om door te gaan met het kopen van Amerikaanse staatsleningen.[513] De EU-landen riepen de G-20 op het budget van het IMF voor noodhulp aan met name Centraal- en Oost-Europa te verdubbelen tot $ 500 miljard, zoals ook door het IMF gewenst.[514] De Amerikaanse huizenprijzen daalden in december 2008 met 18,2% op jaarbasis, hetgeen een record vormde.[515] Royal Bank of Scotland rapporteerde over geheel 2008 een verlies van £ 24,1 miljard, en verkreeg een overheidsgarantie ten bedrage van £ 325 miljard.[516] Tevens stak de Britse regering er wederom geld in, ditmaal £ 25 miljard.[517] Fannie Mae rapporteerde over 2008 een verlies van $ 58,7 miljard.[518] De Britse hypotheekbank HBOS rapporteerde een verlies over 2008 van £ 10,8 miljard. De Wereldbank, de Europese Investeringsbank en de European Bank for Reconstruction and Development verstrekten tezamen € 24,5 miljard aan banken in Centraal- en Oost-Europa.[519] Citigroup ontving ten derden male steun van de Amerikaanse overheid, in de vorm van een omzetting van $ 25 miljard aan preferred shares in gewone aandelen.[520]

### Maart 2009
- In de week van 2 maart ontving verzekeraar AIG opnieuw overheidssteun, in de vorm van omzetting van preferente aandelen in gewone aandelen, verlaging van rente op leningen en een extra kredietfaciliteit van $ 30 miljard.[521] De Britse bank HSCB kondigde het beëindigen van (vrijwel) alle consumer finance-activiteiten in de VS aan.[522] De Bank of England verlaagde de base rate tot 0,50%, en kondigde aan £ 75 miljard aan leningen, voornamelijk Britse staatsleningen, te zullen kopen.[523] De ECB verlaagde de refi rate van 2,00% tot 1,50%.[524]
- In de week van 9 maart kondigde de Britse overheid een uitbreiding aan van haar belang in Lloyds Bank Plc van 43% tot 75%, in ruil voor het garanderen van £ 260 miljard aan assets van Lloyds.[525] De IJslandse bank Straumur-Burdaras werd genationaliseerd.[526] Fed-voorzitter Bernanke riep op tot een "grootschalige verscherping" van de financiële regelgeving in de VS.[527] De in oktober 2008 besloten, toen als tijdelijk bedoelde verhoging van het Nederlandse depositogarantiestelsel tot € 100.000, werd in maart 2009 verlengd.[528] Freddie Mac rapporteerde over het vierde kwartaal een verlies van $ 23,9 miljard, en vroeg om aanvullende overheidssteun van $ 30,8 miljard.[529] De Bank of England startte het programma van Kwantitatieve versoepeling met de aankoop van £ 2 miljard aan Britse staatsleningen.[530]
- In de week van 16 maart 2009 werd de eerste transactie aangekondigd in het kader van de Term Asset-Backed Securities Loan Facility voor de bevordering van de Amerikaanse consumentenbestedingen, met een pakket leningen van $ 1,3 miljard ten laste van de Frans/Japanse autofabrikant Nissan.[531] De Bank of Japan berichtte het programma van kwantitatieve versoepeling uit te breiden tot 1,8 biljard yen (circa 14 miljard euro) aan staatsleningen per maand.[532] Het voornemen van AIG om, ondanks de ontvangen staatssteun, $ 165 miljoen aan bonussen te betalen, riep weerstand op.[533] Afschrijvingen op creditcardvorderingen bereikten in februari 2009 het hoogste niveau in ten minste 20 jaar.[534] De Britse toezichthouder Financial Services Authority stelde voor nieuwe hypotheken slechts te verstrekken tot driemaal het inkomen van de huiseigenaar en minimaal 5% eigen geld te eisen,[535] en stelde vergaande verdere hervormingen van het toezicht op de financiële sector voor, inclusief een substantiële verhoging van de minimumkapitaalseisen van banken.[536] De Federal Reserve kondigde aan, eveneens over te gaan tot kwantitatieve versoepeling door de aankoop van ruim $ 1000 miljard aan staats- en andere obligaties.[537] De FDIC verkocht de overgenomen IndyMac Bank aan OneWest Bank; het verlies dat voor rekening van de FDIC kwam werd geschat op $ 10,7 miljard.[538]
- In de week van 23 maart 2009 kondigde ING Bank aan, 1200 medewerkers te verzoeken de reeds uitgekeerde bonus over 2008 terug te betalen.[539] De Amerikaanse regering kondigde een plan aan om voor $ 500 miljard (uit te breiden tot $ 1000 miljard) aan dubieuze leningen op te kopen, geheten Public-Private Investment Programme[540]. De Amerikaanse overheid stelde grootscheepse hervormingen van het toezicht op de financiële sector voor, met onder meer uitbreiding van het toezicht tot alle instellingen wier falen een gevaar voor het systeem zou vormen.[541] De WTO publiceerde een rapport waarin verwacht werd dat het volume van de wereldhandel met 9% zou dalen in 2009, wat de grootste afname zou zijn sinds de Tweede Wereldoorlog.[542]

### April 2009

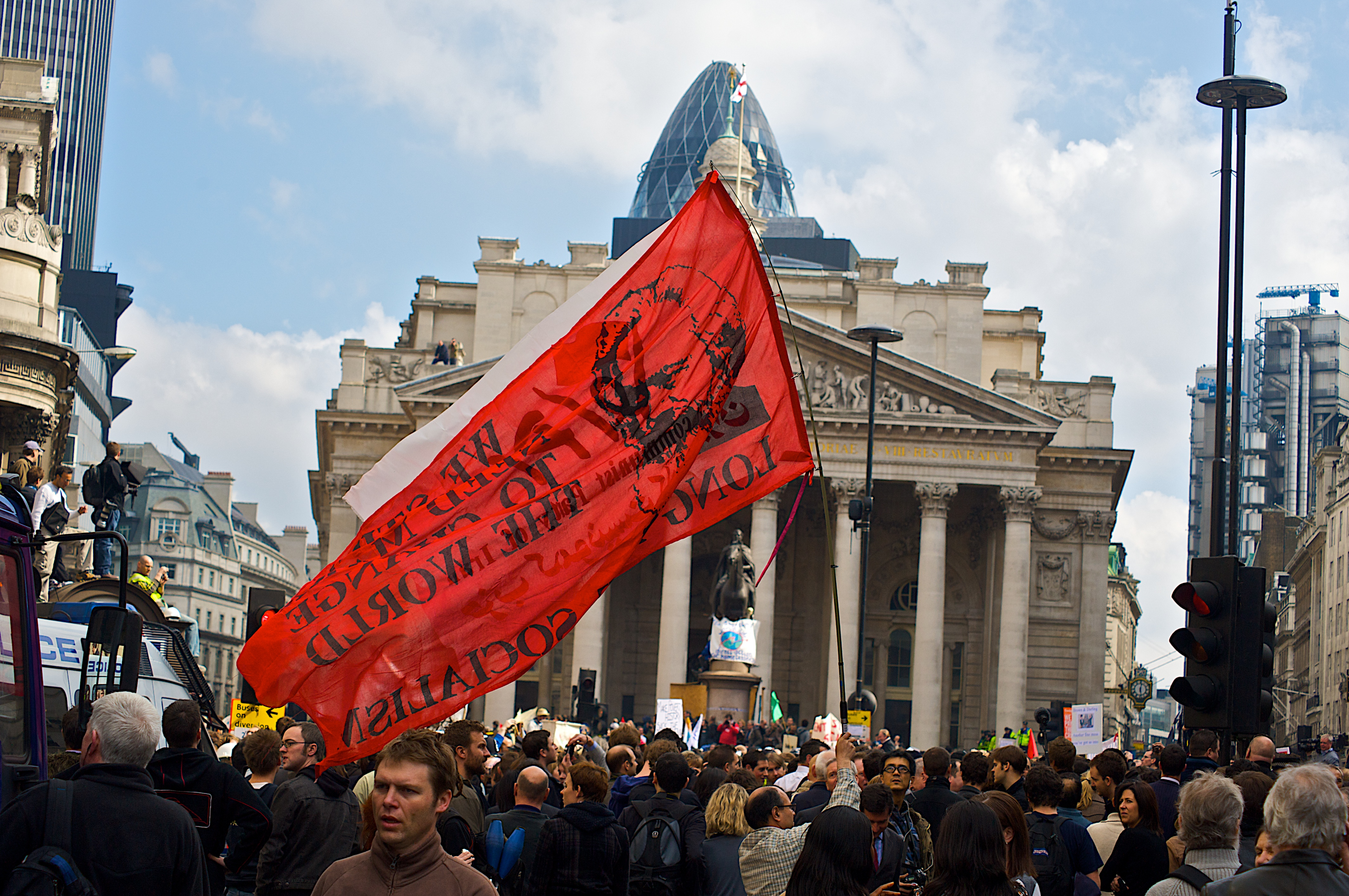
Demonstratie op 1 april 2009 bij de Bank of England

- Demonstratie op 1 april 2009 bij de Bank of England In de week van 30 maart nam de Spaanse overheid het beheer van spaarbank Caja de Ahorros Castilla-la Mancha over.[543] De Duitse hypotheekbank Hypo Real Estate rapporteerde een verlies over 2008 van € 5,5 miljard; het Duitse reddingsfonds voor het bankwezen Sonderfonds Finanzmarktstabilisierung Finanzmarktstabilisierungsanstalt nam een belang van 8,7%.[544] Een volledige nationalisatie werd voorbereid. De rating van Ierse staatsleningen werd door S&P verlaagd tot AA+, met een "negative outlook".[545] Volgens Bloomberg zou de V.S. per eind maart 2009 $ 12.800 miljard hebben besteed aan het tegengaan van de kredietcrisis, in de vorm van bestedingen, leningen en garanties.[546] De Amerikaanse huizenprijzen daalden volgens de S&P/Case Shiller-index in januari 2009 met 19% op jaarbasis.[547] De vergadering van de G20 op 1 april 2009 werd door demonstranten benut voor protesten tegen het bestaande economische systeem.[548] De dag werd uitgeroepen tot Financial Fools Day. Een filiaal van RBS werd beschadigd. De ECB verlaagde de refi rate van 1,50% tot 1,25%. De FASB besloot tot een wijziging van de mark-to-market regel bij de waardering van activa waarvoor slechts zeer lage marktprijzen voorhanden waren (regel FAS 157-e, Determining Whether a Market Is Not Active and a Transaction Is Not Distressed).[549] De G-20 besloot tot een uitbreiding van de fondsen van het IMF van $ 250 miljard tot $ 750 miljard.[550] Mexico verzocht het IMF om een krediet van $ 47 miljard.[551]
- In de week van 6 april 2009 berichtte het IMF te verwachten dat de verliezen op toxic debts zouden kunnen oplopen tot $ 4.000 miljard.[552] Fortis Bank Nederland emitteerde een lening van € 5 miljard met staatsgarantie, die vlot geplaatst werd.
- In de week van 13 april kondigde Goldman Sachs een emissie aan van $ 5 miljard, met de bedoeling de staatssteun van $ 10 miljard zo snel mogelijk te kunnen terugbetalen.[553] De Duitse regering bereidde een nationalisatie van Hypo Real Estate voor; vooruitlopend daarop deed men een bod op de uitstaande aandelen.[554] De gezamenlijke Britse pensioenfondsen hadden in maart een tekort van £ 250 miljard.[555] De Poolse regering verzocht het IMF om een noodkrediet -door de minister van financiën echter aangeduid als "aanvullende reserves"- van $ 20 miljard.[556] De Amerikaanse exploitant van circa 200 winkelcentra General Growth Properties vroeg surseance aan.[557] Het aantal foreclosure notices in de VS steeg in het eerste kwartaal tot ruim 800.000, waarvan 340.000 in maart 2009.[558]
- In de week van 20 april 2009 uitte Neil M. Barofsky, door het Amerikaanse Congres aangesteld als Special Treasury Inspector General, zorgen over de gebrekkige transparantie van de diverse steunprogramma's, die de mogelijkheid zouden scheppen voor misbruik van belastinggeld door banken en beleggers.[559] Bank of America rapporteerde over het eerste kwartaal een winst van $ 4,2 miljard, doch schreef $ 13,4 miljard af op beleggingen.[560] Financieel topman van Freddie Mac David Kellerman heeft woensdag 22 april 2009 zich zelf waarschijnlijk van het leven beroofd. Hij werkte als 16 jaar voor Freddie Mac en er een half jaar als financieel topman.[561] IMF-directeur Strauss-Kahn riep de westerse landen op om meer vaart te maken met de hervormingen van de bancaire sector.[562] De ECB kondigde op 24 april 2009 aan, meer details te willen weten omtrent de hypotheken die onderpand vormden voor leningen die door de ECB als onderpand waren aanvaard voor leningen van de ECB aan Europese banken; ultimo 2008 had de ECB voor € 442 miljard aan dergelijke leningen als onderpand geaccepteerd.[563] De "stress tests" van Amerikaanse banken levert nog weinig concrete resultaten op,[564] feitelijke resultaten worden per 4 mei verwacht.
- In de week van 27 april 2009 circuleerden geruchten dat uit de "stress test" was gebleken dat Citigroup en Bank of America opgedragen was nieuw kapitaal aan te trekken.[565] De Oostenrijkse spoorwegen bleken in 2008 een verlies te hebben geleden van € 613 miljoen op collateralized debt obligations. Een rechtszaak tegen Deutsche Bank wegens gestelde ontoereikende voorlichting werd in eerste aanleg verloren.[566] Chrysler slaagde er niet in een akkoord te bereiken met de crediteuren en vroeg surseance aan.[567]

### Mei 2009
- In de week van 4 mei 2009 raamde de Europese Commissie een economische krimp van de eurozone van 4,0% in 2009: tweemaal zo sterk als men in januari 2009 verwachtte.[568] De Fed kondigde (wederom) een verruiming van de Term Asset-Backed Securities Loan Facility aan.[569] Roemenië verkreeg een noodlening van $ 17,1 miljard van het IMF, waarvan $ 6,6 miljard direct ter beschikking werd gesteld.[570] De ECB verlaagde de refi rate van 1,25% tot 1,00%, en kondigde aan covered bonds te zullen gaan kopen. De resultaten van de "stress test" van de financiële positie van de 19 grootste Amerikaanse banken werden gepubliceerd: in totaal dienden 10 daarvan $ 74,6 miljard aan extra kapitaal aan te trekken.[571][572][573]
- In de week van 11 mei 2009 rapporteerde Freddie Mac een verlies over het eerste kwartaal van $ 9,9 miljard en verzocht om $ 6,1 miljard staatssteun, na eerder in totaal $ 44,6 miljard aan steun te hebben ontvangen.[574] RealtyTrac rapporteerde over april 2009 342.938 foreclosure notices in de VS, 1% meer dan over maart 2009, doch ten opzichte van april 2008 een stijging van 32%.[575] Het Comité of European Banking Supervisors kondigde stress testen van Europese banken aan.[576] Het IMF drong aan op verdergaand onderzoek. De Duitse economie bleek in het eerste kwartaal te zijn gekrompen met 3,8% (op jaarbasis −6,9%), wat de sterkste daling in vier decennia was;[577] de Nederlandse economie kromp in het eerste kwartaal met 2,8% (op jaarbasis −4,5%).[578] De krimp in het eerste kwartaal van 2009 in de eurozone werd geraamd op 2,5% (op jaarbasis een krimp van 4,6%).[579] Zes Amerikaanse verzekeringsmaatschappijen verkregen TARP-fondsen.[580]
- In de week van 18 mei kondigde Chrysler aan circa 25% van het dealernetwerk in de VS te sluiten.[581] Goldman Sachs, Morgan Stanley en JP Morgan kondigden aan de ontvangen TARP-gelden (in totaal $ 45 miljard) te willen terugbetalen.[582] De betalingsachterstanden op alle categorieën leningen verstrekt door Amerikaanse banken namen gestaag toe, tot 5,60% over januari 2009.[583] Citigroup en Wells Fargo rapporteerden over april 2009 afschrijvingen op creditcards van meer dan 10% annualized.[584] Bank of America plaatste voor $ 13,5 miljard aan nieuwe aandelen; uit hoofde van de resultaten van de stress test moest men uiterlijk in september 2009 $ 33,9 miljard aan nieuw kapitaal aantrekken.[585] Het Japanse GDP bleek in het eerste kwartaal van 2009 gedaald te zijn met 3,8% (15,2% annualized), hetgeen de sterkste daling sinds de Tweede Wereldoorlog was.[586] ABN AMRO Nederland verzocht de Nederlandse staat (houder van alle aandelen) om aanvullend kapitaal.[587] S&P plaatste Britse staatsleningen op negative watch.[588] De rating van Portugese staatsleningen werd verlaagd van AA- tot A+.[589] De Amerikaanse Treasury leende GMAC $ 13,5 miljard, onder meer voor het funden van autofinancieringen van Chrysler.[590] Het Britse GDP bleek in het eerste kwartaal van 2009 te zijn gedaald met 4,1% op jaarbasis.
- In de week van 25 mei 2009 nam het Amerikaanse consumentenvertrouwen over mei 2009 onverwacht toe van 40,8 tot 54,9.[591] Het Duitse GDP bleek in het eerste kwartaal te zijn gedaald met 6,7% op jaarbasis. GM, de Duitse regering, het Canadese Magna en het Russische Sberbank bereikten een principe-akkoord over de overname van Opel door Magna en Sberbank, met een lening van de Duitse overheid van € 1,5 miljard; een banenverlies werd echter niet uitgesloten.[592]

### Juni 2009
- In de week van 1 juni 2009 verkreeg General Motors uitstel van betaling ("Chapter 11") en kreeg men toestemming van de faillissementsrechter om de activa te verkopen aan een nieuw op te richten vennootschap, waarin de Amerikaanse overheid een aanmerkelijk belang zou nemen.[593] Chrysler, eveneens in Chapter 11, kreeg toestemming om het overgrote deel van de activa over te dragen aan een consortium onder leiding van Fiat. Een veiling van LVL 50 miljoen aan kortlopende Letse staatsleningen mislukte volkomen.[594]
- In de week van 8 juni 2009 verlaagde S&P de rating van Ierse staatsleningen nogmaals, van AA+ tot AA.[595] Het Duitse detailhandelsconcern Arcandor (onder meer Karstadt en Quelle) verkreeg surseance.[596] Een tiental Amerikaanse banken kreeg toestemming om ontvangen TARP-fondsen terug te betalen, tot een bedrag van $ 68 miljard.[597] Het Amerikaanse Supreme Court gaf toestemming tot de verkoop aan Chrysler aan de nieuwe onderneming Chrysler Group LLC, na een eerdere opschorting van zijn beslissing.[598] Het college van GS van Noord-Holland trad af naar aanleiding van de affaire rond de ongelukkig uitgepakte beleggingen van de provincie.[599]
- In de week van 15 juni 2009 kondigde de staat Californië een moratorium van 90 dagen af op foreclosures.[600] De ECB meldde te verwachten dat Europese banken nog € 238 miljard aan afschrijvingen zouden moeten doen.[601] Het Centraal Planbureau presenteerde zeer sterk neerwaarts herziene ramingen voor de Nederlandse economie: de economische krimp zag men voor 2009 toenemen van 3,5% tot 4,75%.[602] Vijf Amerikaanse banken betaalden in totaal $ 54,7 miljard aan TARP-fondsen terug.[603] President Obama kondigde vergaande hervormingen aan van het toezicht op financiële instellingen, met onder meer de instelling van een overkoepelende toezichthouder (Financial Services Oversight Council), verdergaande bevoegdheden van de Federal Reserve, strengere kapitaalseisen voor financiële instellingen en de oprichting van een Consumer Financial Protection Agency.[604]
- In de week van 22 juni 2009 rapporteerde de Wereldbank voor 2009 een mondiale groei van −2,9% te verwachten; later in 2009 werd een hervatting van de groei verwacht, doch dit zou "zeer beperkt" zijn.[605] De OECD stelde haar verwachtingen voor de mondiale groei voor 2009 naar boven bij, van −4,3% naar −4,1%.[606][607] De ECB leende het Europese bankwezen € 442 miljard voor 12 maanden tegen 1%, hetgeen qua omvang een record betekende.[608] De Federal Reserve verlengde de looptijd van een aantal faciliteiten tot 1 februari 2010.[609] ABN AMRO ontving (wederom) steun van de Nederlandse overheid, ditmaal voor een bedrag van € 2,5 miljard in de vorm van € 800 miljoen aan converteerbare obligaties en € 1,7 miljard aan overname van risico's op hypotheken.[610]
- In de week van 29 juni 2009 kondigde de Spaanse overheid de oprichting aan van een fonds van € 9 miljard, teneinde daarmee eventuele reddingsoperaties van Spaanse banken te financieren.[611] Californië had door tegenvallende belastingopbrengsten en gebrek aan overeenstemming over een nieuwe begroting een zodanig tekort aan middelen, dat crediteuren en uitkeringsgerechtigden vanaf 2 juli betaald werden met schuldbekentenissen ("warrants") in plaats van met normaal geld.[612] De schuldbekentenissen hadden een looptijd tot 1 oktober 2009 en betaalden een rente van 5% op jaarbasis.[613] Fortis Bank Nederland betaalde een noodlening van € 34 miljard, door de Nederlandse staat in oktober 2008 verstrekt, terug aan de staat. De staat bleef betrokken bij Fortis als aandeelhouder, verstrekker van langlopende leningen en garant.[614]

### Juli 2009
- In de week van 6 juli 2009 verkreeg General Motors toestemming van de faillissementsrechter tot verkoop van het grootste deel van de bedrijfsonderdelen aan een door de Amerikaanse overheid gefinancierde nieuwe rechtspersoon, aangeduid als "new GM". Het alternatief was, volgens de rechter, slechts liquidatie, met nog nadeliger gevolgen voor de crediteuren, werknemers en toeleveranciers.[615] Op 10 juli werd de surseance opgeheven.[616] Volgens de Financial Times zouden de problemen met structured investment vehicles op "relatief ordelijke wijze" zijn opgelost: van 20 SIV's waren 13 geconsolideerd met de balans van de emitterende banken, 5 geherstructureerd, 4 afgewikkeld zonder verliezen, en 13 geliquideerd met verliezen voor de deelnemers.[617] Een aantal Nederlandse hypotheekverstrekkers bleek door problemen met de funding terughoudend te zijn met het verstrekken van nieuwe hypotheken.[618] De eerste fase van het Public-Private Investment Program werd aangekondigd, dat voorzag in het opkopen van "distressed debt" van banken, door private beleggers, geassisteerd door leningen van de Amerikaanse overheid. De voorgenomen totale omvang was $ 1.000 miljard, doch de eerste fase bedroeg slechts $ 40 miljard.[619] Het IMF berichtte een einde van de recessie te verwachten, doch voorspelde dat een herstel slechts zwak zou zijn.[620] De Nederlandse huizenprijzen bleken in het tweede kwartaal een zeker herstel te hebben vertoond. Op 11 juli werd bekend, dat de economie van Duitsland in het tweede kwartaal van 2009 voor het eerst sinds vier kwartalen niet meer kromp. Dit bleek uit cijfers van het Duitse Ministerie van Economische Zaken.[621]
- In de week van 13 juli 2009 bleek dat 20 Nederlandse pensioenfondsen genoodzaakt zouden zijn om vanaf 2012 de nominale pensioenen te korten indien de financiële markten niet tegen die tijd hersteld zouden zijn.[622] De Britse regering bleek per ultimo juni 2009 op zijn belangen in RBS en Lloyds een ongerealiseerd verlies te hebben geleden van £ 10,9 miljard.[623] De IASB presenteerde een voorstel voor de wijziging van de waardering van activa van banken en verzekeraars die tot minder schommelingen van de resultaten zou moeten leiden; de wijzigingen in de waarde zouden dan echter in de balans zichtbaar worden.[624][625]
- In de week van 20 juli bereikte de Amerikaanse bank CIT Group overeenstemming met een groep obligatiehouders over $ 3 miljard aan nieuwe leningen (onder zeer stringente voorwaarden), waarmee een dreigende insolventie werd afgewend. Shell stortte € 2 miljard in het pensioenfonds om de dekkingsgraad te verbeteren.
- In de week van 27 juli bleek de werkloosheid in de Eurozone in juni te zijn opgelopen tot 9,4%, zijnde het hoogste niveau in 10 jaar.

### Augustus 2009
- In de week van 3 augustus rapporteerde de Britse bank Lloyds een verlies over het eerste halfjaar van 2009 van £ 4 miljard, voornamelijk door afschrijvingen bij de overgenomen bank HBOS. Royal Bank of Scotland rapporteerde over het eerste halfjaar van 2009 een verlies van £ 1 miljard als gevolg van afschrijvingen van £ 7,5 miljard. AIG rapporteerde over het tweede kwartaal een winst van $ 1,82 miljard, na zeven kwartalen van (grote) verliezen.[626] Fannie Mae rapporteerde over het tweede kwartaal een verlies van $ 14,8 miljard en verzocht om $ 10,7 miljard aan extra staatssteun.[627] Hypo Real Estate rapporteerde een verlies van € 750 miljoen over het tweede kwartaal.[628] Volgens het IMF had de kredietcrisis inmiddels $ 11.900 miljard gekost.[629]
- In de week van 10 augustus vroeg het Nederlandse effectenhuis Van der Moolen surseance aan.[630] Frankrijk en Duitsland rapporteerden positieve groeicijfers over het tweede kwartaal van 2009, waarmee (volgens de definitie) de recessie in die landen voorbij zou zijn.[631] Het aantal foreclosure notices steeg in de VS in juli 2009 tot een record-niveau van ruim 360.000.[632] Aegon kondigde een aandelenemissie van € 1 miljard aan ter aflossing van de ontvangen staatssteun.[633]
- In de week van 17 augustus 2009 riep de Franse minister van financiën Christine Lagarde op tot een verbod op gegarandeerde bonussen in de financiële sector.[634] De mortgage delinquencies (betalingsachterstanden) op hypotheken in de V.S. bleken per ultimo juni 2009 te zijn gestegen tot 9,24%, wat een nieuw record vormde; inclusief de hypotheken in enig stadium van foreclosure was 13,2% achterstallig.[635] Het Car Allowance Rebate System (stimuleringsprogramma voor de sloop van oude auto's en de aankoop van nieuwe) in de V.S. werd met ingang van 25 augustus 2009 gestaakt wegens met bereiken van het gebudgetteerde bedrag.[636]
- In de week van 24 augustus 2009 kondigde de Franse regering aan voornemens te zijn om beperkingen te stellen aan de bonus van handelaren bij banken. De bonus zou eerst na drie jaar worden uitgekeerd, en verminderd worden indien de activiteiten in de twee volgende jaren tot verliezen hadden geleid, en voorts gedeeltelijk in aandelen worden betaald.[637][638] Op 28 augustus verleende de rechter de Fed een uitstel tot 30 september 2009.[639]

### September 2009
- In de week van 31 augustus 2009 kondigden de curatoren van de Britse onderdelen van Lehman Brothers een schadeclaim tegen de (eveneens failliete) moeder aan ten bedrage van £ 100 miljard wegens door deze verstrekte garanties.[640] De CIT Group kondigde aan niet in staat te zijn om de per 15 september 2009 verschuldigde rente op obligaties te voldoen.[641] Volgens een rapport van de OESO zou de recessie, mondiaal gezien, reeds ongeveer voorbij kunnen zijn.[642] De G-20 bereikte op hoofdlijnen overeenstemming over het reguleren van bankiersbonussen en over het aanscherpen van kapitaaleisen van banken, zonder echter reeds over concrete maatregelen overeenstemming te bereiken.[643]
- In de week van 7 september 2009 presenteerde de Nederlandse Vereniging van Banken een concept-gedragscode met daarin onder meer een plafond voor de bonus van bestuurders van Nederlandse banken (doch niet voor andere personeelsleden).[644] De beheerder van het Home Affordable Modification Program rapporteerde dat er 570.000 "trial modifications" waren, waarvan 370.000 de fase van een aanbod aan de huiseigenaar hadden bereikt; hij verklaarde echter nog "miljoenen foreclosures" te verwachten.[645] De verkoop van Opel aan Magna werd afgerond: Magna kocht 55% van de aandelen, het Opel-personeel 10%, en GM hield 35%.[646][647]
- In de week van 14 september 2009 keurde EU-commissaris Kroes de door ING ontvangen staatssteun af.[648] De Ierse regering maakte bekend dat de National Asset Management Agency voor € 54 miljard aan onroerend goed gerelateerde leningen met een nominaal bedrag van € 77 miljard zou overnemen van Ierse banken, teneinde die banken in staat te stellen het verstrekken van leningen te hervatten.[649] De FDIC publiceerde op 16 september 2009 de eerste transactie op grond van het Public-Private Investment Program: circa $ 1,3 miljard aan hypotheken uit de portefeuille van de failliete Franklin Bank werden voor $ 856 miljoen verkocht aan een rechtspersoon waarin een private partij (Residential Credit Solutions Inc.) voor $ 64,2 miljoen een 50%-belang nam. De overige financiering bestond uit een belang van de FDIC en een lening van de FDIC van $ 727,8 miljoen. De koers waartegen de leningen werden overgenomen was gemiddeld 70,63%.[650] De Ierse regering verlengde de looptijd van de afgegeven garanties voor het merendeel van de door zeven Ierse banken opgenomen leningen met vijf jaar.[651]
- In de week van 21 september 2009 bereikten Bank of America en de Amerikaanse overheid overeenstemming over het beëindigen van een door de overheid afgegeven garantie ten aanzien van de waarde van (nominaal) $ 118 miljard aan assets van het door Bank of America circa een jaar ervoor overgenomen Merrill Llynch.[652] Aegon berichtte vóór 1 december 2009 de eerste € 1 miljard van de ontvangen staatssteun van € 3 miljard terug te willen betalen.[653] DNB-president Wellink verklaarde in een hoorzitting van de Tweede Kamer bonussen voor topbankiers te willen verhinderen zolang de crisis zou voortduren.[654] SNS Reaal kondigde aan voor eind 2009 € 185 miljoen van de in totaal € 750 miljoen staatssteun te willen terugbetalen.[655] Mervyn King, governor van de Bank of England, verklaarde in een BBC-programma dat Royal Bank of Scotland en HBOS op 6 oktober 2008 nog slechts enkele uren van een acuut liquiditeitstekort verwijderd waren geweest, hetgeen tot een instorten van het Britse bancaire systeem zou hebben geleid.[656][657] De Federal Reserve kondigde een afbouwen van diverse steunmaatregelen aan, hetgeen niet tot problemen op de financiële markten leidde. Het ging om de Money Market Investor Funding Facility, de Term Securities Lending Facility en de Term Auction Facility.[658] Tijdens de conferentie van de G-20 in Pittsburgh van 25 en 26 september 2009 werd overeenstemming bereikt over het gezamenlijk inperken van bankiersbonussen. Bonussen zouden niet betaald mogen worden indien dit "niet verenigbaar zou zijn met een solide kapitaalsbasis" van de betreffende bank; een aanmerkelijk deel van de bonus zou eerst na enkele jaren uitbetaald mogen worden, en zou teruggedraaid kunnen worden in het geval van een slecht functioneren in latere jaren; gegarandeerde bonussen die zich over meerdere jaren uitstrekken zouden verboden worden. De Financial Stability Board (een samenwerkingsverband van centrale banken en toezichthouders van een groot aantal landen) zou op de uitvoering toezicht moeten houden.[659][660]
- In de week van 28 september 2009 waarschuwde het IMF dat er een "significante" kans bestond op een hernieuwing c.q. verdieping van de recessie, en zei te verwachten dat banken tot eind 2010 nog $ 1500 miljard op oninbare leningen zouden moeten afschrijven.[661][662] De ECB wees op een faciliteit tot 1 oktober 2010 tegen 1% € 75,2 miljard toe. De CIT Group bood haar obligatiehouders een gedeeltelijke debt-for-equity swap aan, waarbij obligatiehouders een deel van hun vordering zouden moeten laten omzetten in aandelen. Hiemee zou ten minste $ 5,7 miljard aan schuld van de balans moeten verdwijnen. Voor het geval dit niet zou lukken, verzocht men de obligatiehouders reeds bij voorbaat akkoord te gaan met een "pre-packaged bankruptcy".[663]

### Oktober 2009
- In de week van 5 oktober 2009 kondigde de Franse bank Société Génerale een claimemissie van € 4,8 miljard aan teneinde daarmee (onder meer) € 3,4 miljard aan staatssteun terug te betalen.[664]
- In de week van 12 oktober werd op DSB Bank de noodregeling van de Wet op het financieel toezicht van toepassing verklaard, nadat de liquiditeit van de bank in gevaar was gekomen door een snelle uitstroom van spaargelden.[665][666] De (achterliggende) oorzaak van de problemen werd voorwerp van een onderzoek, doch werd niet vermoed onmiddellijk in de kredietcrisis te zijn gelegen. In september 2009 bleken in de VS bijna 344.000 foreclosure notices te hebben plaatsgevonden. Over het derde kwartaal bleek sprake te zijn geweest van een stijging van 5%. Er werden bijna 88.000 woningen door de bank opgeëist.[667]
- In de week van 19 oktober 2009 werd (op maandag 19 oktober) DSB Bank in staat van faillissement verklaard. Enkele dagen later volgde ook het faillissement van houdstermaatschappij DSB Beheer. Achmea Hypotheekbank kondigde een lening van € 2 miljard aan, onder garantie van de Nederlandse overheid. Bank of England-governor King stelde dat het bankensysteem fundamenteel hervormd zou dienen te worden: banken dienden aanmerkelijk kleiner te worden, zodat situaties van "too big to fail" niet meer zouden kunnen voorkomen.
- In de week van 26 oktober 2009 kondigde ING Groep een splitsing van het concern aan: de bank- en verzekeringsactiviteiten zouden geheel gescheiden worden. De reorganisatie was onderdeel van de voorwaarden die de EU gesteld had aan het goedkeuren van de staatssteun. Tevens werd een aandelenemissie van € 7,5 miljard aangekondigd, die deels gebruikt zou worden om € 5 miljard aan kernkapitaaleffecten (zijnde de helft van de staatssteun) terug te kopen. De betalingen aan de Nederlandse staat ter zake van de overname van de risico's op Amerikaanse hypotheken stegen aanmerkelijk, tot € 1,3 miljard.[668][669] Financieringsmaatschappij GMAC verzocht (voor de derde keer) om overheidssteun, na reeds $ 13,5 miljard ontvangen te hebben.[670] De Federal Reserve bereikte de limiet van het programma van kwantitatieve versoepeling: er werd in totaal voor $ 300 miljard aan Amerikaanse staatsleningen gekocht.[671]

### November 2009
- In de week van 2 november 2009 diende de Amerikaanse bank CIT Group een aanvraag voor "Chapter 11" in, waarbij de obligatiehouders voorgesteld werd circa 30% van hun vorderingen te schrappen; de overheidssteun van circa $ 2,3 miljard zou vermoedelijk als verloren moeten worden beschouwd.[672][673] De Britse banken Lloyds en RBS kondigden kapitaalsuitbreidingen aan, waarbij het belang van de Britse overheid in het geval van RBS zou toenemen tot 84%; tevens werden beperkingen gesteld aan bonussen.[674] RBS stalde £ 240 miljard aan dubieuze leningen in een overheidsfonds, tegen een fee van £ 700 miljoen per jaar en een kapitaalsinjectie door de overheid van £ 25 miljard.[675] Tevens kondigden Lloyds, RBS en Northern Rock het afstoten van bedrijfsonderdelen aan, hetgeen voortvloeide uit door EU-commissaris Kroes gestelde voorwaarden aan de verstrekte staatssteun. Op 5 november 2009 maakte de Bank of England bekend het programma van kwantitatieve versoepeling met £ 25 miljard uit te breiden tot £ 200 miljard, doch de laatste tranche meer gespreid te zullen aankopen.[676] De ECB kondigde aan geen 12-maands faciliteiten meer te zullen verstrekken.[677] RBS rapporteerde over het derde kwartaal een verlies van £ 1,8 miljard pond, veroorzaakt door £ 3,3 miljard aan afschrijvingen.[678] Fannie Mae rapporteerde een verlies van $ 18,9 miljard over het derde kwartaal door $ 22 miljard aan afschrijvingen, en vroeg $ 15 miljard aan aanvullende staatssteun.[679]
- In de week van 9 november verlaagde Moody's de rating van IJsland met twee treden tot Baa3, wegens de "voortdurende fiscale, financiële en monetaire problemen als gevolg van de crisis".[680] De Europese Commissie verplichtte lidstaten om de tekorten op hun begrotingen in 2012, 2013 of 2014 (verschillend per lidstaat) weer beneden 3% te krijgen.[681] De Nederlandse economie bleek in het derde kwartaal gegroeid te zijn, waarmee de recessie (formeel gesproken) ten einde was.[682] Ook de economie van de gehele Eurozone was in het derde kwartaal gegroeid.[683] Het Ierse parlement keurde de overname van dubieuze leningen aan het National Asset Management Agency goed.[684]
- In de week van 16 november 2009 bood Goldman Sachs excuses aan voor de rol die men gespeeld had in het ontstaan van de crisis. Kort daarvoor had CEO Blankfein gezegd dat "bankiers het werk van God deden", hetgeen tot kritiek had geleid.[685][686] De Nederlandse overheid stak € 3 miljard in ABN Amro en zette € 1,4 miljard aan leningen om in eigen vermogen; minister Bos zei te verwachten dat dit de laatste kapitaalinjectie zou zijn.[687]
- In de week van 23 november 2009 nodigde de Federal Reserve negen Amerikaanse banken die TARP-gelden ontvangen hadden uit om plannen in te dienen voor terugbetaling ervan. Tot deze banken, die in totaal $ 142 miljard aan steun ontvangen hadden, behoorden Bank of America, Citigroup en Wells Fargo.[688] De ECB kondigde een verscherping aan van de regels omtrent acceptatie van onderpanden voor liquiditeitssteun: vanaf 1 maart 2010 dienen asset-backed securities AAA/Aaa-ratings van twee rating agencies te hebben.[689] De Bank of England bleek in oktober 2008 aan RBS en HBOS in totaal circa £ 60 miljard aan liquditeitssteun te hebben verstrekt; deze bedragen werden in december 2008 resp. januari 2009 terugbetaald.[690] Dubai World verzocht zijn crediteuren om herstructurering van zijn schuldenlast van $ 59 miljard.[691]

### December 2009
- In de week van 30 november bevestigde de regering van Dubai dat de schulden van Dubai World niet door de overheid werden gegarandeerd.[692] De Bank of Japan verstrekte 10 triljoen yen aan goedkope leningen aan het bankwezen om de economie te stimuleren.[693] Bank of America kondigde aan de ontvangen TARP-steun van $ 45 miljard te willen terugbetalen, onder meer uit de opbrengst van een emissie.[694][695] Die emissie (van $ 19 miljard aan common equivalent securities) werd enkele dagen later zonder problemen geplaatst.[696] Delta Lloyd Bank kwam, voor het eerst sinds het begin van de crisis, met een emissie (van € 900 miljoen) van door Nederlandse hypotheken gedekte obligaties.[697] De AFM uitte (forse) kritiek op een aantal accountantskantoren: men was bij de controle van de waardering van financiële producten, waarbij gebruik werd gemaakt van "marking to model", te veel afgegaan op informatie van de klant.[698] De ECB kondigde aan om op 16 december 2009 voor het laatst een 1-jaars faciliteit te verstrekken, ditmaal tegen een variabele rente; de 6-maands faciliteiten zouden geleidelijk worden afgebouwd.[699]
- In de week van 7 december 2009 verlaagde Fitch de rating van Griekse staatsleningen van A- tot BBB+.[700] Standard & Poor's plaatste de A-rating van Griekenland op "negative watch": een aankondiging van een mogelijke verlaging. Ook de (AA-) rating van Spanje werd op negative watch geplaatst.[701] De Britse regering kondigde het voornemen aan bankiersbonussen over 2009 boven £ 25.000 eenmalig met 50% te belasten; de Franse regering bleek een vergelijkbaar plan te hebben (boven € 27.000).[702] Geithner verlengde het TARP-programma tot 3 oktober 2010, doch zou van de gevoteerde $ 700 miljard niet meer dan $ 550 miljard gebruiken; de kosten voor de Amerikaanse belastingbetaler schatte hij op $ 141 miljard.[703] Goldman Sachs kondigde aan bonussen voor de 30 belangrijkste managers niet in contanten doch in aandelen te zullen uitkeren; men zou die aandelen eerst na vijf jaar te gelde kunnen maken.[704]
- In de week van 14 december leende Abu Dhabi $ 10 miljard aan Dubai World, waarmee de toen vervallende lening van $ 4,1 miljard van Nakheel Ltd. afgelost kon worden.[705] Citigroup kondigde aan $ 20 miljard aan staatssteun terug te betalen.[706] De Oostenrijkse bank Hypo Group Alpe Adria werd genationaliseerd; de Duitse (overheids-)bank Bayern LB droeg haar belang van 67,08% over aan de Oostenrijkse regering voor € 1.[707] De ECB wees € 96,9 miljard toe op een -naar eigen zeggen- laatste 1-jaars faciliteit.[708] TIME riep Bernanke uit tot Person of the Year 2009.[709] Ook Standard & Poor verlaagde de rating van Griekenland. De Federal Reserve besloot tot het (conform plan) beëindigen van diverse faciliteiten per 1 februari 2010: de Asset-Backed Commercial Paper Money Market Mutual Fund Liquidity Facility, de Commercial Paper Funding Facility, de Primary Dealer Credit Facility, en de Term Securities Lending Facility.[710] De BIS riep banken op hun kapitaalsbasis te versterken, vooral in de vorm van gewone aandelen; de rol van achtergestelde obligaties zou moetenworden verminderd.[711]
- In de week van 21 december 2009 verlaagde Moody's de rating van Griekse staatsleningen van A1 tot A2; bij een verlaging tot beneden A3 zouden Griekse staatsleningen niet meer door de ECB als onderpand worden geaccepteerd.[712] Volgens Bloomberg was de maximale omvang van de steunprogramma's van de Amerikaanse overheid, inclusief toezeggingen, afgenomen van $ 9656 miljard eind september tot $ 8167 miljard per 23 september; het feitelijk gebruikte bedrag steeg echter van $ 3948 miljard tot $ 4111 miljard.[713] Op 24 december 2009 kondigde de Amerikaanse overheid aan de steunverlening aan Freddie Mac en Fannie Mae, tot dan toe gemaximeerd op $ 200 miljard per instelling, te vervangen door een onbeperkte toezegging tot het afdekken van (kwartaalsgewijze) verliezen over de jaren 2010, 2011 en 2012. De aankopen door de Treasury van mortgage-backed securities (op dat moment circa $ 220 miljard) zouden per eind 2009 beëindigd worden. Het afgesproken tempo van afbouw van de hypothekenportefeuilles werd herzien. Freddie Mac en Fannie Mae hadden sinds het begin van de crisis respectievelijk $ 120,5 miljard en $ 67,9 miljard aan verliezen gerapporteerd.[714] De beloningen van de topfunctionarissen, hoewel volgens de toezichthouder circa 40% lager dan voor de de facto nationalisatie, leidden tot ongenoegen.[715] ING betaalde de helft van de ontvangen staatssteun terug (€ 5 miljard hoofdsom, plus rente en vergoeding wegens eerdere aflossing dan overeengekomen).[716]
- In de week van 28 december 2009 stak de Amerikaanse overheid een additionele $ 3,8 miljard aan extra kapitaal in GMAC, waarmee men 56% van de aandelen had. GMAC, oorspronkelijk de financieringsmaatschappij van General Motors, was met het verstrekken van hypotheken door dochter Rescap in problemen gekomen; dit was de derde steunoperatie.[717]

## In 2010

### Januari 2010
- Op 2 januari 2010 eisten Belgische bedrijven, instellingen en personen in totaal 1,39 miljard euro terug van Lehman Brothers en een reeks filialen van deze failliete Amerikaanse zakenbank. In totaal ging het om 1563 claims. Bernanke verklaarde dat de problemen op de Amerikaanse huizenmarkt veroorzaakt waren door een tekort aan regelgeving, niet door te lage rentes.[718] Ruim 60.000 IJslanders riepen de president op de vorige week aangenomen wet, waarbij IJsland zich verplicht tot terugbetaling van in totaal € 3,8 miljard aan leningen, niet te tekenen. President Grimsson liet weten de wet niet te zullen tekenen. Kort daarop kondigde premier Jóhanna Sigurðardóttir een referendum aan.[719][720]
- In de week van 11 januari 2009 rapporteerde RealtyTrack over geheel 2009 3.957.643 foreclosure filings (dus het totaal van default notices, scheduled foreclosure auctions en bank repossessions) met betrekking tot 2.824.674 Amerikaanse woningen. Ten aanzien van het aantal woningen was dit 21% meer dan in 2008.[721] Moody's verlaagde de rating van Californië tot A-; de andere ratingbureaus hanteerden reeds een lagere rating.[722] Betalingsachterstanden van grote hypotheken van goede kwaliteit debiteuren ("prime jumbo") bleken over december 2009 ongeveer verdrievoudigd te zijn ten opzichte van december 2008.[723] De Amerikaanse regering kondigde het voornemen aan een belasting van banken te heffen onder de naam Financial Crisis Responsibility Fee, die met een opbrengst van $ 117 miljard de geraamde kosten van het TARP-programma zou moeten bestrijden.[724] Het HAMP-programma bleek tot en met december 2009 geleid te hebben tot 1.164.507 voorlopige herzieningen, waarvan 66.465 definitief geworden waren.[725]
- In de week van 18 januari 2010 waarschuwde IMF-directeur Strauss-Kahn voor een nieuwe recessie, hoewel hij liet doorschemeren dat het IMF de groeiramingen zou verhogen.[726][727] Citigroup rapporteerde over het vierde kwartaal een verlies van $ 7,8 miljard als gevolg van het terugbetalen van $ 20 miljard aan staatssteun.[728] Bank of America rapporteerde over het vierde kwartaal een verlies van $ 5,4 miljard, eveneens (mede) als gevolg van het terugbetalen van overheidssteun, hier $ 45 miljard.[729][730] De Amerikaanse regering kondigde plannen aan voor wetgeving die de handel voor eigen rekening ("proprietary trading"), gefinancierd met deposito's van klanten, zou inperken, en beperkingen zou stellen aan de omvang van aangetrokken middelen.[731][732]
- In de week van 25 januari 2009 kondigde Goldman Sachs aan dat partners en personeel van de Londense vestiging aan salaris en bonus over 2009 niet meer dan 1 miljoen pond zouden ontvangen.[733][734]

### Februari 2010

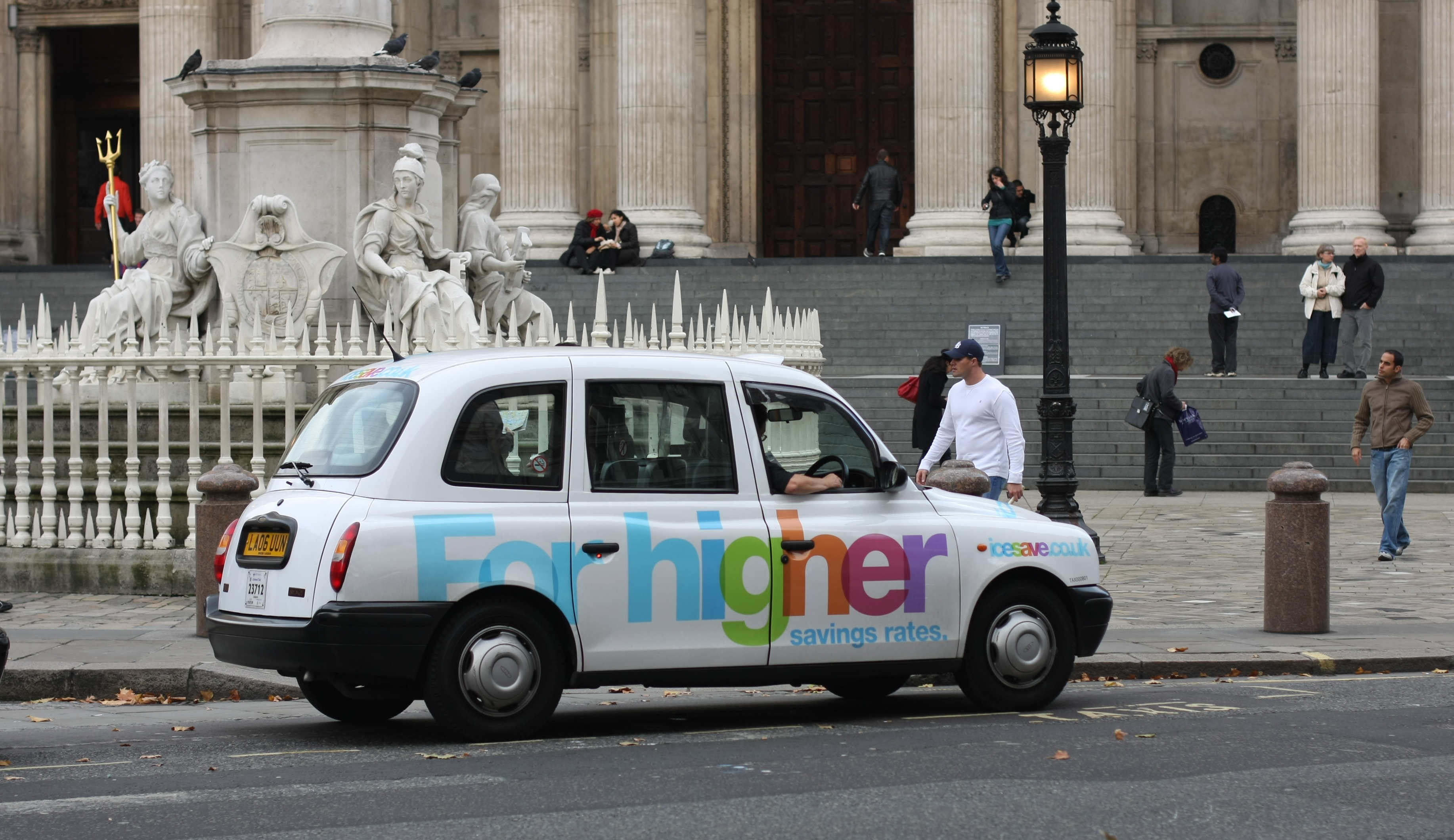
Taxi in Londen met reclame voor Icesave (2008)

- In de week van 1 februari 2010 deelde de Britse toezichthouder FSA de in het Verenigd Koninkrijk opererende banken mee dat de restricties op bonussen (met name de bepaling dat minimaal 60% in uitgestelde vorm moest worden betaald) dienden te worden opgevolgd op straffe van intrekking van de bankvergunning, ook indien zulks strijdig zou zijn met de met de betrokken medewerkers gesloten arbeidscontracten.[735]
- In de week van 8 februari 2010 werd bekend dat de bonus van Goldman Sachs-CEO Blankfein over 2009 het verhoudingsgewijs lage bedrag van $ 9 miljoen bedroeg.[736] JP Morgan Chase-CEO Dimon kreeg over 2009 een bonus van $ 17 miljoen, geheel in aandelen en opties.[737] President Obama verklaarde deze bonussen "niet aan hen te misgunnen".[738] Dubai World kreeg een lening van $ 6,2 miljard van de regering van Dubai nadat een saneringsplan voor de schulden uitbleef.[739] De Bank for International Settlements riep banken op om grotere kapitaals- en liquiditeitsbuffers aan te houden.[740]
- In de week van 15 februari 2010 berichtte de Britse bank Barclays dat de raad van bestuur geheel afzag van bonussen over 2009.[741] ING Groep rapporteerde over 2009 een verlies van € 935 miljoen, veroorzaakt door € 992 miljoen aan afschrijvingen op onder meer Amerikaanse hypotheken.[742] De Federal Reserve verhoogde de discount rate van 0,50% tot 0,75%.[743]
- In de week van 22 februari 2010 bleek de kredietverlening door Amerikaanse banken sterk te zijn afgenomen;[744] ook de kredietverlening aan het Britse bedrijfsleven bleek te zijn gedaald.[745] Stephen Hester, CEO van Royal Bank of Scotland, zag af van een bonus over 2009.[746] In het geschil met IJsland over de terugbetaling van de in het Icesave-debacle verstrekte leningen, boden het Verenigd Koninkrijk en Nederland IJsland aan de rente te wijzigen van een vast percentage van 5,55 in een variabele rente van Euriobod + 2,75%, plus een rentevrije periode van twee jaar.[747] IJsland wees dit vooralsnog af. Goldman Sachs-topman Gerald Corrigan verklaarde tegenover een commissie van het Britse parlement dat "met de kennis van nu, de transparantie beter had kunnen en moeten zijn (“with the benefit of hindsight [...] the standards of transparency could have been and probably should have been higher”). Commerzbank rapporteerde over 2009 een verlies van € 4,5 miljard.[748] Freddie Mac rapporteerde over het vierde kwartaal van 2009 een verlies van $ 6,5 miljard, waarmee over geheel 2009 een verlies van $ 21,6 miljard erd geleden.[749] RBS rapporteerde over 2009 een verlies van £ 3,6 miljard; de bonussen stegen ten opzichte van 2008 met 44%.[750][751] Het IMF deed de suggestie aan de ECB de "target inflation" te verhogen van 2% tot 4%, welke suggestie door diverse ECB-bestuurders resoluut van de hand werd gewezen.[752] Lloyds bank rapporteerde over 2009 een verlies van £ 6,3 miljard.[753] AIG rapporteerde over het vierde kwartaal van 2009 een verlies van $ 8,9 miljard.[754] Fannie Mae rapporteerde over het vierde kwartaal een verlies van $ 16,3 miljard, waarmee het verlies over geheel 2009 uitkwam op $ 74,4 miljard.[755]

### Maart 2010
- In de week van 1 maart 2010 berichtte de Rabobank dat het faillissement van DSB Bank hen € 200 miljoen had gekost: betalingen op grond van de depositogarantieregeling werden namelijk over de Nederlandse banken omgeslagen naar rato van de omvang van de aan hen toevertrouwde spaargelden.[756] Volgens het IMF nam het volume aan uitstaande leningen in het derde kwartaal van 2009 af met $ 360 miljard, vrijwel geheel in de Eurozone ($ 151 miljard) en het Verenigd Koninkrijk ($ 183 miljard).[757] Op 6 maart 2010 wees de IJslandse bevolking in een referendum de wet omtrent de terugbetaling van de aan IJsland verstrekte leningen met een overweldigende meerderheid af: slechts 1,5% stemde ervoor.[758]
- In de week van 8 maart 2010 opperden diverse Europese politici een plan voor een Europees monetair fonds, op de voet van het IMF, dat bij steunverlening aan lidstaten extra bevoegdheden zou moeten hebben.[759] AIG verkocht dochter Alico voor $ 15,5 miljard.[760] De Federal Reserve bleek de kortlopende faciliteiten nagenoeg afgebouwd te hebben, hetgeen was gedaan zonder de markten te verstoren.[761] De rol van Amerikaanse banken bij de emissie van Europese staatsleningen bleek duidelijk te zijn teruggelopen.[762] Sinds 2008 bleken in de VS meer dan 1 miljoen woningen gedwongen verkocht te zijn.[763] De AFM legde Fortis boetes van in totaal € 576.000 op wegens marktmanipulatie en het niet tijdig publiceren van koersgevoelige informatie.[764] In Griekenland werd op grotere schaal gestaakt.[765] Een door de rechter in het faillissement van Lehman Brothers ingeschakelde deskundige constateerde grove nalatigheden ("grossly negligent") in de financiële verslaggeving.[766]
- In de week van 15 maart 2010 verdubbelde de Bank of Japan de driemaands-faciliteit tot 20 biljoen yen.[767]
- In de week van 22 maart verklaarde het IMF te verwachten dat de leden van de G7, met uitzondering van Canada en Duitsland, in 2014 een staatsschuld van meer dan 100% van het GDP zouden hebben.[768] Dubai World kreeg $ 9,5 miljard steun van de regering van Dubai.[769] De Duitse hypotheekbank Hypo Real Estate bleek over 2009 een verlies van € 2,24 miljard te hebben geleden.[770] De toezichthouder op de Amerikaanse kredietverzekeraar Ambac bevroor $ 35 miljard aan bezittingen, in afwachting van een herstructurering.[771] (Ambac was in problemen gekomen doordat men credit default swaps had verkocht waarbij het kredietrisico van Amerikaanse woninghypotheken verzekerd had. De toezichthouder verwachtte dat circa 25% van de vorderingen voldaan zouden kunnen worden. Opmerkelijk was dat een deel van de verplichtingen van Ambac weer door middel van credit default swaps waren verzekerd.[772]) De Amerikaanse regering presenteerde een plan om de effectiviteit van het HAMP-programma te verbeteren: onder meer werd steun toegezegd aan werkloze huiseigenaren, en werden banken subsidies in het vooruitzicht gesteld om de hoofdsom van de lening, voor zover deze de waarde van de woning te boven ging, af te schrijven.[773] Hiermee zou circa $ 50 miljard aan belastinggeld gemoeid zijn.[774]
- In de week van 29 maart verkocht Ford Volvo aan de Chinese autofabrikant Geely voor $ 1,8 miljard.[775] De Amerikaanse regering kondigde aan de deelneming in Citigroup (27%, 7,7 miljard aandelen) gespreid in 2010 te gaan verkopen. Opmerkelijk was dat Morgan Stanley als adviseur werd ingeschakeld en niet Goldman Sachs,[776] bij deze zeer omvangrijke en prestigieuze transactie, omschreven als "the mother al all deals".[777] De Ierse regering droeg de Ierse banken op om binnen 30 dagen € 43 miljard aan nieuw kapitaal aan te trekken; verwacht werd dat de Ierse regering op zijn minst een deel hiervan voor haar rekening zou moeten nemen.[778][779] De Ierse "bad bank" National Asset Management Agency nam een eerste tranche van € 16 miljard aan dubieuze leningen over, met een korting van 47%; in totaal zou circa € 81 miljard worden overgenomen.[780] Op 31 maart 2010 gaf de Fed een aantal gegevens vrij in het geschil met Bloomberg over de zekerheden die men had ontvangen bij de steun aan JP Morgan bij de overname van Bear Stearns: ze bleken in hoofdzaak te bestaan uit hypotheken van zeer twijfelachtige kwaliteit.[781][782] Anglo Irish Bank, in januari 2009 genationaliseerd door de Ierse regering, rapporteerde over 2009 een verlies van € 12,7 miljard, veroorzaakt door € 15 miljard aan afschrijvingen.[783] Het was het grootste verlies ooit door een Ierse onderneming geleden.

### April 2010
- In de week van 5 april 2010 verhoogde de Reserve Bank of Australia de overnight cash rate tot 4,25%: de vijfde verhoging sinds het laagtepunt.[784]
- In de week van 12 april 2010 verhoogde het IMF de omvang van de New Arrangement to borrow van $ 50 miljard tot $ 550 miljard.[785][786] Goldman Sachs werd door de SEC beschuldigd van fraude met een synthethische CDO met CDS'en op subprime mortgages geheten Abacus 2007-AC1: men zou de selectie van die hypotheken hebben overgelaten aan een hedge fund dat welbewust dubieuze hypotheken zou hebben uitgekozen, en vervolgens in dat fonds zou zijn short gegaan, hetgeen GS bekend zou zijn geweest.[787][788][789] ABN AMRO en Rabobank zouden slachtoffer zijn van vergelijkbare praktijken (bij Rabobank met Merrill Lynch als tegenpartij).[790][791]
- In de week van 19 april 2010 berichtte General Motors alle leningen die men in juli 2009 van de Amerikaanse en Canadese overheid had gekregen (in totaal $ 5,8 miljard) te hebben terugbetaald, enkele maanden eerder dan overeengekomen.[792] De VS en Canada bleven wel (groot-)aandeelhouder, voor respectievelijk 70% en 12%.
- In de week van 26 april 2010 deden zich geen noemenswaardige gebeurtenissen voor in het kader van de Kredietcrisis (doch wel in het kader van de Europese staatsschuldencrisis).

### Mei 2010
- In de week van 3 mei 2010 rapporteerde Freddie Mac over het eerste kwartaal een verlies van $ 6,7 miljard, en verzocht om $ 10,6 miljard aan extra staatssteun, boven de $ 50,7 miljard die men sinds november 2008 had ontvangen.[793] Door niet onmiddellijk duidelijke oorzaken[794] daalde de Amerikaanse aandelenmarkt op 6 mei 2010 zeer sterk (op het dieptepunt stond de Dow Jones-index bijna 1000 punten lager); de SEC kondigde aan een onderzoek in te stellen.[795]
- In de week van 10 mei 2010 rapporteerde Fannie Mae over het eerste kwartaal van 2010 een verlies van $ 11,5 miljard, en vroeg om $ 8,4 miljard aan aanvullende staatssteun; de totale verliezen kwamen hiermee op $ 136,8 miljard en de totale steun op $ 84,6 miljard.[796] Men waarschuwde dat het voortbestaan van de onderneming niet verzekerd was ("significant uncertainty as to our long-term financial sustainability").
- In de week van 17 mei bleek het HAMP-programma tot eind april 2010 geleid te hebben tot 295.348 permanente modifications; er waren op dat moment 637.353 trial modifications.[797] De Amerikaanse Treasury nam een verlies van $ 1,6 miljard op een in het begin van 2009 aan Chrysler verstrekte lening van $ 4 miljard.[798] Aan het eind van het eerste kwartaal bleek 10,06% van de Amerikaanse hypotheken een betalingsachterstand te hebben, waarvan 9,54% "seriously delinquent" (90 dagen of langer achterstallig). Tevens verkeerde 4,63% van de hypotheken in enig stadium van foreclosure.[799] De crediteuren van Dubai World gingen akkoord met herstructurering van $ 14,4 miljard aan (inmiddels opeisbare) schulden: $ 4,4 miljard werd 5 jaar uitgesteld, het restant 8 jaar.[800] De Amerikaanse Senaat nam een eigen versie van de Financial Reform Act aan, die enigszins afweek van de versie die het Huis van Afgevaardigden reeds had aangenomen.[801] Het bankwezen had een groot aantal lobbyisten ingezet om de wet te voorkomen.[802]
- In de week van 24 mei 2010 nam de Spaanse toezichthouder de regionale spaarbank CajaSur over, nadat deze grote verliezen had geleden.[803] Vier andere Spaanse spaarbanken ("cajas") maakten fusieplannen bekend.[804] EU-commissaris Barnier stelde voor een belasting van banken te heffen voor de vorming van een fonds waaruit toekomstige bailouts van banken betaald zouden kunnen worden.[805]

### Juni 2010
- In de week van 31 mei vroeg de Nederlandse regering de Europese Commissie toestemming voor het voortzetten van het garantieprogramma voor door banken uit te geven obligaties, dat per 1 juli 2010 zou eindigen. Van de € 200 miljard van het programma was € 52 miljard gebruikt, voor ongeveer een derde door Fortis Bank Nederland. De ECB schreef in de Financial Stability Review van juni 2010 te verwachten dat Europese banken in 2010 en 2011 nog circa € 195 miljard op leningen zouden moeten afschrijven.[806][807] De Bank of Canada verhoogde de target rate van 0,25% tot 0,50%.[808] Prudential zag (alsnog) af van de overname van AIA, die men van AIG zou kopen.[809]
- In de week van 7 juni 2010 berichtte de Amerikaanse Treasury te verwachten dat de Amerikaanse staatsschuld zou stijgen van $ 14.237 miljard eind september 2009 tot $ 19.190 miljard eind 2015.[810] De Spaanse spaarbanken Caja Madrid en Bancaja kondigden een fusie aan; de nieuwe entiteit zou de grootste spaarbank van Spanje zijn met een balanstotaal van circa € 340 miljard.[811] Belegger/speculant George Soros verklaarde dat de financiële crisis verre van over was, en dat het tweede deel van het drama nog maar begonnen was ("Indeed, we have just entered Act II of the drama.").[812]
- In de week van 14 juni 2010 werd bekend dat de steun van de Amerikaanse overheid aan Freddie Mac en Fannie Mae inmiddels $ 145 miljard bedroeg; de uiteindelijke totale schade werd geschat op $ 160 miljard (door het Office of Management and Budget) tot aanzienlijk hoger (tot $ 1.000 miljard).[813] Toezichthouder FHFA droeg Freddie Mac en Fannie Mae op de beursnotering te beëindigen.[814] Door de Ondernemingskamer van het Gerechtshof Amsterdam aangestelde onderzoekers concludeerden dat Fortis bij de aandelenemissie in oktober 2007 de vermoedelijke schade door subprime-hypotheken ten onrechte niet in het prospectus had vermeld.[815] Beleggersvereniging Deminor kondigde een forse claim aan tegen Ageas, de rechtsopvolger van Fortis.[816] De EU-regeringsleiders besloten de resultaten van de stresstest, door de ECB uit te voeren op de 25 grootste Europese banken, openbaar te maken. Publicatie zou echter eerst medio juli plaatsvinden.[817][818]
- In de week van 21 juni 2010 bleken de verkopen van nieuwbouwwoningen in de VS dramatisch gedaald te zijn: van 446.000 tot 300.000 (geannualiseerd); het laagste niveau sinds men in 1963 met deze statistiek begon.[819] De G-20 kwamen in Toronto overeen om de begrotingstekorten in 2013 te halveren, en in 2016 de staatsschulden (als percentage van het GDP) te hebben gestabiliseerd.[820] De G-20 besloot op 27 juni tot het verhogen van de kapitaalseisen van banken; in welke vorm dit zou dienen te gebeuren werd evenwel tot op zekere hoogte aan individuele landen overgelaten.[821] Standard & Poor's zet branchegenoot Moody's op negative watch. De ECB verving de op 1 juli 2010 aflopende 1-jaarsfaciliteit van € 442 miljard door een driemaandsfaciliteit tegen 1%, waarop € 131,9 miljard werd toegewezen. Deze daling werd als duidelijk positief beschouwd.[822] Voorts verstrekte de ECB € 111,1 miljard voor zes dagen.

### Juli 2010
- In de week van 5 juli 2010 verlaagde de staat Californië het salaris van een groot aantal ambtenaren tot het wettelijk minimumloon nadat onderhandelingen over de begroting voor het op 1 juli aanvangende boekjaar niet tijdig waren afgerond.[823][824] Het Committee of European banking Supervisors publiceerde enige details omtrent de uit te voeren "stresstesten" ter bepaling van de financiële soliditeit van de 100 grootste Europese banken: de namen van de te onderzoeken banken werden vermeld, en medegedeeld werd dat bij de door te rekenen scenario's zou worden gerekend met een GDP-groei in de EU die 3 procentpunt lager lag dan de door de Europese Commissie verwachte groei. Voor de simulatie van het "sovereign debt risk" zouden de gebeurtenissen van begin mei 2010 als uitgangspunt worden genomen.[825] De meeste analisten meenden dat de (volgens geruchten) te hanteren criteria niet bijzonder streng waren.[826][827][828] Het IMF verhoogde zijn groeiramingen, doch de groei van de wereldeconomie zag men voornamelijk in Azië; overheidsschulden werden als problematisch gezien.[829]
- In de week van 12 juli 2010 werd Stefan Ortseifen, oud-CEO van IKB, door de rechtbank te Düsseldorf veroordeeld tot een voorwaardelijke gevangenisstraf en een geldboete van € 100.000 (te betalen aan een goed doel) wegens misleiding in een persbericht van 20 juli 2007, waarin IKB zei te verwachten nauwelijks te zullen worden geraakt door de subprime-crisis; reeds tien dagen later bleek een uitgebreid reddingspakket noodzakelijk.[830] Op 15 juli 2010 nam de Amerikaanse Senaat, na circa een jaar van voorbereiding en veelvuldige wijzigingen, de Financial Reform Bill aan, die het toezicht op de financiële sector beoogde te versterken. Het wetsontwerp was aangegroeid tot 2300 pagina's, en voorzag onder meer in de oprichting van een Consumer Financial Protection Agency.[831] De financiële sector, die tientallen miljoenen dollars had besteed aan lobby-activiteiten, sprak zijn teleurstelling uit.
- In de week van 19 juli 2010 verlaagde Moody's de rating van Ierland, met het eerder gebezigde argument dat door de bezuinigingen van de overheid de groei dermate werd afgeremd dat de belastingopbrengsten zouden dalen, hetgeen tot een verslechterde financiële positie van de overheid zou leiden.[832] President Obama tekende de Financial Reform Bill, waardoor deze kracht van wet kreeg.[833] Bernanke liet zich in zijn halfjaarlijkse Monetary Policy Report aan het Congres in betrekkelijk sombere bewoordingen uit over de Amerikaanse conjunctuur, die hij ongebruikelijk onzeker ("unusually uncertain") noemde.[834] Moody's verlaagde de rating van Friesland Bank van A2 tot A3,[835] en plaatste Hongarije op "negative watch" nadat tussen Hongarije en het IMF verschil van mening was ontstaan over de hoeveelheid bezuinigingen.[836] Op vrijdag 23 juli werden de resultaten van de stresstest van de Europese banken gepubliceerd: 7 van de 91 onderzochte banken hadden onder het onderzochte "adverse scenario" een eigen vermogen (Tier 1 capital) van minder dan 6%; met het aanvullen daarvan tot dat niveau zou een bedrag van € 3,5 miljard gemoeid zijn.[837][838] Opgemerkt werd echter dat de geraamde schade ten aanzien van staatsleningen slechts werd berekend over de leningen in de handelsvoorraad van banken ("trading book") doch niet over voor beleggingsdoeleinden aangehouden staatsleningen ("held to maturity"), en dat banken een zekere vrijheid hebben in de toedeling van leningen aan deze portefeuilles, of wijziging daarvan. (Voorts deden geruchten de ronde dat bij de beschrijving van de "negatieve scenario's" sommige nationale centrale banken wel tamelijk optimistisch waren geweest: zo zou één centrale bank daarbij zijn uitgegaan van hooguit gelijk blijvende woningprijzen (in plaats van dalende woningprijzen); bevestiging van die geruchten kon niet worden verkregen.)
- In de week van 26 juli 2010 stuurde de staat Californië circa 200.000 ambtenaren gedurende enkele dagen per maand met onbetaald verlof ("furlough"); tevens kondigde men aan openstaande rekeningen (wederom) te gaan betalen met schuldbekentenissen ("IOU's").[839]

### Augustus 2010

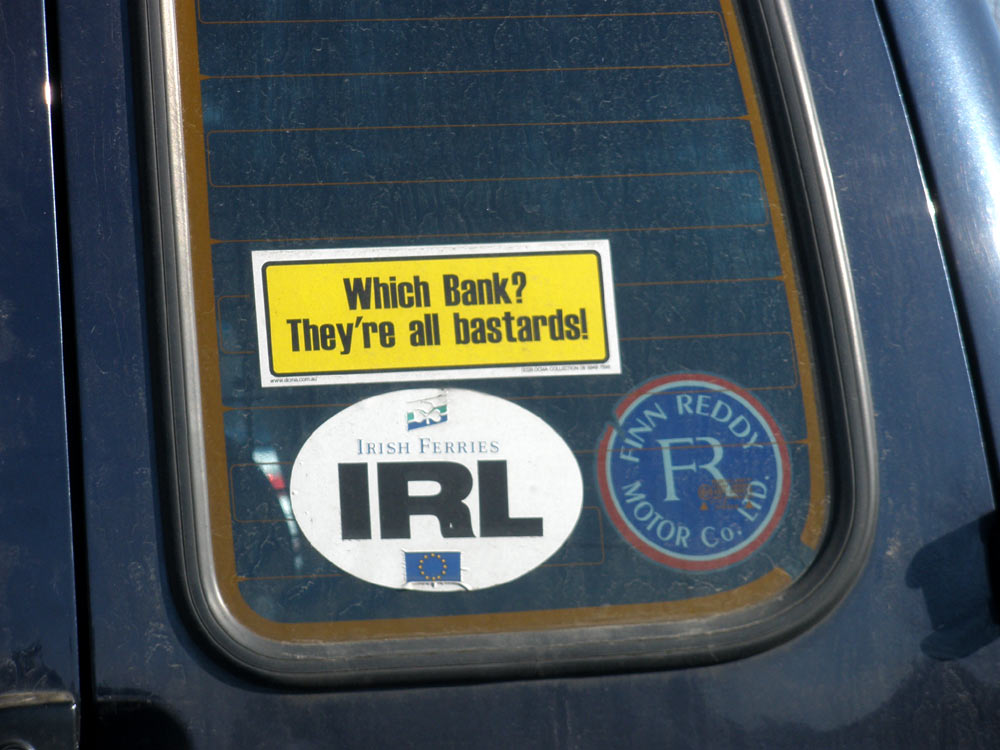
Ierse reactie op de bankencrisis, 2010

- In de week van 2 augustus 2010 rapporteerde Fannie Mae over het tweede kwartaal van 2010 een verlies van $ 1,2 miljard, en verzocht om $ 1,5 miljard aan extra staatssteun.
- In de week van 9 augustus 2010 daalde de rente voor Amerikaanse hypotheken (30 jaar rentevast) tot 4,44%: het laagste tarief in decennia. De Federal Reserve besloot de te ontvangen aflossingen van mortgage backed securities te gaan herbeleggen in Amerikaanse staatsleningen.[840] Freddie Mac rapporteerde over het tweede kwartaal van 2010 een verlies van $ 4,7 miljard en vroeg $ 1,8 miljard aan extra staatssteun.
- In de week van 16 augustus 2010 kondigde DNB de oprichting aan van een afdeling Interventie die reeds bij dreigende crises zou kunnen (en mogen) ingrijpen.[841] Aegon kondigde aan de € 2 miljard aan staatssteun te gaan terugbetalen; € 500 miljoen per direct en € 1,5 miljard in juni 2011. DNB berichtte dat 12 tot 14 Nederlandse pensioenfondsen in een zo slechte positie verkeerden dat lopende pensioenen en opgebouwde pensioenrechten per begin 2011 gekort zouden moeten worden met 1% tot 14%.[842][843] Bill Gross, CEO van vermogensbeheerder PIMCO,[844] zei op een door de Treasury georganiseerde conferentie over de toekomst van het Amerikaanse stelsel van woningfinanciering dat de overheid een volledige nationalisatie zou moeten overwegen: te menen dat de private sector een rol van betekening zou kunnen spelen was niet realistisch, aldus Gross. Treasury secretary Geithner wilde de rol van de overheid juist terugdringen.[845][846] Het Basel Committee on Baning Supervision stelde voor bij een volgende crisis de houders van gewone obligaties van banken te laten meebetalen aan reddingsacties: bij de huidige crisis zijn die (vrijwel steeds) de dans geheel ontsprongen, ten koste van de belastingbetaler.[847][848]
- In de week van 23 augustus 2010 schortte Californië de betaling van $ 2,9 miljard aan scholen en lagere overheden 90 dagen op teneinde betalingen aan obligatiehouders voorrang te geven.[849] Verkopen van bestaande woningen in de VS daalden van 5,37 miljoen (geannualiseerd) in juni tot 3,83 miljoen (idem), mede door het vervallen van de "tax credit".[850] S&P verlaagde de rating van Ierland met één notch tot AA- wegens toenemende zorgen over de kosten voor de Ierse staat van de steun aan Ierse banken.[851] Het pensioenfonds van onderwijzers in de staat Illinois berichtte $ 3 miljard aan beleggingen te moeten verkopen teneinde de lopende pensioenen te kunnen betalen; de staat Illinois bleek niet bij machte de benodigde premies te betalen.[852] De verkopen van nieuwe woningen in de VS daalden in juli tot 263.000 (geannualiseerd): het laagste niveau sinds 1963.[853] De Amerikaanse woningprijzen stegen volgens het FHFA in het tweede kwartaal met 0,90%.[854] De betalingsachterstanden op Amerikaanse hypotheken bleken in het tweede kwartaal gedaald te zijn van 10,06% (percentage van het totale aantal hypotheken dat achterstallig was) tot 9,85%.[855] (Dit cijfer is exclusief de 4,57% die in enig stadium van foreclosure waren.) Aan het eind van het tweede kwartaal bleken 11 miljoen Amerikaanse woningen een hypotheek te hebben die de waarde van het huis te boven ging.[856]

### September 2010
- In de week van 30 augustus 2010 breidde de Bank of Japan een zesmaands-faciliteit met 50% uit tot 30.000 miljard yen (circa 275 miljard euro).[857] Het IMF kondigde een nieuwe kredietfaciliteit aan ("precautionary credit line"); tevens werd de in april 2010 aangekondigde "flexible credit line" verlengd en werd het maximum daarvan ($ 500 miljard) geschrapt.[858] De (vrij kleine) Zweedse investeringsbank HQ Bank ging failliet. Het Nederlandse begrotingstekort leek zich gunstig te ontwikkelen: over 2011 zou een tekort van 3,5% haalbaar moeten zijn.[859] Anglo Irish Bank berichtte circa € 25 miljard aan extra staatssteun nodig te hebben: men kon anders de in september 2010 vervallende leningen niet terugbetalen.[860] Europa bereikte overeenstemming over het oprichten van drie nieuwe toezichthouders, voor banken, verzekeraars en beurzen.[861]
- In de week van 6 september meldde het Bundesverband Deutscher Banker dat de voorgestelde nieuwe kapitaalseisen ertoe zouden leiden dat Duitse banken € 105 miljard aan extra kapitaal zouden moeten aantrekken; men noemde dit "dramatisch".[862][863] Het zou leiden tot hogere rentes en sterke vermindering van de kredietverstrekking. Fannie Mae lanceerde een programma van "soepele" hypotheken om de voorraad ingekochte huizen te verminderen.[864] De Ierse regering verlengde de eind september aflopende garantie voorbij banken geplaatste deposito's tot eind 2010. Voorts kondigde de Ierse regering aan Anglo Irish Bank te splitsen, in een Funding Bank (die de normale activiteiten zou voortzetten) en een Asset Recovery Bank (die zou trachten de problematische bezittingen te liquideren tegen zo laag mogelijke kosten voor de belastingbetaler).[865] (De extreem slechte financiële positie van Anglo Irish Bank had in de dagen ervoor geleid to scherpe koersdalingen van Ierse staatsleningen.) De Nederlandse pensioenfondsen publiceerden op 10 september een paginagrote advertentie in dagbladen waarin men de situatie uitlegde. De dekkingsgraden bleken per eind augustus dramatisch gedaald te zijn: ABP 88%, PZW 94%, Pensioenfonds Bouw 97%, PME 91%, PMT 85%.[866] Hypo Real Estate kreeg € 40 miljard aan extra overheidsgaranties, waarmee het totaal daarvan op € 142 miljard kwam.[867] Het Basels Comité van toezichthouders bereikte overeenstemming over hogere kapitaalseisen: de minimum-buffer van 2% (van de naar risico gewogen activa) zou in 2015 naar 4,5% gaan, met daarbovenop een extra buffer van 2,5%, stapsgewijs in te voeren tussen 2016 en 2019. Voorts komt er een contracyclische buffer van 0% tot 2,5% van het eigen vermogen.DNB-president Wellink noemde de resultaten "heel substantieel".[868][869][870][871]
- In de week van 13 september 2010 werd bekend dat in de VS in augustus 2010 338.836 foreclosure notices waren verzonden; hiervan waren 95.364 "bank repossessions", wat het hoogte aantal was sinds dit cijfer werd bijgehouden.[872]
- In de week van 20 september 2010 bleek het HAMP-programma per eind augustus 2010 geleid te hebben tot 465.058 permanente modificaties.[873]
- In de week van 27 september 2010 verlaagde Moody's de rating van normale obligaties van Anglo Irish Bank met drie notches van A3 tot Baa3; achtergestelde obligaties gingen 6 notches naar beneden, van Ba1 naar Caa1. Minister van Financiën De Jager rapporteerde aan de Tweede Kamer dat de verwachte resultaten op de risico's van de van ING overgenomen portefeuille Amerikaanse hypotheken neerwaarts waren bijgesteld. In de eerste helft van 2010 behaalde de Staat een positief resultaat van € 461 miljoen, doch dit werd gereserveerd voor de te verwachten verliezen in komende jaren. Tot dusver waren de verliezen duidelijk lager dan bij de begin 2009 gesloten transactie verwacht was. Door aflossingen en herfinancieringen daalde de omvang van de portefeuille van € 30,9 miljard tot € 23,8 miljard; de gemiddelde kwaliteit daalde echter wel.[874][875] De IJslandse voormalige premier Haarde werd door het IJslandse president voor een speciale rechtbank (Landsdomur) gedaagd voor zijn aandeel in de financiële crisis.[876] De Amerikaanse overheid verlengde de grens voor door Freddie Mac en Fannie Mae te garanderen hypotheken in "dure" staten; de verhoging tot $ 729.750 was in 2008 ingevoerd om te voorkomen dat de markt voor duurdere woningen (nog meer) zou instorten, doch in 2010 bleken (nog steeds) nagenoeg alle nieuwe hypotheken door aan de overheid gelieerde instellingen verstrekt of gegarandeerd te worden.[877]

### Oktober 2010
- In de week van 4 oktober 2010 werd Jérôme Kerviel veroordeeld tot vijf jaar celstraf, waarvan twee jaar voorwaardelijk, wegens ongeautoriseerde transacties (en de ter verdoezeling daarvan gepleegde valsheid in geschrifte). Tevens diende hij de door zijn ex-werkgever geleden schade van € 4,9 miljard te vergoeden. De Bank of Japan kondigde aan voor 5000 miljard yen (circa € 43 miljard) aan staats- en bedrijfsleningen te gaan kopen. Bank of America breidde het moratorium op foreclosures uit tot de gehele VS.[878][879]
- In de week van 11 oktober bleek het aantal foreclosure notices in de VS in september gestegen te zijn tot 347.420, waarvan 102.134 bank repossessions.[880] De attorneys-general van de 50 Amerikaanse staten besloten tot een onderzoek naar beweerde misstanden bij foreclosures, met name bij het opstellen en ondertekenen van vervangende documenten.[881][882] Een oproep tot een algeheel moratorium op foreclosures werd door het Witte Huis afgewezen.[883] De salarissen en bonussen op Wall Street zouden over 2010 uitkomen op $ 144 miljard, volgens de Wall Street Journal, zijnde een record.[884] Angelo R. Molizo, ex-CEO van de failliete hypotheekbank Countrywide, kwam met de SEC een schikking overeen van $ 67,5 miljoen ter voorkoming van een strafvervolging wegens beweerde misleiding van beleggers.[885]
- In de week van 18 oktober kondigde Bank of America aan met ingang van 25 oktober in 23 staten de verzoeken tot machtiging tot executoriale verkoop te hervatten.[886] Het Basel Committee bereikte overeenstemming over strengere liquiditeitseisen voor banken, met extra kapitaalseisen voor systeembanken.[887] Men zou 2011 als "testperiode" gebruiken, en de nieuwe regels eerst in 2015 invoeren. Bank of America rapporteerde een verlies van $ 7,3 miljard over het derde kwartaal, veroorzaakt door een afschrijving op de goodwill van de creditcarddivisie van $ 10,4 miljard.[888] Ook GMAC kondigde aan de foreclosures te hervatten.[889] Anglo Irish Bank deed de houders van € 1,6 miljard aan achtergestelde obligaties het voorstel ze in te ruilen voor een eenjaars staatsgegarandeerde lening, met een korting van 80%.[890] De Federal Housing Finance Agency verwachtte dat de staatssteun aan Freddie Mac en Fannie Mae tot en met 2013, bij een verslechtering van de Amerikaanse woningmarkt, zou uitkomen op $ 363 miljard. De staat zou dividenden op de senior preferred stock ontvangen, zodat de schade voor de belastingbetaler beperkt zou blijven tot $ 259 miljard.[891][892] Op de Europese interbancaire geldmarkt trad een zekere mate van normalisering op: de EONIA steeg van circa 0,40% tot ruim 0,80%. Verzekeraar AIG bracht een groot deel van de Aziatische activiteiten in Hong Kong naar de beurs; de opbrengst van HK$ 138,3 miljard ($ 18,7 miljard) zou worden aangewend voor het (verder) aflossen van de schulden die AIG uit hoofde van de reddingsoperatie aan de Amerikaanse overheid (die in totaal $ 182,3 miljard daaraan besteed had).[893]

### November 2010
- In de week van 1 november 2010 maakte de Federal Reserve bekend tot juni 2011 voor $ 600 miljard aan staatsleningen (met looptijden van vijf tot zes jaar) te gaan kopen, in maandelijkse bedragen van circa $ 75 miljard.[894]
- In de week van 8 november 2010 rapporteerde de New York Fed dat in twee jaar tijd bijna $ 1000 miljard aan consumptief krediet was afgelost.[895] Bond insurer AMBAC vroeg surseance aan.[896] Het (niet zeer gezaghebbende) Chinese ratingbureau Dagong verlaagde de rating van de VS van AA tot A+.[897] De Ierse regering verlengde (met toestemming van de Europese Commissie) de overheidsgarantie voor leningen van Ierse banken tot eind juni 2011.[898]
- De Fed kondigde een nieuwe ronde "stresstesten" van de 19 grootste Amerikaanse banken aan.[899]
- In de week van 22 november accepteerden houders van achtergestelde obligaties Anglo Irish Bank per 2017 een omwisseling in eenjaars-obligaties (met overheidsgarantie) met een coupon van Euribor + 375 basispunten, en een korting van 80% op de nominale waarde.[900]
- In de week van 29 november 2010 gaf de Federal Reserve de details vrij van een groot aantal transacties die men tussen december 2007 en juli 2010 had uitgevoerd in het kader van de diverse steunverlenings- en stabilisatieprogramma's; gegevens omtrent de ontvangen zekerheden bij $ 85 miljard aan transacties werden echter achtergehouden.[901] De ECB kondigde aan het afbouwen van de liquiditeitssteun op te schuiven tot het tweede kwartaal van 2011.

### December 2010
- In de week van 6 december 2010 verkocht de Amerikaanse overheid haar resterende belang in Citigroup; men stelde aan deze participatie $ 6,85 miljard te hebben verdiend.[902] Bank of America schikte een geschil met Justitie over prijsafspraken bij de handel in obligaties van Amerikaanse lagere overheden voor $ 137 miljoen.[903] Nederland, IJsland en het Verenigd Koninkrijk bereikten overeenstemming over terugbetaling van de in 2007 aan IJsland verstrekte leningen (voor Nederland € 1,3 miljard): IJsland zou vanaf 2016 in termijnen terug betalen, tot 2046, waarbij jaarlijks minimaal 1,3% en maximaal 1,6% van de IJslandse overheidsinkomsten wordt betaald; de rente is gedurende de gehele periode 3%.[904]
- In de week van 13 december 2010 waarschuwde het IMF voor de hoogte van Nederlandse hypotheken, die ten opzichte van de huizenprijzen tot de hoogste ter wereld behoorden.[905]
- In de week van 20 december 2010 rapporteerde Lloyds Bank een verlies van £ 4 miljard op haar leningen in verband met Iers onroerend goed: 52% van deze debiteuren was in enige mate achterstallig; van de debiteuren van dochter Halifax of Scotland was dit zelfs 90%.[906] Het Ierse national Asset Management Agency rapporteerde dat men inmiddels voor € 71,2 miljard aan leningen had overgenomen, en daarvoor € 30,2 miljard had betaald: een haircut van circa 58%.[907] Moody's verlaagde de ratings van diverse Ierse banken tot het niveau van de Ierse staat. De Federal Reserve verlengde de (per 1 januari 2011 aflopende) swaparrangementen met diverse andere centrale banken tot 1 augustus 2011.[908] Andrew Cuomo, attorney-general van de staat New York, kondigde een procedure aan tegen accountantskantoor Ernst & Young in verband met het gebruik van "Repo 501"-transacties door Lehman Brothers, waarmee Lehman Brothers, met medewerking van Ernst & Young, zijn financiële positie beter voorgesteld zou hebben dan in werkelijkheid het geval was, aldus Cuomo; Ernst & Young betwistte dit.[909][910] De ECB wees op 22 december 210 € 149,5 miljoen toe op een driemaands-faciliteit, teneinde de Europese banken van voldoende liquiditeiten over de jaarultimo heen te voorzien.[911] Allied Irish Banks plaatste een groot aantal aandelen bij de Ierse National Pension Reserve Fund Commission, tegen betaling van € 3,7 miljard, om te voorkomen dat AIB op de jaarultimo ondergekapitaliseerd zou zijn; AIB diende echter voor eind februari 2011 € 6,1 miljard aan extra kapitaal aan te trekken.[912]
- In de week van 27 december verhoogde de People's Bank of China de officiële tarieven met 0,25% in een poging de oplopende inflatie in te dammen.[913]

## In 2011

### Januari 2011
- In de week van 3 januari 2011 schikte Bank of America geschillen met Freddie Mac en Fannie Mae over gebreken in door Countrywide (later overgenomen door Bank of America) aan deze instellingen verkochte hypotheken voor een bedrag van $ 1,28 miljard respectievelijk $ 1,34 miljard; voorts trof men een voorziening van $ 2 miljard voor mogelijke putbacks.[914][915] Diverse commentatoren meenden dat Freddie Mac en Fannie Mae hiermee onbekende en potentieel aanzienlijke risico's voor hun rekening namen.[916] Volgens makelaar DTZ Zadelhoff was de leegstand aan Nederlandse kantoorruimte zo groot (6,5 miljoen m² op een totaal van 47 miljoen m²) dat minimaal € 5 miljoen moest worden afgeschreven.[917] Het bij Ierse banken geplaatste bedrag aan deposito's bleek in 2010 met ruim € 70 miljard te zijn afgenomen, naarmate rekeninghouders steeds meer twijfelden aan de soliditeit van de Ierse banken.[918] Geithner waarschuwde dat het wettelijk vastgelegde plafond van de Amerikaanse federale schuld ($ 14.290 miljard) vermoedelijk medio mei 2011 bereikt zou worden, zo niet reeds eind maart 2011; indien die limiet dan niet verhoogd zou zijn zou er een "catastrofale schade" aan de economie optreden.[919][920] Het Supreme Court van Massachusetts wees een door een aantal banken ingesteld hoger beroep af tegen uitspraken van lagere rechters waarbij een executoriale verkoop, zonder dat de uitwinnende partij kon aantonen houder van het hypotheekrecht te zijn, onrechtmatig was geoordeeld.[921]
- In de week van 17 januari 2011 bereikten de EU-ministers van financiën overeenstemming over een nieuwe ronde stresstesten van Europese banken, die strenger zou zijn dan die van het voorjaar van 2010.[922] Het World Economic Forum raamde, in samenwerking met McKinsey en een aantal grote banken, dat een bevredigende economische groei in de komende tien jaar een verdubbeling van de hoeveelheid uitstaand krediet zou impliceren: van $ 97.000 miljard tot $ 200.000 miljard.[923] Bank of America rapporteerde een verlies van $ 1,24 miljard over het vierde kwartaal wegens (nog steeds voortgaande) afschrijvingen op slechte leningen.[924]
- In de week van 24 januari 2011 verklaarde de Spaanse minister van financiën Elena Delgado dat met de kapitaalsinjectie in de Spaanse bankensector (met name regionale spaarbanken, "cajas"[925]), noodzakelijk wegens geleden en nog te verwachten verliezen op onroerend goed, niet meer dan € 20 miljard gemoeid zou zijn.[926] In december 2010 bleken "distressed sales" 47% van de totale Amerikaanse huizenverkopen te vormen.[927][928] S&P verlaagde de rating van Japan van AA tot AA- wegens de zeer grote staatsschuld (circa 200% van het GDP).[929] Moody's waarschuwde dat de sterk stijgende Amerikaanse staatsschuld binnen enkele jaren zou kunnen leiden tot een herziening van de AAA-rating.[930] De Financial Crisis Inquiry Commission, een door de Amerikaanse regering ingestelde onderzoekscommissie, bracht haar eindrapport uit.[931]

### Februari 2011
- Op zondag 6 februari 2011 werd aangekondigd, dat de Deense Amagerbanken, dat in 2010 nog een kapitaal had van 2,4 miljard Deense kronen had, door een afschrijving van 3 miljard DKK insolvent geworden was. Na drie Staatsleningen viel de bank niet meer te redden, en werd hij door de staat overgenomen. De staat stond garant voor de lening. Daarmee werden de bankrekeningen van particulieren tot 750.000 DKK gegarandeerd; voor bedragen boven die grens viel slechts een gedeeltelijke uitkering te verwachten. De aandeelhouders, waaronder de miljardair Karsten Ree (800 miljoen Deense kronen), verloren alle investeringen. De bank werd nu door Finansiel Stabilitet, in de media de financiële afvalemmer van de staat genoemd, overgenomen. Er waren 25 grote debiteuren die gezamenlijk een schuld van 2,8 miljard DKK aan schulden hadden. Zij droegen bij aan het legen van het kapitaal.[932][933][934][935][936] De Ierse National Asset Management Agency kondigde aan, nog voor (nominaal) € 12 miljard aan dubieuze leningen over te nemen van Allied Irish Banks en Bank of Ireland. NAMA verwachtte in totaal nominaal € 88 miljard aan leningen over te nemen, voor een bedrag van € 37 miljard, waarmee men dus gemiddeld 42% van de nominale hoofdsom zou betalen.[937] De Amerikaanse regering presenteerde plannen voor het verminderen van diens betrokkenheid bij de hypotheekmarkt: op enigerleiwijze wenste men te komen tot een opheffing van Freddie Mac en Fannie Mae.[938] Moody's verlaagde de rating van een aantal Ierse banken tot "junk": men vreesde dat een volgende Ierse regering een substantiële korting op de vorderingen van houders van gewone obligaties zou gaan afdwingen.[939]
- In de week van 14 februari 2011 plaatste Credit Suisse CHF 6 miljard aan contingent convertible bonds ("CoCos"): obligaties die in aandelen worden omgezet indien het eigen vermogen ("Tier-1 capital") van een bank beneden een vooraf bepaald percentage daalt. Met behulp van dergelijke instrumenten kunnen banken eerder aan hun kapitaalseisen blijven voldoen, zonder (in op dat moment moeilijke marktomstandigheden) extra aandelen te hoeven plaatsen. Voor het extra risico ontvingen de obligatiehouders een coupon van 9% resp. 9,5%. De obligaties werden geplaatst bij beleggers in Qatar en Saoedi-Arabië.[940] De (Amerikaanse) Federal Accounting Standards Board publiceerde een voorstel voor het aanscherpen van de regels voor het waarderen van leningen waar mogelijk verliezen op gaan worden geleden. Banken zouden al voorzieningen moeten gaan opbouwen indien ze verwachten dat er verliezen zullen zijn, terwijl ze onder de geldende regels eerst hoefden af te schrijven als die verliezen zich feitelijk aandienen.[941][942] SNS Reaal rapporteerde over 2010 een nettoverlies van € 225 miljoen door afwaarderingen van € 790 miljoen bij de vastgoeddivisie.[943] Moody's verlaagde de rating van in totaal € 24 miljard aan achtergestelde obligaties van Duitse banken met gemiddeld twee notches.[944] Een of meerdere banken bleken bij de ECB € 15,8 miljard geleend te hebben onder de "marginal lending facility": een faciliteit waarvan slechts in uitzonderlijke gevallen gebruik placht te worden gemaakt; de ECB liet zich niet uit over de identiteit van deze bank of banken.[945] Enkele dagen later bleek echter dat deze stijging toe te schrijven was aan een verschuiving tussen diverse faciliteiten door een tweetal Ierse banken, in samenhang met voorgenomen verkopen van activa.[946]
- In de week van 21 februari 2011 verlaagde Moody's de outlook van Japan van "stable" tot "negative"(bij een rating van Aa2). RBS rapporteerde over 2010 een verlies van £ 1,1 miljard, onder meer veroorzaakt door verliezen van £ 1,16 miljard op Ierse leningen.[947] Freddie Mac rapporteerde over 2010 een verlies van $ 14,0 miljard; men verklaarde in 2011 dalende huizenprijzen te verwachten. Freddie Mac en Fannie Mae verzochten een extra steun van $ 3,1 miljard, ondanks een verbeterende financiële positie.[948]

### Maart 2011
- In de week van 28 februari 2011 nam het Amerikaanse congres een noodbegroting aan om het functioneren van de federale overheid gedurende de komende twee weken veilig te stellen.[949][950]
- In de week van 7 maart 2011 kondigde Bank of America aan een "bad bank" op te richten waarin circa de helft van de hypotheekportefeuille ondergebracht zou worden.[951] De Spaanse centrale bank droeg een aantal Spaanse banken op hun kapitaal te versterken met in totaal € 15,2 miljard; dit bedrag werd door commentatoren als vermoedelijk onvoldoende beschouwd.[952]
- In de week van 14 maart 2011 daalde het aantal in aanbouw genomen Amerikaanse woningen tot 479.000 ("annualized", ofwel het maandelijkse aantal maal twaalf), wat het laagste cijfer was sinds april 2009 en de grootste maandelijkse daling sinds maart 1984.[953] Het IMF rondde de uitbreiding van de New Arrangements to Borrow af: het totaal van de door de lidstaten toegezegde leningen steeg van SRD 34 miljard tot SDR 367,5 miljard.[954]
- In de week van 21 maart 2011 bleken de verkopen van nieuw gebouwde Amerikaanse woningen in februari 2011 te zijn gedaald tot 250.000 op jaarbasis: een historisch dieptepunt.
- In de week van 28 maart 2011 bleek de S&P/Case Shiller-index van Amerikaanse woningprijzen in januari te zijn gedaald tot 140,86, waarmee het "post-bubble" dieptepunt van april 2009 (139,26) genaderd werd. De Ierse regering publiceerde de resultaten van (extra) stresstesten bij vier Ierse banken: deze bleken in totaal € 25 miljard aan extra kapitaal te moeten aantrekken, te verschaffen door de Ierse overheid. (Het totaal van de deelname van de overheid in het kapitaal van Ierse banken kwam daarmee op € 70 miljard.) EBS werd gedwongen te fuseren met Allied Irish.[955][956]

### April 2011
- In de week van 4 april 2011 verhoogde de ECB de refi rate met 0,25% tot 1,25%.[957] Er werd gediscussieerd over de criteria voor de nieuwe stresstesten voor de 90 te onderzoeken Europese banken,[958] die strenger waren dan bij de stresstest van 2010[959][960] en over de wijze waarop kapitaalseisen voor de nieuwe stresstesten van de Europese banken moesten worden geformuleerd; met name spitste zich dit toe op de vraag of deelnemingen van de Duitse overheid ("stille Einlagen") in de Duitse Landesbanken als "core Tier 1 capital" konden worden aangemerkt.[961] De bevindingen zouden eind juni 2011 worden gepubliceerd. Op 9 april 2011 verwierp de IJslandse bevolking in een referendum ook het tweede akkoord over de terugbetaling van de in het kader van het faillissement van Icesave voorgeschoten bedragen.[962] Men verwachtte dat het geschil nu zou worden voorgelegd aan het EFTA Court.[963]
- In de week van 11 april 2011 rapporteerde Allied Irish Bank over 2010 een verlies van € 10,2 miljard.[964] President Obama kondigde op 13 april 2011 bezuinigingen op de Amerikaanse overheidsuitgaven aan van $ 12 miljard over een periode van 12 jaar.[965] Het overheidstekort zou moeten worden teruggebracht tot 2,5% van het GDP in 2015 en 2% in 2020; voorts werden grote bezuinigingen op Medicare en Medicaid aangekondigd.[966]
- In de week van 18 april 2011 plaatste S&P de AAA-rating van de Verenigde Staten op "negative watch", wegens zorgen over de houdbaarheid van de Amerikaanse staatsschulden.[967] Een Ierse onderzoekscommissie naar de bankencrisis bracht rapport uit: men constateerde een falen op alle niveaus.[968]
- In de week van 25 april 2011 maakte Aegon bekend dochteronderneming Transamerica Reinsurance te verkopen; met de opbrengst zou de resterende staatssteun worden terugbetaald, naar verwachting voor eind juni 2011.[969] DNB waarschuwde in het halfjaarlijkse Overzicht Financiële Stabiliteit voor de gevolgen van een rentestijging voor Nederlandse huiseigenaren.[970][971]

### Mei 2011
- In de week van 2 mei 2011 kondigde de Amerikaanse regering aan een civiele procedure te starten tegen Deutsche Bank wegens beweerde misleiding bij de overdracht van hypotheken aan de Federal Housing Administration.[972][973] De Ierse National Asset Management Agency rapporteerde over 2010 een verlies van € 714 miljoen, wegens een afboeking van € 1 miljard op de waarde van overgenomen onroerend goed en vorderingen.[974][975][976] Lloyds Bank trof een voorziening van £ 2,3 miljard voor te verwachten claims uit hoofde van te duur verkochte verzekeringen (Payment Protection Insurance), nadat men (samen met een aantal andere banken) een proces hierover had verloren;[977] de week erop kondigden ook andere banken aan zich bij het vonnis neer te leggen[978] en daartoe meerdere miljarden ponden te reserveren.[979]
- In de week van 9 mei 2011 rapporteerde Fannie Mae een verlies van $ 6,5 miljard over het eerste kwartaal van 2011, en verzocht om $ 8,5 miljard additionele staatssteun.[980] Volgens markonderzoeksbureau Zillow had 28,4% van de Amerikaanse huiseigenaren (met een hypotheek) een negatieve overwaarde.[981] De Amerikaanse regering kondigde aan voor $ 9 miljard aandelen AIG op de markt te zullen brengen, teneinde het meerderheidsbelang daarin terug te brengen.[982]
- In de week van 23 mei 2011 trof Dexia een voorziening van € 3,6 miljard voor te verwachten verliezen op te verkopen Amerikaanse hypotheken.[983][984]

### Juni 2011
- In de week van 30 mei 2011 daalde de S&P/Case Shiller-index van Amerikaanse huizenprijzen tot een nieuw (post-bubble) dieptepunt, op 138,16.[985][986] De banengroei in de VS kwam in mei 2011 met 54.000 nieuwe banen op het laagste niveau in acht maanden uit; de werkloosheid steeg tot 9,1%.[987]
- In de week van 6 juni 2011 verlaagde het Duitse rating agency Feri de rating van de VS van AAA tot AA.[988]
- In de week van 13 juni 2011 loste Aegon het restant van de eind 2008 ontvangen staatssteun af; volgens het Ministerie van Financiën had de staat, door de boete bij vervroegde aflossing, hierover een rendement van 18,5% behaald.[989] De Ierse regering kondigde aan houders van gewone obligaties van Anglo Irish Bank en Irish Nationwide Building Society te willen laten meebetalen aan de sanering van deze banken.[990][991] De ECB, die aanvankelijk sterk tegen "haircuts" voor houders van gewone obligaties gekant was, leek haar standpunt met betrekking tot deze Ierse obligaties te versoepelen, indien de houders als speculanten aan te merken waren.[992] ING kondigde aan de resterende staatssteun (€ 3 miljard) in 2012 te willen terugbetalen.[993]
- In de week van 20 juni 2011 trof JP Morgan een schikking met de SEC van € 153 miljoen wegens beweerde fraude bij de emissie van pakketten gesecuritiseerde hypotheken.[994] Moody's verlaagde de rating van de Italiaanse banken UniCredit en Intesa Sanpaolo.[995]
- In de week van 27 juni 2011 trof Bank of America een schikking van $ 8,5 met een groep obligatiehouders in een geschil over door Countrywide (later overgenomen door Bank of America) verstrekte en aan beleggers doorverkochte hypotheken.[996] De Bank for International Settlements verklaarde dat centrale banken hun officiële tarieven dienden te verhogen: aan het indammen van inflatie diende nu prioriteit te wordengegeven.[997] De kleine Deense bank Fjordbank Mors werd door de toezichthouder overgenomen.[998] Bij een veiling van gewone en achtergestelde obligaties Allied Irish Bank, in verband met de afwikkeling van CDS-contracten, bleken de gewone obligaties gewaardeerd te worden op 71,37% en de achtergestelde obligaties op 12%.[999]

### Juli 2011
- De Nederlandse regering verlaagde de overdrachtsbelasting voor één jaar van 6% tot 2%, om de stagnerende koopwoningenmarkt te stimuleren.[1000]
- In de week van 4 juli 2011 verhoogde de ECB de refi rate van 1,25% tot 1,50%.[1001][1002] De tijdens de persconferentie door ECB-president Trichet gebruikte formuleringen ("we will continue to monitor very closely") wezen in de richting van verdere verhogingen op een termijn van enkele maanden.
- In de week van 11 juli 2011 zei Fed-president Bernanke in zijn halfjaarlijkse verklaring voor het House of Representatives Financial Services Committee dat de Federal Reserve bereid was tot verdere stimuleringsmaatregelen indien dat nodig mocht zijn;[1003] de financiële markten legden dit uit als een bereidheid om over te gaan tot een derde ronde kwantitatieve versoepeling. Het naderen van de "debt ceiling" leidde binnen de Amerikaanse regering tot hoog oplopende conflicten; ratingbureaus dreigden de rating te verlagen indien, door het bereiken van het plafond, de Amerikaanse regering (ook tijdelijk) betalingen zou opschorten.[1004][1005][1006] Marktonderzoeker RealtyTrac berichtte te verwachten dan Amerikaanse banken foreclosures op grote schaal zouden (blijven) uitstellen, waardoor ook in 2012 nog veel foreclosures zouden plaatsvinden.[1007]
- In de week van 18 juli 2011 rapporteerde Bank of America over het tweede kwartaal een verlies van $ 8,8 miljard door het treffen van voorzieningen van $ 20 miljard voor schikkingen aan te gaan in verband met misleiding door Countrywide (overgenomen door Bank of America) bij securitisatie van hypotheken.[1008] JP Morgan bracht een rapport uit dat de stresstesten onvoldoende streng waren geweest en dat, indien de effecten van een default van overheden correct waren meegewogen, er geen € 2,5 miljard doch € 80 miljard aan extra kapitaal door de betrokken banken zou moeten worden aangetrokken.[1009][1010] Ook van andere zijden werd kritiek op de stresstesten vernomen.[1011] Een rapport van Ernst & Young waarschuwde voor de mogelijkheid dat de Nederlandse huizenprijzen tot 30% zouden kunnen dalen.[1012]
- In de week van 25 juli 2011 leidde het eerdaags bereiken van het wettelijk toegestane schuldenplafond van de Amerikaanse federale overheid ("debt ceiling") tot een omvangrijk conflict tussen het Witte Huis en de Republikeinse partij.

### Augustus 2011
- In de week van 1 augustus 2011 werd een akkoord bereikt over bezuinigingen in de VS, vlak voordat de "debt ceiling" bereikt zou worden. Het pakket voorzag in $ 900 miljard aan bezuinigingen in 10 jaar, plus nog $ 1.500 miljard aan nog nader in te vullen bezuinigingen waarover in november 2011 besloten zou worden. Dit werd op 1 resp. 2 augustus door het Huis van Afgevaardigden en de Senaat aangenomen. Lloyds Bank rapporteerde over het eerste halfjaar van 2011 een verlies van £ 2,3 miljard wegens verliezen op Ierse hypotheken en voorzieningen voor schadevergoedingen voor ten onrechte verkochte verzekeringen.[1013]
- In de week van 8 augustus 2011 besloot de Federal Reserve de federal funds rate ten minste tot medio 2013 op (nagenoeg) nihil te houden.
- In de week van 15 augustus 2011 publiceerde Morgan Stanley een rapport waarin geconcludeerd werd dat zowel Europa als de Verenigde Staten grote kans liepen in een nieuwe recessie terecht te komen.
- In de week van 22 augustus verlaagde Moody's de rating van Japan van Aa2 tot Aa3.
- In de week van 29 augustus 2011 startte de Federal Housing Financing Agency rechtszaken tegen 17 banken wegens misleiding bij de verkoop van hypotheken aan Freddie Mac en Fannie Mae; men vorderde ontbinding van transacties met een totaalbedrag van $ 196 miljard.[1014][1015]

### September 2011
- In de week van 5 september 2011 presenteerde president Obama onder de naam "American Jobs Act" een pakket steunmaatregelen van $ 447 miljard om de dreigende teruggang van de economie te pareren.[1016]
- In de week van 12 september 2011 rapporteerde de Zwitserse bank UBS dat een handelaar een verlies van $ 2 miljard had veroorzaakt[1017][1018] De betrokken handelaar bleek enkele dagen voor de ontdekking van het verlies op zijn Facebookpagina de tekst Need a miracle te hebben geschreven.[1019]
- In de week van 19 september 2011 schetste het IMF in de halfjaarlijkse World Economic Outlook (onder de titel "Slowing Growth, Rising Risks" een somber beeld van de wereldeconomie.[1020][1021] Ook het Global Financial Stability Report van het IMF waarschuwde dat de risico's in het financiële stelsel "substantieel waren toegenomen in de laatste maanden".[1022] De Federal Reserve kondigde aan de looptijd van de opgekochte staatsleningen te verlengen: er zou voor $ 400 miljard aan leningen met een looptijd tot 3 jaar verkocht worden, en voor een gelijk bedrag aan leningen met looptijden van 6 tot 30 jaar teruggekocht worden.[1023] Men beoogde hiermee de lange rente (die overigens historisch gezien niet hoog te noemen was) te verlagen. In de financiële wereld werd hieraan de naam "Operation Twist" gegeven, in navolging van een vergelijkbare stap in 1961.
- In de week van 26 september 2011 bleken de Amerikaanse huizenprijzen (volgens de S&P-Case Shiller-index) in juli 2011 te zijn gedaald met 4,1% op jaarbasis.[1024] Een groot deel van de ooit herziene Amerikaanse hypotheken bleek uiteindelijk weer in een default te eindigen.[1025]

### Oktober 2011

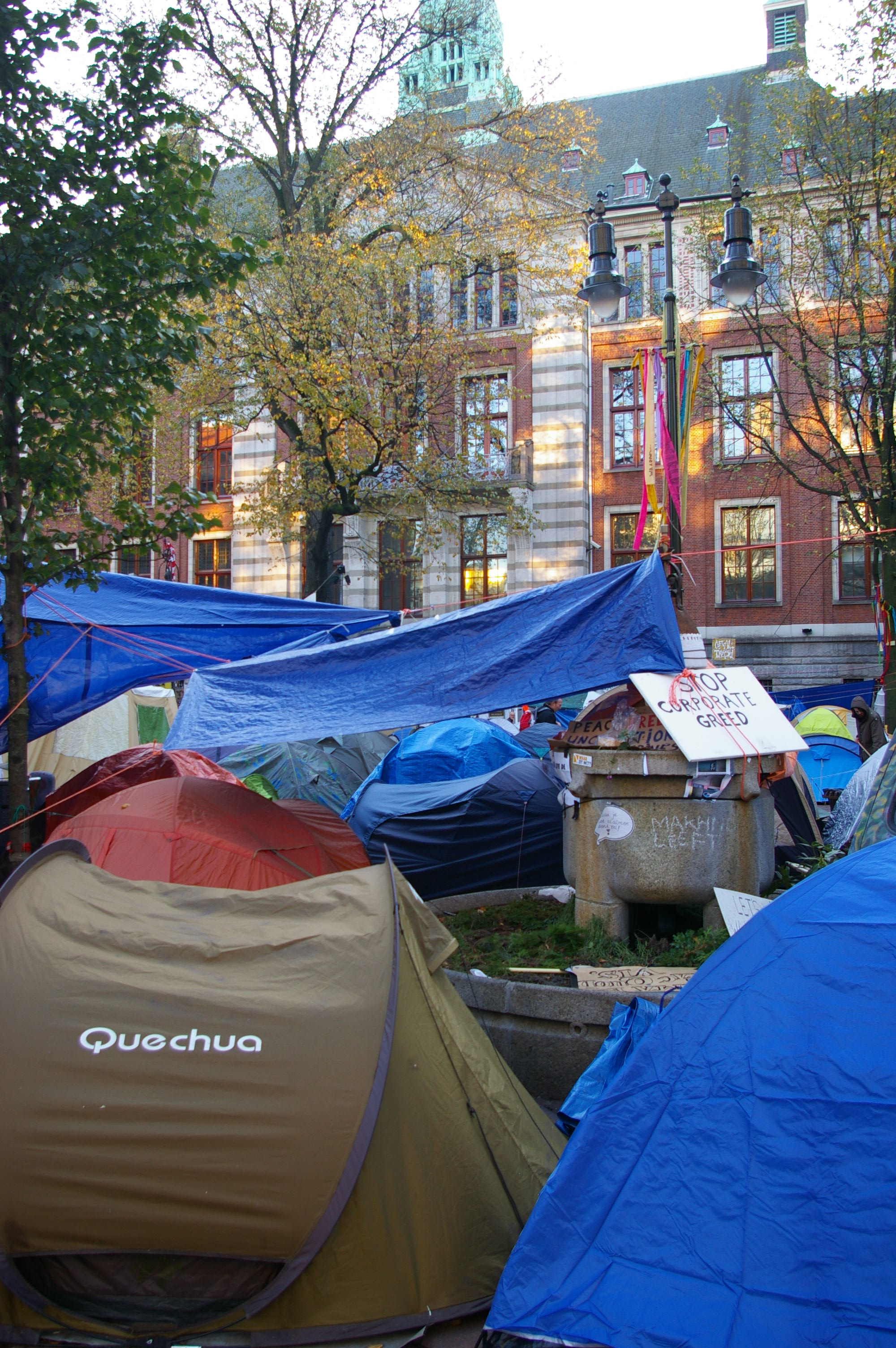
Occupy op het Beursplein, Amsterdam

- In de week van 3 oktober werd in en rond Wall Street gedemonstreerd tegen Wall Street.[1026][1027] In de weken daarna werden ook elders, vaak in financiële centra, tentenkampen gesticht, onder meer in Nederland. De Frans-Belgische bank Dexia bleek in problemen te zijn geraakt;[1028][1029][1030][1031] de Belgische en Franse regering (die tijdens het hoogtepunt van de kredietcrisis noodgedwongen een belang hadden genomen) verklaarden zich bereid tot hernieuwde staatssteun.[1032] De Bank of England kondigde aan het programma van kwantitatieve versoepeling met £ 75 miljard uit te breiden tot £ 275 miljard.
- In de week van 17 oktober 2011 bleek een groot aantal Nederlandse pensioenfondsen per eind september 2011 een sterk ontoereikende dekkingsgraad te hebben.[1033] De dekkingsgraad van ABP bleek gedaald te zijn tot 90%,[1034] dat van Pensioenfonds Zorg en Welzijn tot 91%,[1035] dat van PME tot 86%.[1036] (Het Nederlandse pensioenstelsel werd overigens, in verhouding tot de situatie elders, nog steeds als goed beoordeeld te worden.[1037]
- In de week van 24 oktober 2011 werd bekend dat circa 40% van de Amerikanen met een studielening in enige vorm achterstallig was met betalingen van rente of aflossing.[1038] De Amerikaanse regering kondigde een versoepeling aan van leningsvoorwaarden voor door de FHA te verstrekken hypotheken, waarbij woningen, opgekocht door de Federal Housing Administration, konden worden gekocht met slechts $ 100 aan eigen geld.[1039]

### November 2011
- In de week van 31 oktober 2011 vroeg broker-dealer MF Global faillissement aan na omvangrijke verliezen op Italiaanse en Spaanse staatsleningen;[1040][1041] er bleken enkele honderden miljoenen dollars aan geld van cliënten zoek te zijn.[1042] ING kondigde aan 2700 banen te schrappen.[1043] De ECB verlaagde de "refi rate" met 0,25% tot 1,25%: men verwachtte een sterke daling van de groei, zo niet een recessie, in 2012. Freddie Mac rapporteerde over het derde kwartaal van 2011 een verlies van $ 4,4 miljard.
- In de week van 7 november 2011 begon de Parlementaire Enquêtecommissie Financieel Stelsel van de Nederlandse Tweede Kamer met openbare verhoren.[1044] Op 8 november nam PVV-Kamerlid Graus ontslag uit deze commissie aangezien hij naar eigen zeggen niet vrijelijk vragen mocht stellen over de bonuscultuur.[1045] Dexia rapporteerde over de eerste drie kwartalen een pro-forma verlies van € 10,5 miljard.[1046] Jefferson County in Alabama vroeg faillissement aan.[1047]
- In de week van 14 november 2011 rapporteerde de Italiaanse bank Unicredit over het derde kwartaal een verlies van € 10,6 miljard.[1048] In diverse Amerikaanse steden ontruimde de politie de tentenkampen van de Occupy-beweging;[1049] ook in Londen werd de Occupy-beweging gesommeerd te vertrekken.[1050] Moody's verlaagde de rating van tien Duitse Landesbanken.[1051] Fitch waarschuwde dat de eurocrisis de ratings van Amerikaanse banken in gevaar bracht.[1052] De Amerikaanse staatsschuld overschreed de grens van $ 15.000 miljard.[1053] De betalingsachterstanden op Amerikaanse hypotheken namen in het derde kwartaal van 2011 af tot 7,99%.[1054] De Britse regering verkocht de in 2008 genationaliseerde hypotheekbank Northern Rock aan Virgin Money; voor de Britse overheid leverde dit een verlies op van ten minste £ 400 miljard.[1055]
- In de week van 21 november bleken de Ierse huizenprijzen in oktober te zijn gedaald met 15% op jaarbasis.[1056] De Federal Reserve kondigde aan bij de jaarlijkse stresstesten van Amerikaanse banken rekening te zullen houden met sterke koersdalingen van Europese staatsleningen in hun portefeuilles.[1057] Er rezen twijfels of België in staat zou zijn de met Frankrijk en Luxemburg afgesproken redding van Dexia uit te voeren.[1058]

### December 2011
- In de week van 28 november 2011 verlaagde de OECD de groeiramingen voor alle regio's, waarbij twijfels over de vraag of de euro zou overleven als een van de redenen werd aangevoerd.[1059] Uit door Bloomberg in een gerechtelijke procedure verkregen documenten van de Fed bleek dat (niet aan het Amerikaanse congres gemelde) steunverlening door de Fed banken een winst van $ 13 miljard had opgeleverd.[1060] S&P verlaagde de rating van een groot aantal banken,[1061] waaronder de Rabobank, die zijn AAA-rating verloor.[1062] Voormalig DNB-president Wellink verklaarde tegen de parlementaire enquêtecommissie dat niemand de kredietcrisis van de herfst van 2008 had voorzien, "afgezien van een enkele profeet".[1063] Een oud-topambtenaar van het Ministerie van Financiën onthulde dat begin 2009 een wet klaarlag om ING te nationaliseren;[1064] oud-DNB-directeur Brouwer noemde een nationalisatie van ING een "horrorscenario".[1065] De toenmalige Amerikaanse minister van Financiën Paulson bleek op 21 juli 2008 tijdens een bespreking met een aantal managers van Amerikaanse hedge funds medegedeeld te hebben dat de Amerikaanse regering een de facto nationalisatie van Freddie Mac en Fannie Mae overwoog, terwijl hij op 15 juli tegenover de Senaat dit ontkend had.[1066]
- In de week van 5 december 2011 verklaarde toenmalig minister van Financiën Bos voor de parlementaire enquêtecommissie dat ook hij de crisis niet had zien aankomen. Volgens DNB was Nederland in de laatste twee kwartalen van 2011 in een "milde recessie" beland.[1067] Ook België verkeerde in een recessie.[1068] Het tentenkamp van Occupy Amsterdam op het Damrak werd op 8 december grotendeels ontruimd om plaats te maken voor de jaarlijkse kerstboom.
- In de week van 12 december 2011 vond in Letland een run op Swedbank plaats na geruchten dat de bank in moeilijkheden was.[1069] De Occupy-beweging in de VS verplaatste zich naar een aantal havens, die geblokkeerd werden.[1070]
- In de week van 19 december 2011 werd bekend dat de aantallen verkopen van bestaande Amerikaanse woningen over 2007 tot en met 2010 11% tot 16% te hoog waren opgegeven.[1071]
- In de week van 26 december 2011 bleek dat een groot aantal Nederlandse pensioenfondsen de lopende pensioenen en opgebouwde pensioenrechten zouden moeten gaan verlagen.[1072][1073] De huizenprijzen in de VS bleken (volgens de S&P/Case Shiller-index) in oktober te zijn gedaald met 3,4% op jaarbasis;[1074] het aantal Spaanse hypotheken bleek in oktober gedurende 18 maanden achtereen te zijn gedaald.[1075]

## In 2012

### Januari 2012
- In de week van 16 januari 2012 bleek dat het aantal gedwongen huizenverkopen in Nederland gestegen was van 2086 in 2010 tot 2811 in 2011.[1076] Het IMF bleek plannen te hebben zijn kapitaal met $ 500 miljard te verhogen[1077]: de vraag of de aandeelhouders (de landen die lid waren van het IMF) daartoe bereid zouden zijn en op welke condities werd echter niet direct beantwoord. De Wereldbank publiceerde sterk verlaagde groeiramingen voor 2011: voor Europa verwachtte men een recessie.[1077]
- In de week van 23 januari 2012 verklaarden diverse miljardairs tijdens het jaarlijkse World Economic Forum in Davos de bestaande inkomensongelijkheid uitermate zorgelijk te achten;[1078] het World Economic Forum noemde in zijn jaarlijkse Global Risks Report inkomensongelijkheid als een van de grootste bedreigingen voor de stabiliteit in de wereld.[1079] De Federal Reserve kondigde aan de buitengewoon lage ("exceptionally low") rentes in elk geval tot ver in 2014 te zullen handhaven.[1080]

### Februari 2012
- In de week van 6 februari 2012 breidde de Bank of England het aankoopprogramma van Britse staatsleningen uit met £ 50 miljard tot £ 325 miljard.[1081] Vijf Amerikaanse banken bereikten een schikking met de Amerikaanse federale overheid en 49 van de 50 staten van de V.S. (na ruim zestien maanden onderhandelen) waarbij men zich vrijwaarde van vervolging wegens diverse onregelmatigheden bij het verstrekken van hypotheken, tegenover schadevergoedingen aan (ex-)huiseigenaren van in totaal $ 25 miljard.[1082][1083]
- In de week van 13 februari 2012 kondigde Moody's aan de rating van circa 100 banken, waaronder 17 grote banken, te gaan herbeoordelen.[1084] Fitch verhoogde de rating van IJsland van BB+ tot BBB-, zijnde (net) investment grade.[1085]
- In de week van 20 februari 2012 rapporteerde Royal Bank of Scotland een verlies van £ 2 miljard, voor £ 1,1 miljard veroorzaakt door afwaarderingen op Griekse staatsleningen en voor £ 850 miljoen door schadevergoedingen aan cliënten.[1086] Dexia rapporteerde over 2011 een verlies van € 11,6 miljard, voor € 4 miljard veroorzaakt door de nationalisatie van Dexia Bank België en voor € 3,4 miljard door afwaarderingen op Griekse staatsleningen.[1087] Crédit Agricole rapporteerde over het vierde kwartaal van 2011 een verlies van € 3 miljard, voor € 220 miljoen veroorzaakt door verliezen op Griekse staatsleningen. De Britse hypotheekbank Lloyds rapporteerde over 2011 een verlies van £ 2,8 miljard.[1088]
- In de week van 27 februari 2012 zei Rabo-topman Van Schijndel in een interview met het FD dat de Nederlandse huizenprijzen circa 10% te hoog waren.[1089] De Oostenrijkse regering stak € 250 miljoen in Volksbanken, wat de derde reddingsoperatie sinds 2008 was; van de tweede steun van € 1 miljard werd 70% afgeschreven.[1090]

### Maart 2012
- In de week van 12 maart 2012 publiceerde de Fed de resultaten van stresstests van 19 grote Amerikaanse banken: 15 ervan werden geacht ook in een "zeer slecht" economisch scenario over voldoende kapitaal te beschikken.[1091] De Spaanse huizenprijzen bleken in het vierde kwartaal van 2012 te zijn gedaald met ruim 11%.[1092] IJsland loste een deel van de schuld aan het IMF af door betaling van $ 443,4 miljoen, ruim voor de vervaldatum in 2013.[1093]
- In de week van 19 maart 2012 bleken de Nederlandse huizenprijzen in februari te zijn gedaald met 3,4% op jaarbasis.[1094]

### April 2012
- In de week van 9 april 2012 publiceerde de commissie-De Wit het eindrapport: men concludeerde dat de toenmalige minister van Financiën Bos in 2008 en 2009 bij de nationalisatie van ABN AMRO en de staatssteun aan ING de controlemogelijkheden van de Tweede Kamer belemmerd had.[1095][1096] De Ierse regering bleek een verschil van mening te hebben met Eurostat over de vraag of de schulden van "bad bank" NAMA moesten worden opgeteld bij de Ierse staatsschuld, nadat het belang van de Ierse staat (eerst 49%) tot een meerderheidsbelang was toegenomen door de overname van verzekeraar (en aandeelhouder in NAMA) Irish Life Investment Managers.[1097] Het aantal verkochte Nederlandse woningen bleek in het eerste kwartaal met 15,6% op jaarbasis te zijn gedaald tot 18.859; de gemiddelde verkoopprijs daalde tot € 214.000.[1098]
- In de week van 16 april 2012 schreef het IMF in het Global Financial Stability Report van april 2012 te verwachten dat de gezamenlijke Europese banken hun balanstotaal met € 2000 miljard zouden (moeten) terugbrengen.[1099] Minister De Jager kondigde aan hedge funds en beursspeculanten onder toezicht te gaan brengen: "Ik wil meer zicht op de handel en wandel van deze snelle jongens en meisjes".[1100]

### Mei 2012
- In de week van 30 april 2012 waarschuwde de ILO (Internationale Arbeidsorganisatie) in het jaarlijkse "World of Work Report" dat de werkloosheid in een (nog meer) zorgwekkende fase terechtgekomen was, met name in Europa.[1101][1102][1103] Volgens de (Nederlandse) Vereniging Eigen Huis had 38% van de Nederlandse huiseigenaren tussen 26 en 35 jaar een negatieve overwaarde in de eigen woning.[1104] De Italiaanse werkloosheid bleek in maart te zijn gestegen van 9,6% (herzien van 9,3%) tot 9,8%. De werkloosheid in de eurozone bleek in maart te zijn gestegen van 10,8% tot 10,9%.[1105][1106]
- In de week van 7 mei 2012 waarschuwde DNB in het halfjaarlijkse Overzicht Financiële Stabiliteit voor de kwetsbare positie van jonge(re) huiseigenaren: "Ruim de helft van de jonge huishoudens heeft een negatieve overwaarde." Voorts uitte DNB zorgen over de vermogenspositie van de Nederlandse financiële instellingen.[1107] JP Morgan bleek in enkele weken tijd een verlies van $ 2 miljard te hebben geleden op derivaten.[1108][1109][1110]